# Fruška gora
La Fruška gora (prononcé en français : [fʁuʃka goʁa] ; en serbe cyrillique : Фрушка гора ; en hongrois : Tarcal-hegység) est un massif montagneux situé en Serbie, au nord de la région de Syrmie, dans la province autonome de Voïvodine.
La Fruška gora est un inselberg, une « montagne insulaire », qui s'élève dans la partie méridionale de la plaine de Pannonie ; sur le plan géologique, elle constitue un horst, une zone résultant d'un soulèvement de terrain, et s'est formée au Paléozoïque. Le massif abrite aujourd'hui une flore et une faune particulièrement riches ; en 1960, une grande partie du massif, soit 25 525 ha, a été transformée en parc national et, en 2000, une zone de 42 000 ha a été désignée comme une zone importante pour la conservation des oiseaux (en abrégé : ZICO).
La région de la Fruška gora est habitée depuis la Préhistoire et des vestiges appartenant notamment aux cultures néolithiques de Starčevo (entre 6200 et 5200 av. J.-C.) et de Vinča (entre 5500 et 3500 av. J.-C.) y ont été mis au jour. Dans l'Antiquité, à l'époque de la Tétrarchie, la ville romaine de Sirmium, aujourd'hui Sremska Mitrovica, située au pied du massif, devint momentanément l'une des capitales de l'Empire romain, au même titre que Trèves, Mediolanum (Milan) et Nicomédie ; dix empereurs romains y ont vu le jour. Le massif est également connu pour ses 35 monastères orthodoxes serbes qui y ont été édifiés entre le XVe et le XVIIIe siècle, dont 15 subsistent encore actuellement. Pendant la Seconde Guerre mondiale, le massif fut également un haut lieu de la résistance des Partisans communistes de Josip Broz Tito contre l'occupant nazi et contre l'État indépendant de Croatie des Oustachis.
Les pentes du massifs constituent également une zone viticole ; on y produit des vins réputés, dont le bermet, sa spécialité principale, un vin doux, blanc ou rouge, aromatisé.
La Fruška gora, le parc national mais aussi ses alentours, sont également l'une des destinations touristiques importantes de la république de Serbie.

## Toponymie
Le nom du massif provient d'un vieux mot serbo-croate, Fruzi, qui désigne les « Francs » ; la Fruška gora est ainsi « la montagne des Francs » ; il a reçu ce nom en raison de son rôle de frontière naturelle au moment des campagnes contre les Francs ; à l'époque romaine, il s'appelait Alma Mons ou Mons Almus, la « montagne fertile ».

## Géographie

### Situation

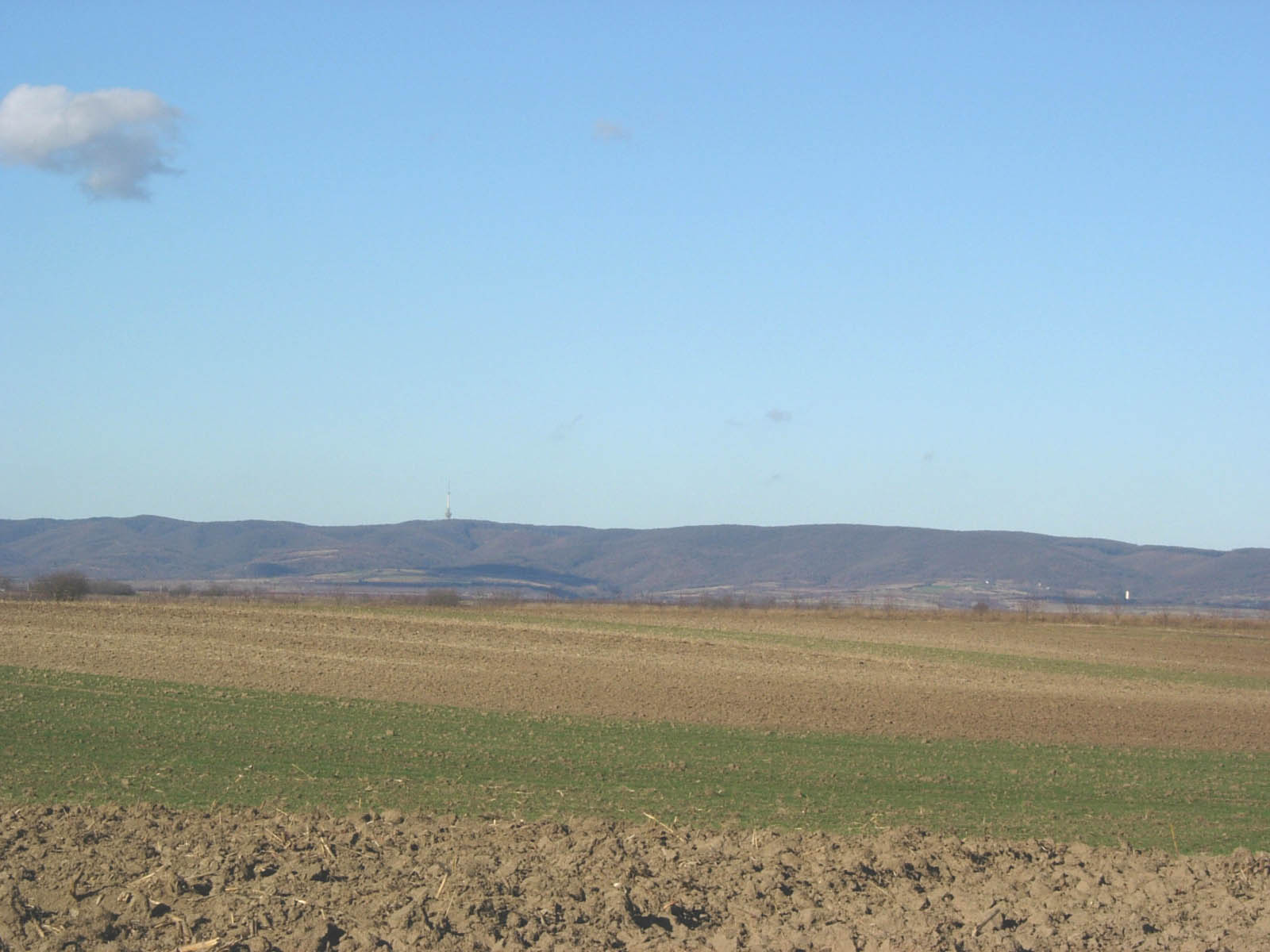
La Fruška gora vue du sud

La Fruška gora est pour l'essentiel située en Serbie, dans la province autonome de Voïvodine, mais une petite partie du massif, la plus occidentale, se trouve en Croatie. Elle couvre une superficie d'environ 348 km2 et s'étire d'est en ouest sur une longueur de 80 km et du nord au sud sur 15 km, entre 45° et 45° 15' de latitude nord et 16° 37' et 18° 01' de longitude est. Il est bordé par le fleuve du Danube au nord et par la rivière de la Save au sud ; ces deux cours d'eau, qui lui sont parallèles, confluent au centre de Belgrade, plus à l'est.
Sur le plan administratif, il s'étend, en Serbie, sur les municipalités de Petrovaradin (sur le territoire de la ville de Novi Sad), Sremski Karlovci, Beočin et de Bačka Palanka, des subdivisions territoriales rattachées au district Bačka méridionale ; plus au sud, il s'étend sur les municipalités de Šid, Sremska Mitrovica, Irig et Inđija, qui font partie du district de Syrmie (Srem). La partie croate se trouve sur le territoire de la municipalité d'Ilok, dans le comitat de Vukovar-Syrmie.

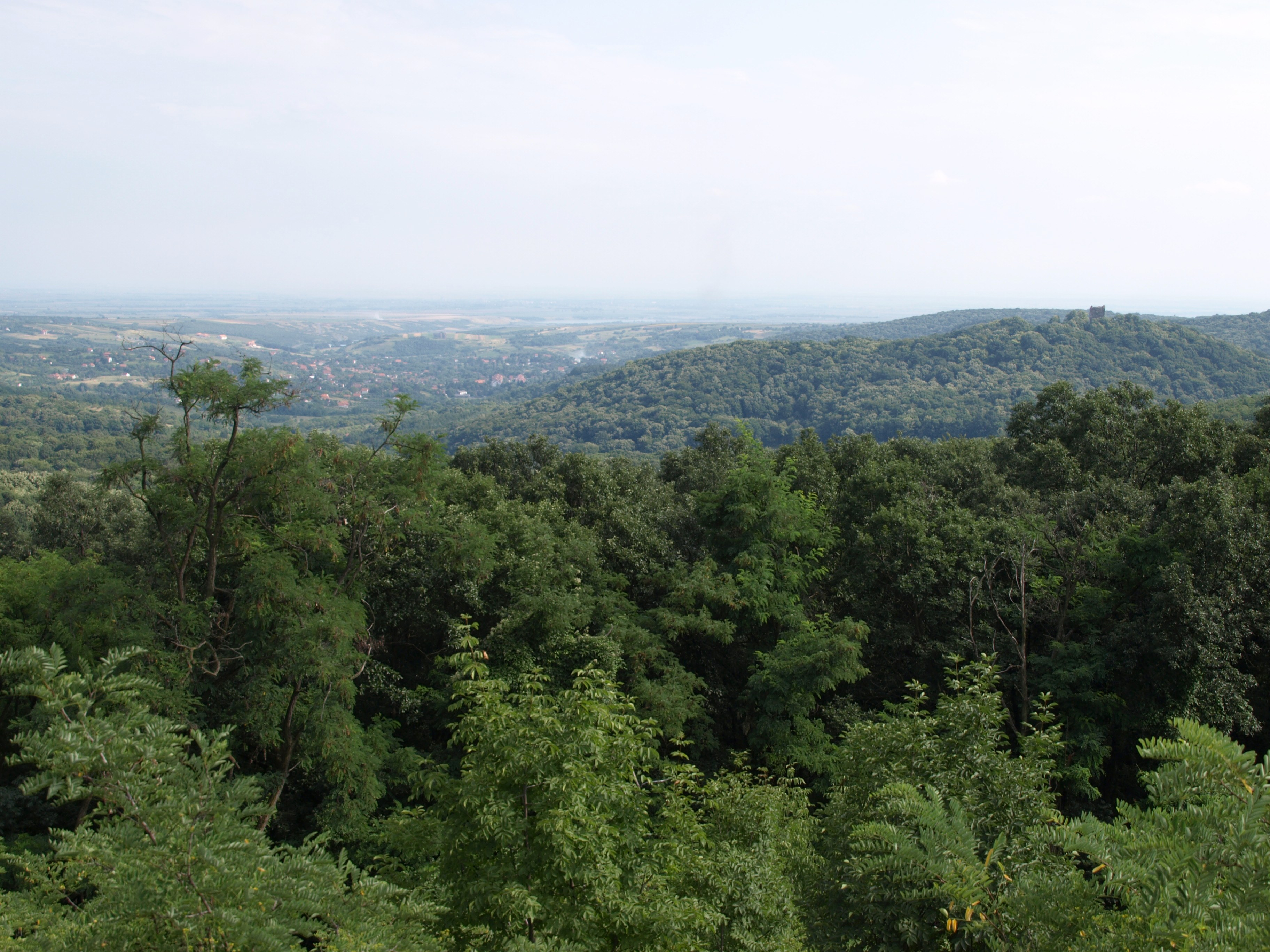
Autre vue de la Fruška gora

### Topographie

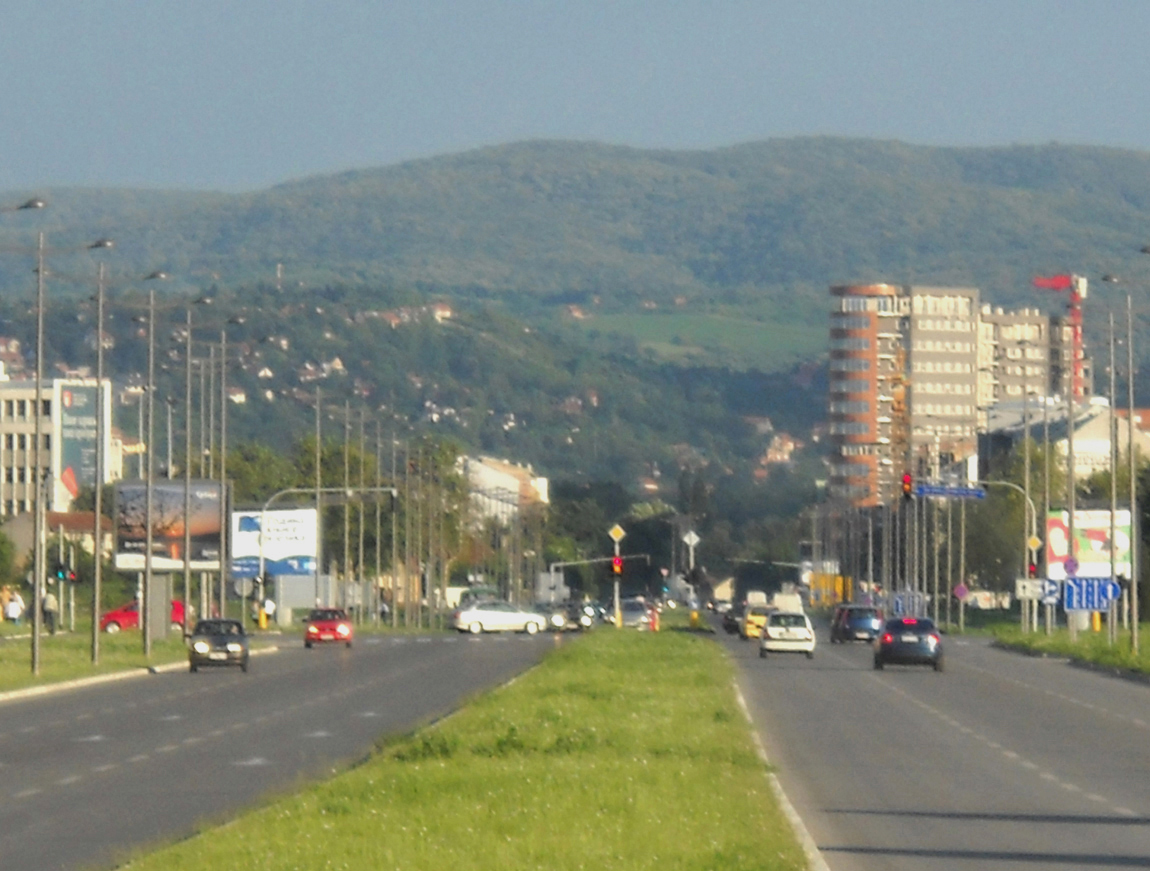
La Fruška gora, vue depuis le Boulevard de l'Europe à Novi Sad

La Fruška gora est un inselberg, une « montagne insulaire » : elle est entourée par la plaine pannonienne, une zone de basse altitude, ce qui lui confère une apparence relativement massive. Son point culminant, situé dans sa partie centrale, est le mont Crveni čot, qui s'élève à 539 m. Le massif est constitué de trois grands ensembles. La partie centrale, longue d'environ 40 km, est la plus élevée, avec une altitude moyenne comprise entre 440 et 460 m. La seconde partie, à l'ouest, s'étend entre Šarengrad (en Croatie) et Šid (en Serbie) et s'élève à une altitude moyenne de 200 m. La partie orientale du massif s'abaisse progressivement plus on se dirige vers l'est.
Le massif de la Fruška gora comprend les sommets suivants :
| Sommet        | Altitude (en mètres) |
| ------------- | -------------------- |
| Crveni čot    | 539                  |
| Iriški venac  | 516                  |
| Veliki gradac | 471                  |
| Letenka       | 454                  |
| Mali gradac   | 431                  |
| Stražilovo    | 321                  |

### Géologie
Les parties les plus anciennes de la Fruška gora sont constituées de serpentinites, qui, selon certains géologues, proviendraient de la transformation de péridotites en gabbro au Paléozoïque. D'autres roches remontent à la même période avec des schistes et des phyllosilicates comme les micas, les chlorites et les amphiboles. La distribution des schistes suit généralement une direction ouest-est, en s'abaissant vers le sud, et ils affleurent nettement dans la partie centrale du massif. Au nord, les roches paléozoïques sont principalement recouvertes par les sédiments du haut Crétacé, à l'ouest par les sédiments du Miocène et au sud par les sédiments du Quaternaire. La superposition entre les serpentinites et les schistes du Paléozoïque est généralement due à des phénomènes tectoniques.
Le massif conserve également des roches datant du Mésozoïque. Le Trias est représenté d'abord par des conglomérats puis par des grès violets et jaunes, par des argiles violets, gris et jaunes, par des grès argileux et des roches calcaires. Certains chercheurs rattachent au haut Trias un ensemble de mudstones, de schistes argileux, d'ardoises, de phyllites d'ardoise, de schistes de quartz et de calcaires partiellement métamorphisés. Une partie des flyschs du massif date du Jurassique. Le Crétacé est représenté par une épaisse couche de sédiments constitués de conglomérats de base, de brèches à larges grains évoluant en conglomérats à petits grains et de grès à grands grains ; on y trouve des lutites grises, du grès, des calcaires marneux rougeâtres, de la castine, des marnes, des calcaires gris sablonneux, des marnes micacées grises, brunes et noires, des marnes argileuses, de l'argile et des roches argileuses ou du grès. Les sédiments du Crétacé sont clairement stratifiés, à l'exception des brèches, et ils se rencontrent à l'est et au nord-est de la Fruška gora et, notamment, dans les secteurs de Stražilovo, Sremski Karlovci et Paragovo. Les sédiments de cette époque renferment de nombreux fossiles.

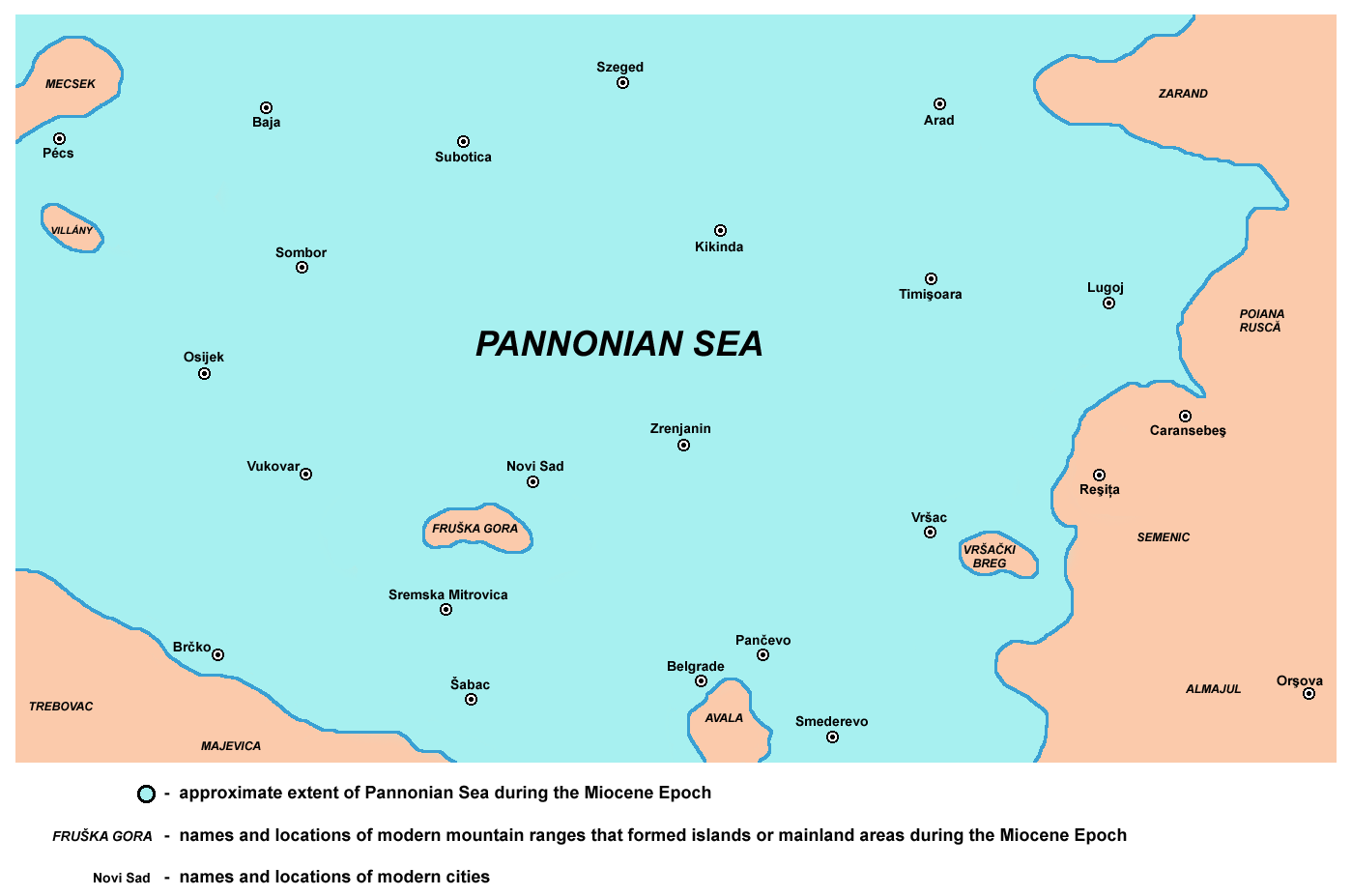
La Fruška gora dans la mer de Pannonie au Miocène

Au Miocène et au Pliocène, la Fruška gora était une île entourée par la mer de Pannonie. Du Miocène date la formation des gisements de charbon du bassin de Vrdnik. Les sédiments du Pliocène, quant à eux, sont constitués de sable, d'argile maigre (ou « argile sableuse ») et, moins fréquemment, de gravier et de lignite ; les faciès les plus profonds sont constitués de marne et d'argile marneux.
Le lœss est présent dans le massif sous forme d'une couche fine, à une altitude inférieure à 400 mètres ; on le trouve généralement dans des cuvettes situées entre deux cours d'eau s'écoulant vers le nord ou le sud ou bien sur des plateaux comme ceux de Miseluk, Rovine et Banstol ; il se répartit en plusieurs strates, séparées par des paléosols. On rencontre également des dépôts alluviaux sur le côté nord du massif, formés de limons apportés par le Danube ; la partie la plus profonde de ces sédiments est principalement constituée de sable et de gravier ; la partie médiane contient du sable et la surface est formée de poussière, de sable et de boue.
Sur le plan géomorphologique, la Fruška gora est considérée comme un horst.

### Hydrographie

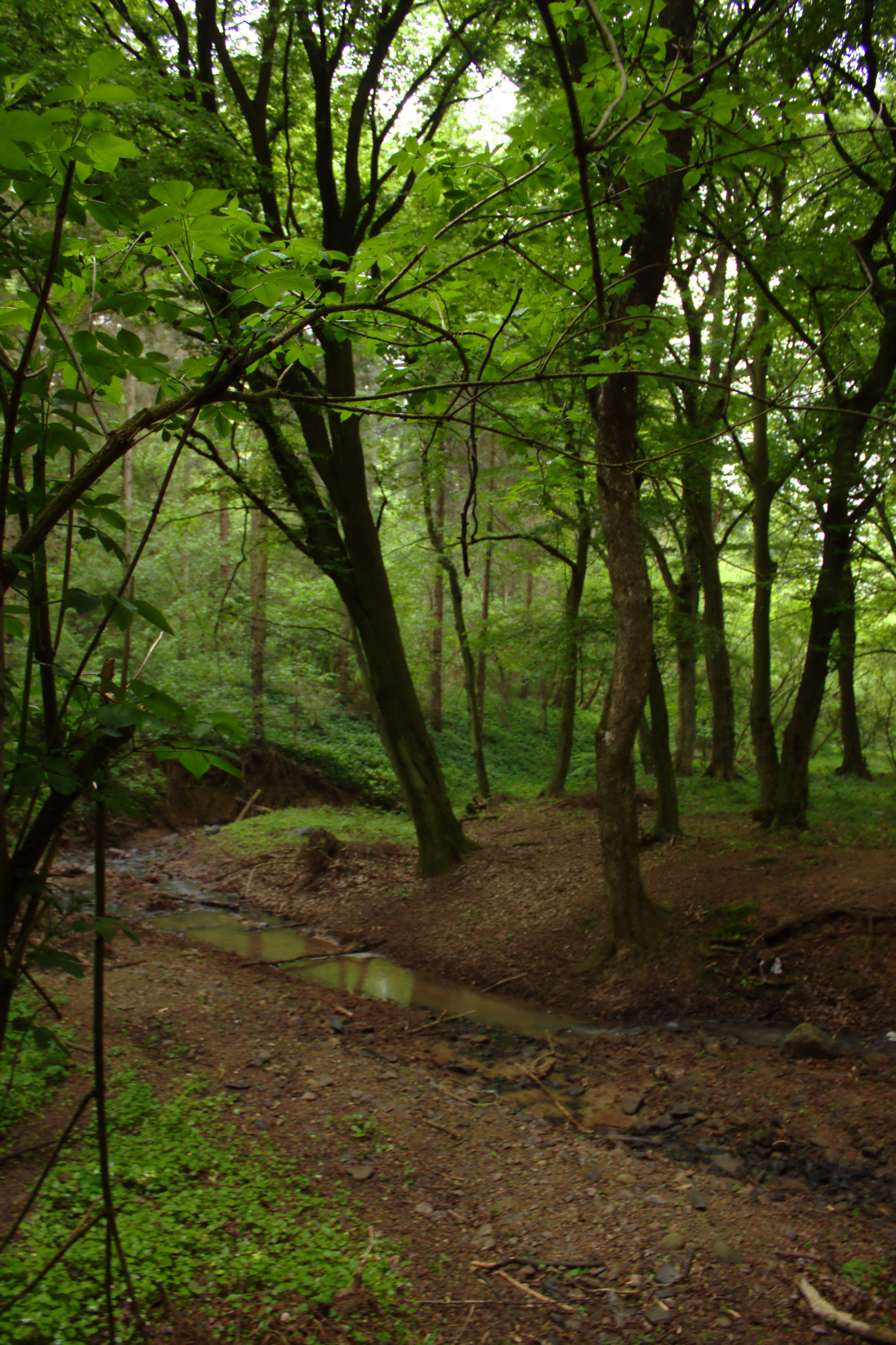
Un ruisseau près du mont Stražilovo

La Fruška gora est longée par le fleuve du Danube au nord et par la rivière de la Save. Le Međeš, une des rivières du système hydrographique de la Jarčina, un affluent de la Save, prend sa source au mont Iriški venac, sur les pentes orientales du massif, à une altitude de 480 m.
Dans le massif lui-même, le réseau hydrographique est très dense ; il est constitué de sources, de petits ruisseaux, d'étangs et de lacs artificiels.
Parmi les ruisseaux, on peut signaler le Dumbovački potok qui forme une chute d'eau haute de 5 mètres, ce qui en fait la chute la plus importante de la Fruška gora ; le ruisseau achève son cours dans une plaine alluviale entre Beočin et Rakovac. On peut encore citer le Veliki potok, le Vranjaški potok, l'Ešidovački potok, le Jelence potok, le Kamenarski potok, le Kozarski potok, le Lipovački potok, le Lišvarski potok, le Mali kamenički potok, le Moharač, le Mutalj, le Neštinski potok, le Novoselski potok, le Potoranj, le Rakovački potok, le Rokov potok, le Selište, le Tekenič, le Topolje, l'Ubavac, le Časorski, le Čedimir, le Čitlutski potok et le Šakotinac.
La Fruška gora compte un certain nombre de lacs, comme ceux de Vranjaš, de Gat, de Kapavica, de Remeta, de Rovača et de Stejanovci. On y trouve 14 lacs artificiels, dont la plupart sont situés dans la partie méridionale du massif. Ils ont été créés dans les vallées des rivières de montagne pour irriguer des terres agricoles et lutter contre les inondations, ainsi que pour favoriser le tourisme, notamment la pêche. D'est en ouest, on rencontre le lac de Šelovrenac, près de Maradik, les lacs de Dobrodol, de Međeš et de Borkovac, tous les trois près de Šatrinci, les lacs de Popovica, de Kudoš, près de Pavlovci, de Bešenovo, près de Bešenovački Prnjavor, de Testera, de Manđelos, de Čalma, de Moharač, entre Vizić et Erdevik, de Bruja, près d'Erdevik, et le lac de Sot. Deux lacs se sont formés à la suite de l'inondation de mines à ciel ouvert, le lac de Ledinci et le lac de Beli Kamen.

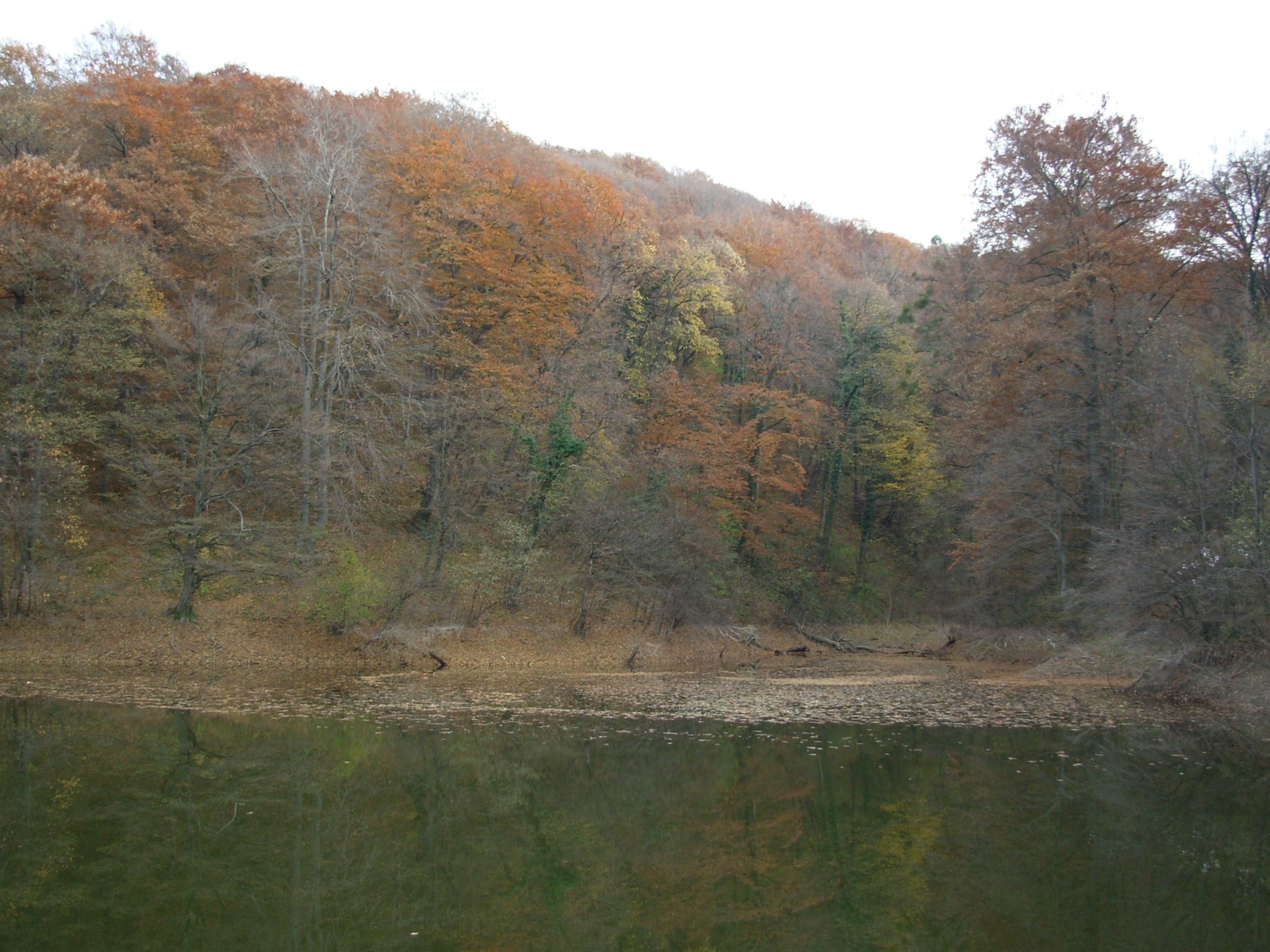
Le lac de Popovica
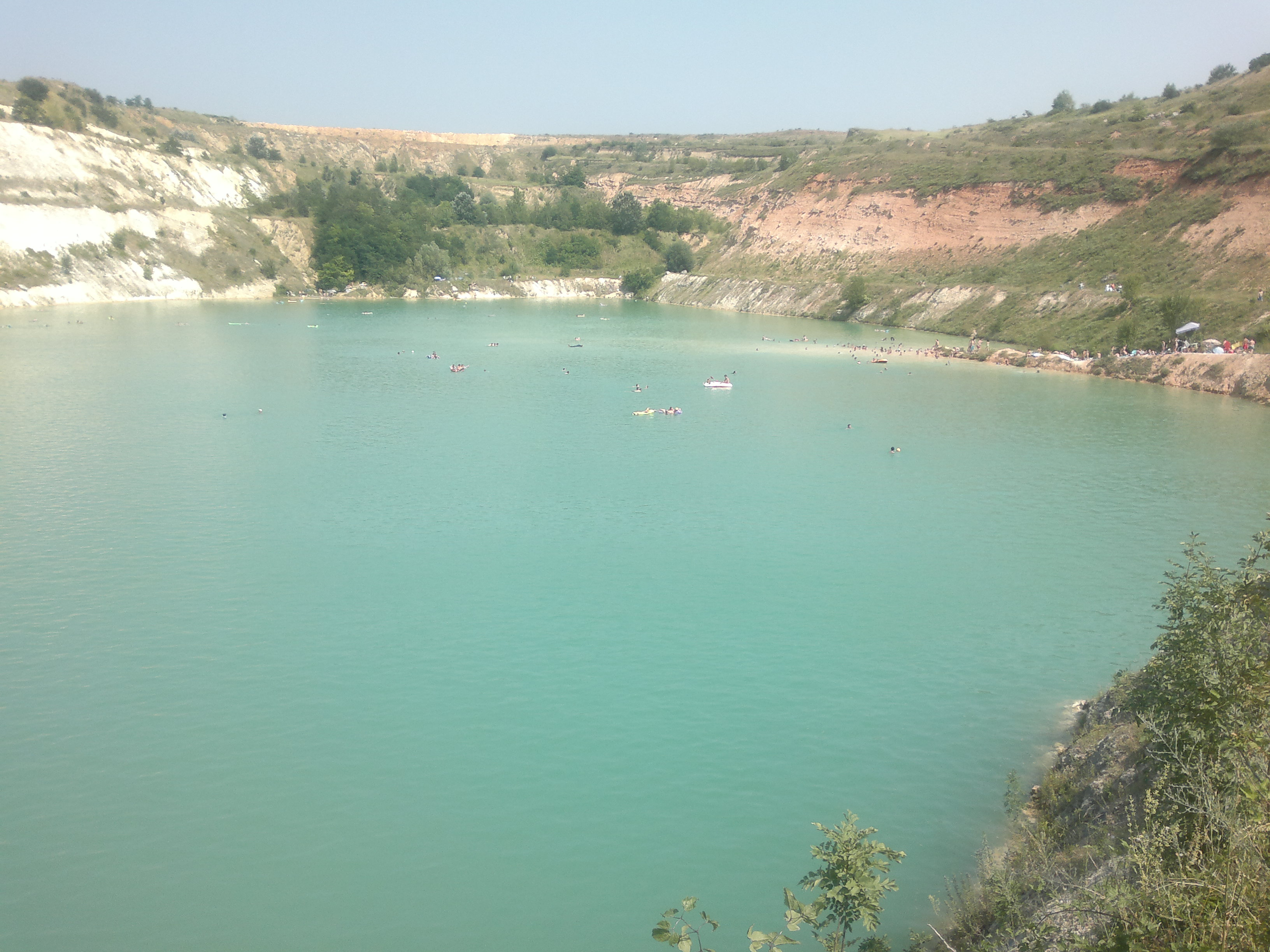
Le lac de Bešenovo
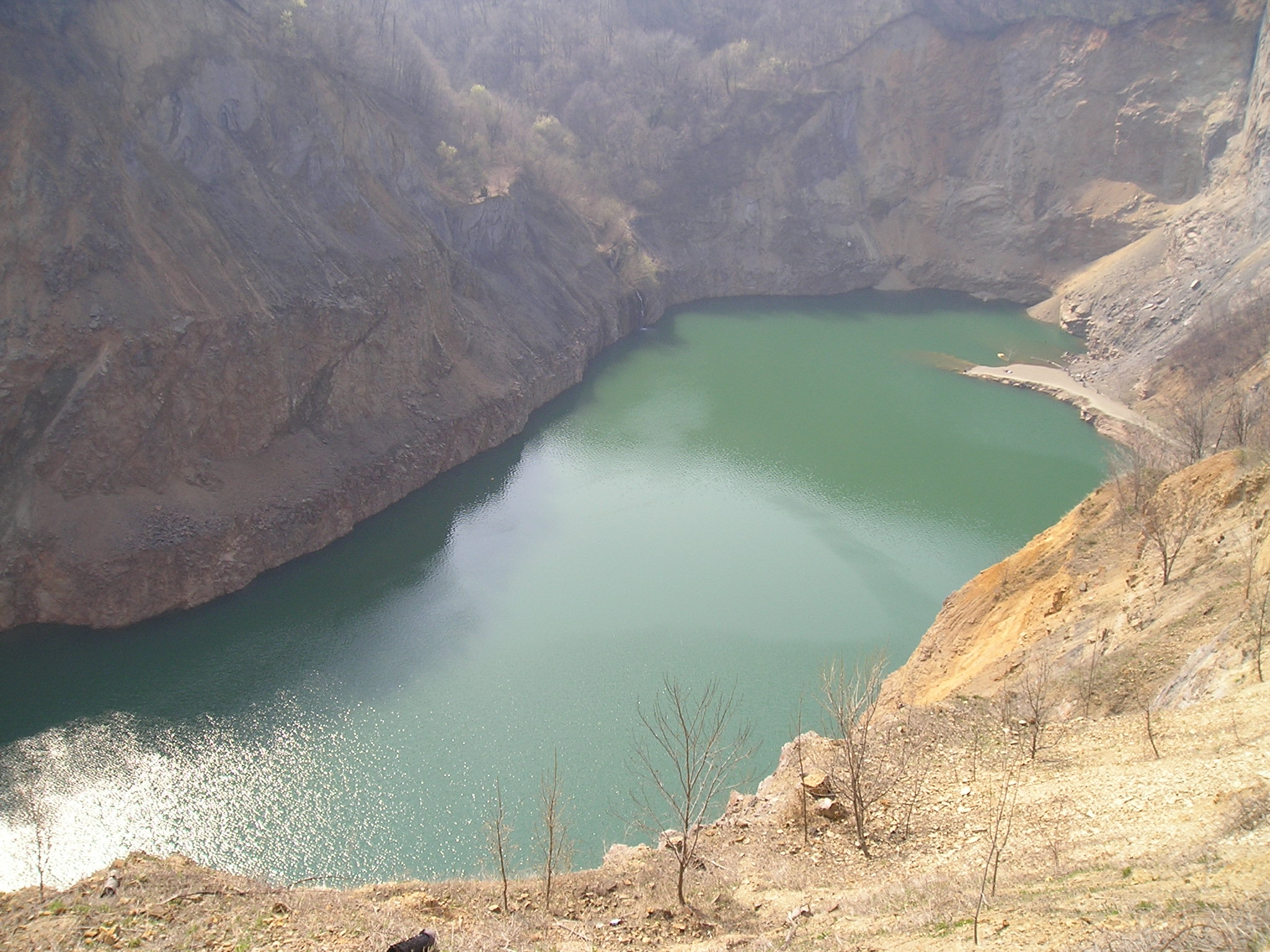
Le lac de Ledinci

### Climat
La région de la Fruška gora se trouve dans une zone de climat continental tempéré, ici nuancé en fonction de l'altitude et légèrement modifié en raison de son importante couverture forestière.
Le mois le plus froid est janvier, avec une moyenne de −0,6 °C et le mois le chaud est juillet avec une moyenne de 21,4 °C ; la température moyenne annuelle est de 11,2 °C. Pour se rendre compte des écarts possibles en fonction du lieu, la température moyenne annuelle au mont Iriški venac est de 10,2 °C ; c'est également sur ce sommet qu'on enregistre les températures les plus basses du massif. En été, les matinées sont généralement ensoleillées et les nuits fraîches ; des orages sont possibles dans l'après-midi ; en hiver, le temps est plus irrégulier et les températures peuvent parfois descendre jusqu'à −30 °C.
| Mois | Janv | Fév | Mars | Avr  | Mai | Juin | Juil | Août | Sept | Oct  | Nov | Déc | Année |
| ---- | ---- | --- | ---- | ---- | --- | ---- | ---- | ---- | ---- | ---- | --- | --- | ----- |
| °C   | -0,6 | 1,2 | 5,4  | 11,6 | 16  | 19,5 | 21,4 | 21,2 | 17,6 | 12,2 | 6,5 | 1,9 | 11,2  |

Dans le secteur, mai et juin sont les mois les plus pluvieux, septembre et octobre étant les mois les plus secs ; un autre pic pluvieux se produit en décembre. La moyenne annuelle des précipitations augmente avec l'altitude : elle est de 782 mm au mont Iriški venac et de 586 mm à Sremski Karlovci ; en hiver, la moyenne est de 158 mm, au printemps de 167 mm, en été de 189 mm et au printemps de 134 mm.

### Biodiversité

#### Flore

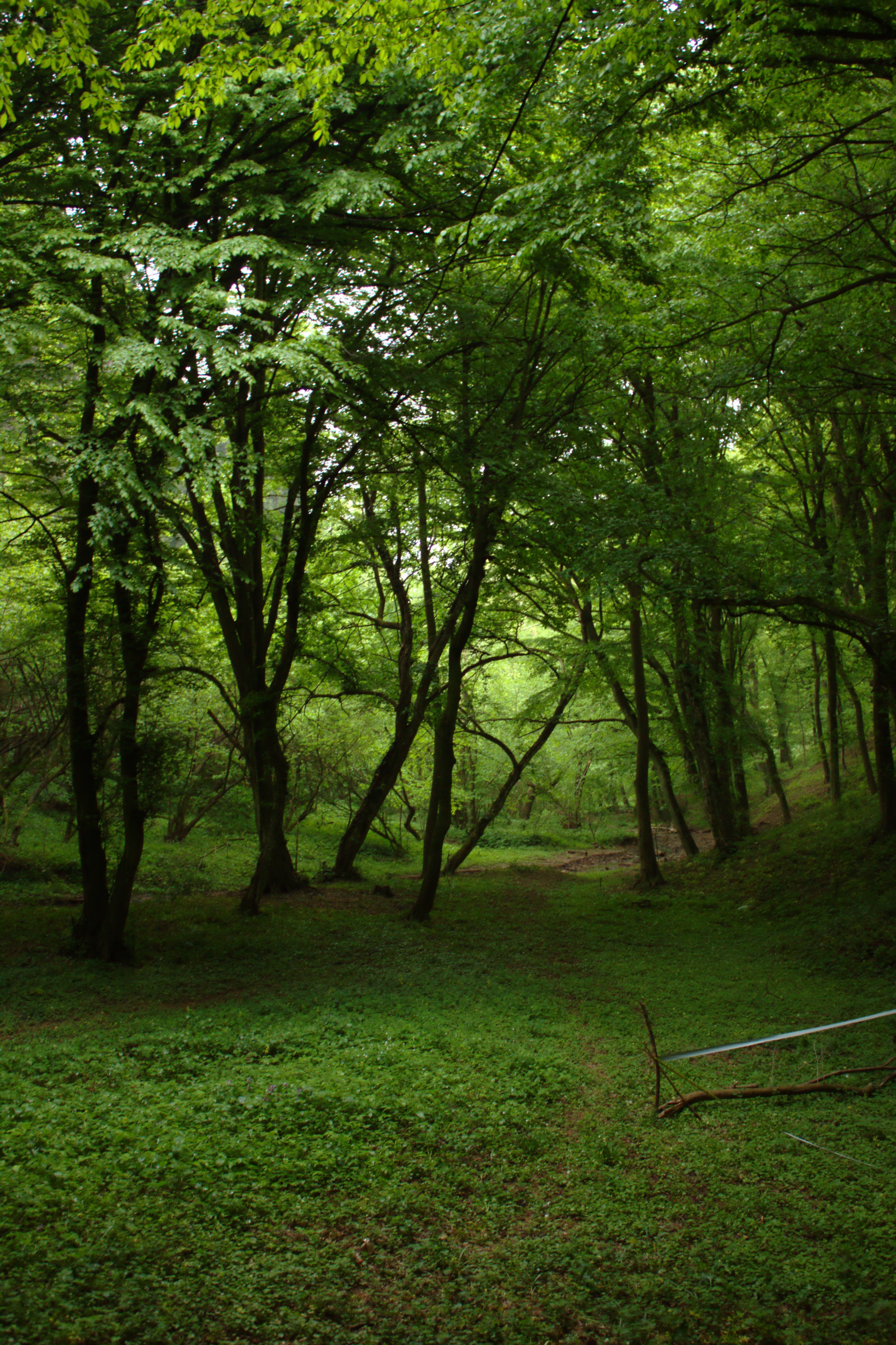
La forêt près du mont Stražilovo

Environ 1 500 espèces de plantes croissent dans le parc national de la Fruška gora.
Le cœur du massif est densément boisé, la forêt couvrant près 90 % de la superficie du parc. On y trouve notamment des chênes, dont le chêne de Turquie, également connus sous le nom de chêne chevelu (Quercus cerris), le chêne de Hongrie (Quercus frainetto) et le chêne pubescent (Quercus pubescens), des charmes (Carpinus betulus), des tilleuls argentés (Tilia tomentosa) et des genévriers.

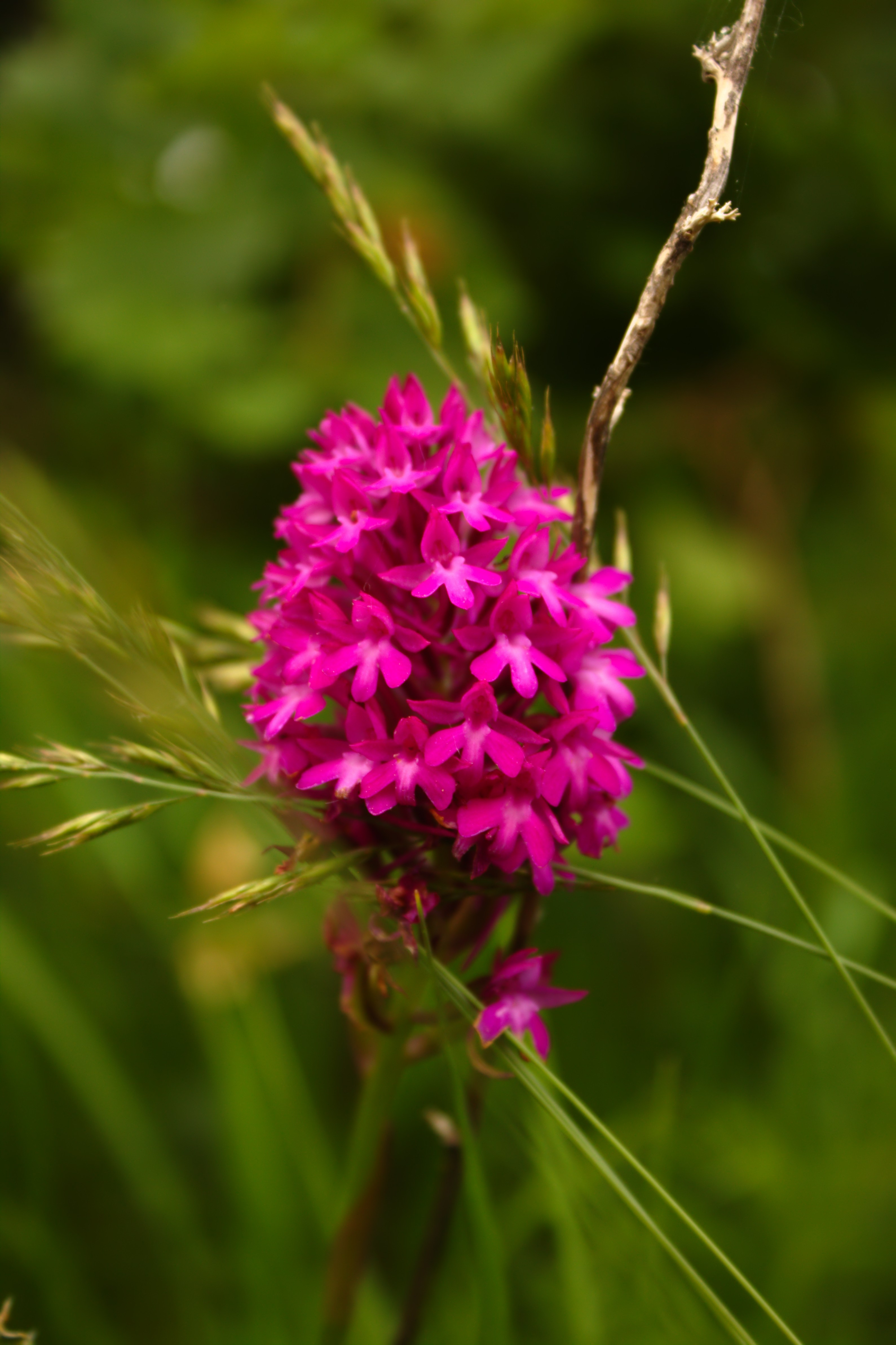
L'orchis pyramidal

Parmi les espèces de plantes herbacées les plus rares du massif figurent de nombreuses plantes vivaces (ou « pérennes ») comme l'adonis de printemps (Adonis vernalis), la germandrée de Laxmann (Ajuga laxmannii), l'anémone sauvage (Anemone silvestris), le cirse brachycéphale (Cirsium brachycephalum), le crambe de Tartarie (Crambe tataria), l'œillet superbe (Dianthus superbus), le doronic de Hongrie (Doronicum hungaricum), la réglisse (Glycyrrhiza glabra ou Glycyrrhiza glandulifera), la gypsophile des sables (Gypsophila fastigiata ssp. arenaria), l'iris nain (Iris pumila), la pivoine officinale du Banat (Paeonia officinalis ssp. banatica) ou la sternbergie à fleurs de colchique (Sternbergia colchiciflora) ; dans le genre Allium, on peut signaler la présence d'espèces comme l'ail pourpre (Allium atropurpureum), l'ail violet (Allium atroviolaceum) et l'ail en panicule (Allium paniculatum). Dans le genre Pulsatilla, on peut trouver la pulsatille des montagnes (Pulsatilla montana) et l'anémone pulsatille (Pulsatilla vulgaris ssp. grandis). On peut encore citer deux espèces de sauge, la sauge d'Autriche (Salvia austriaca) et la sauge penchée (Salvia nutans).

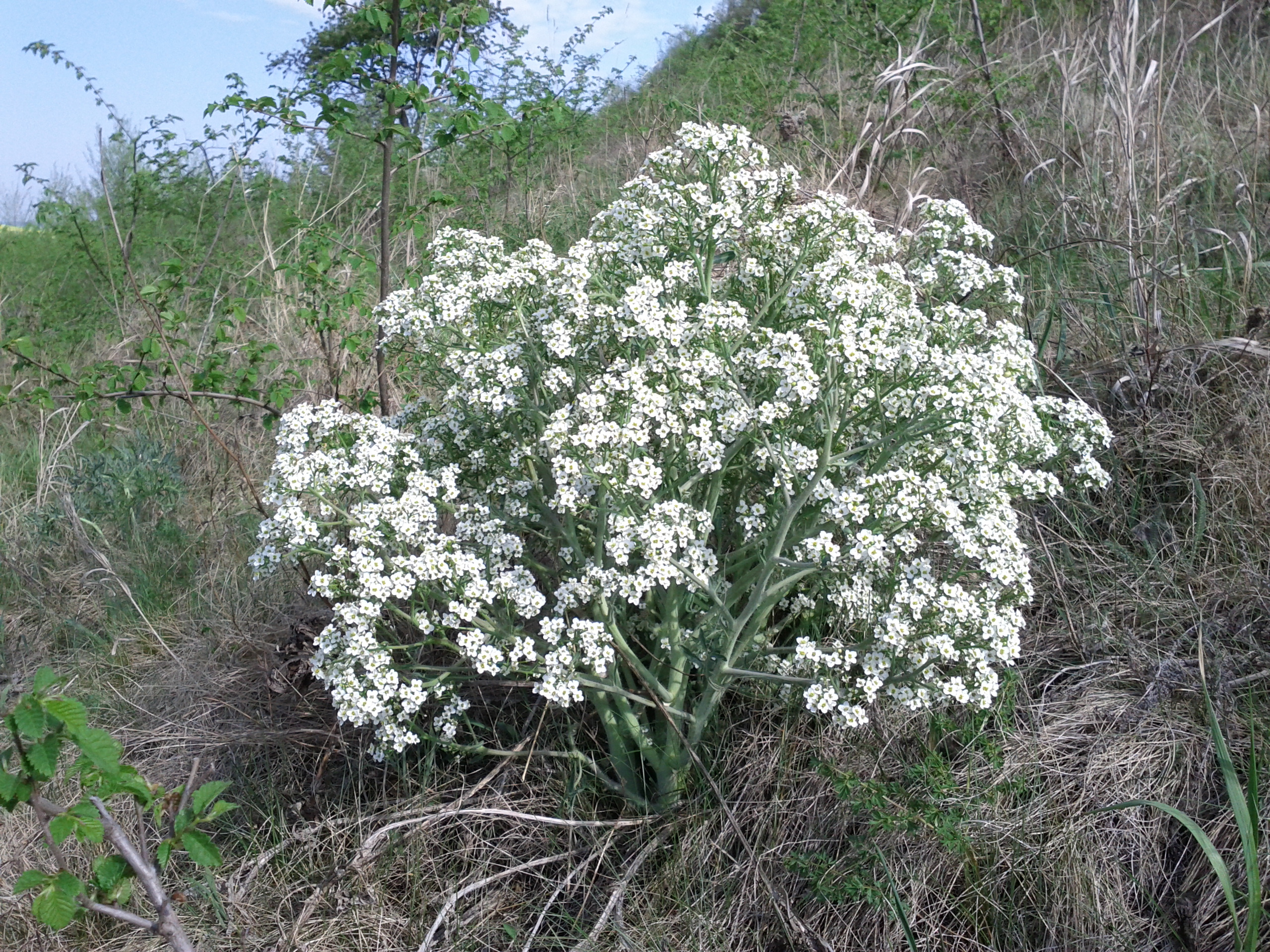
Le crambe de Tartarie
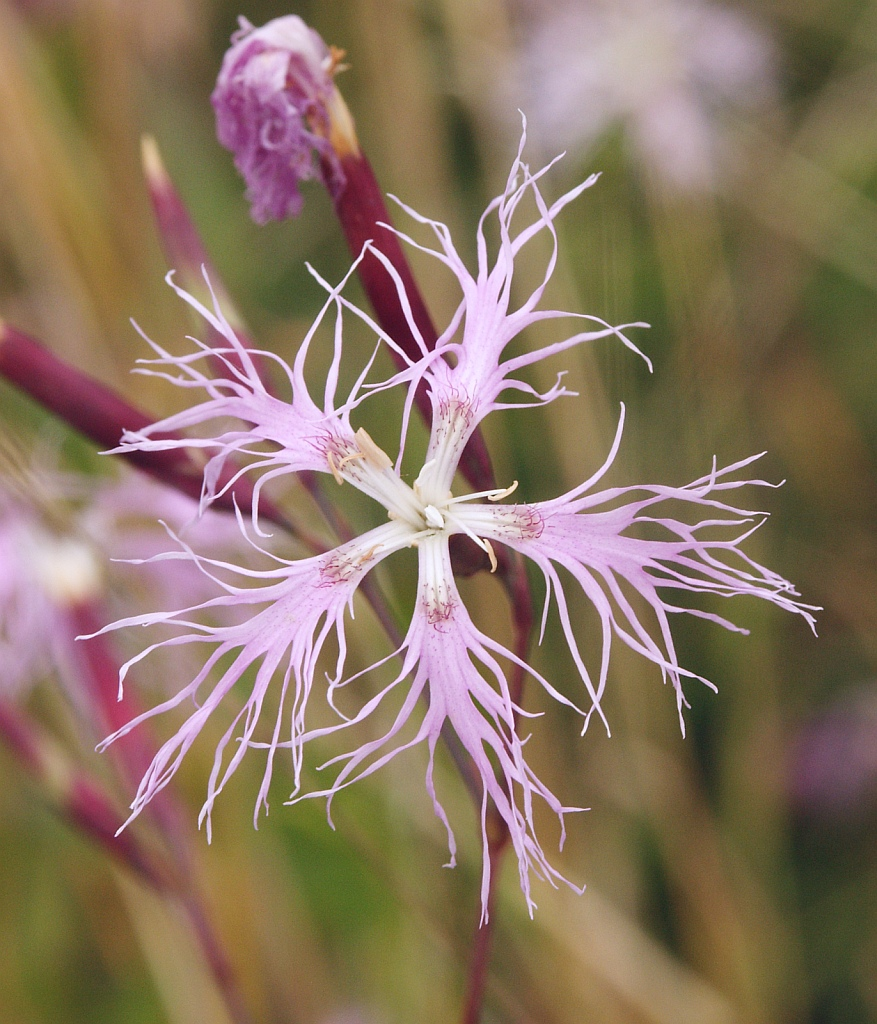
L'œillet superbe
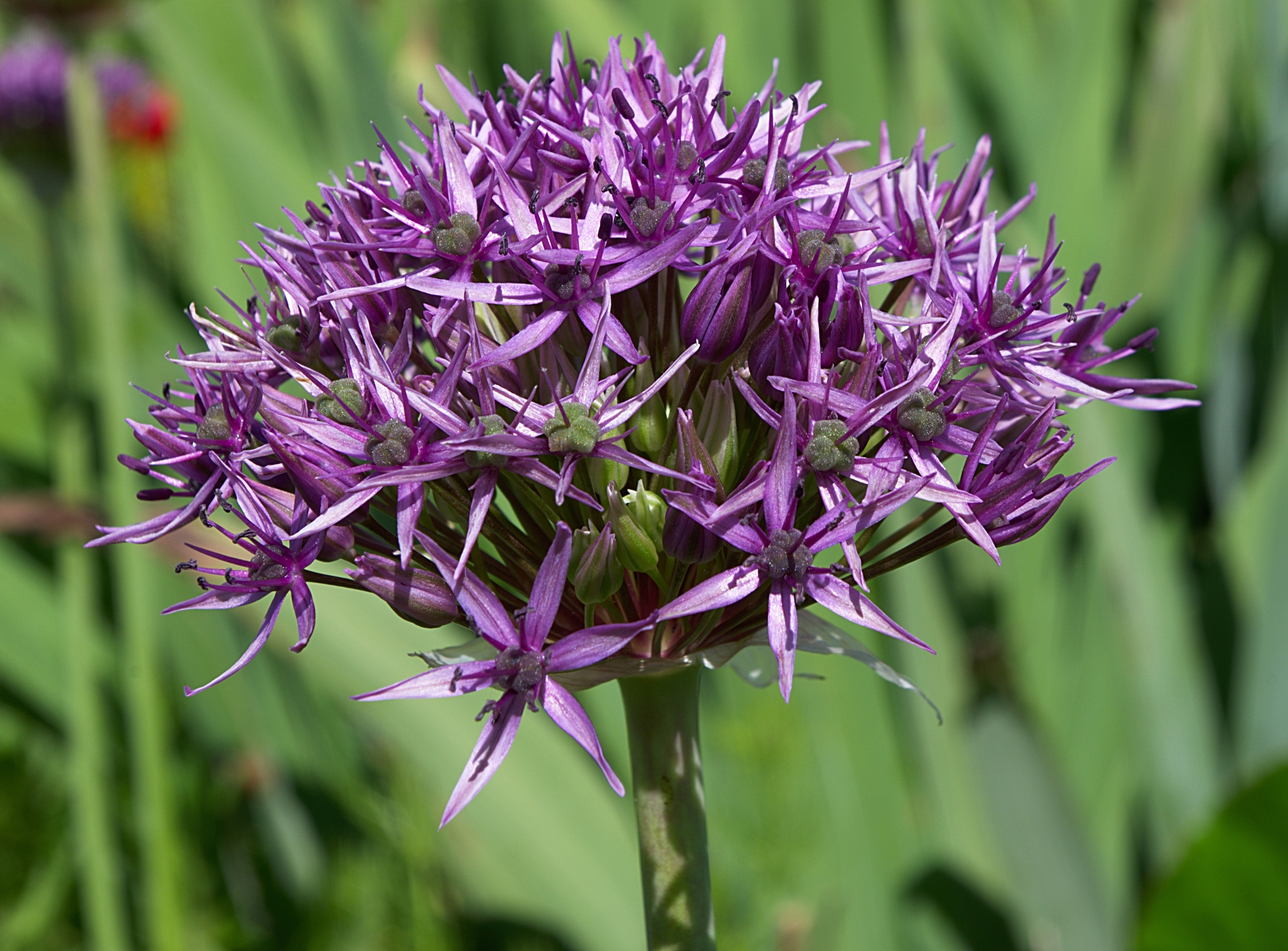
L'ail pourpre
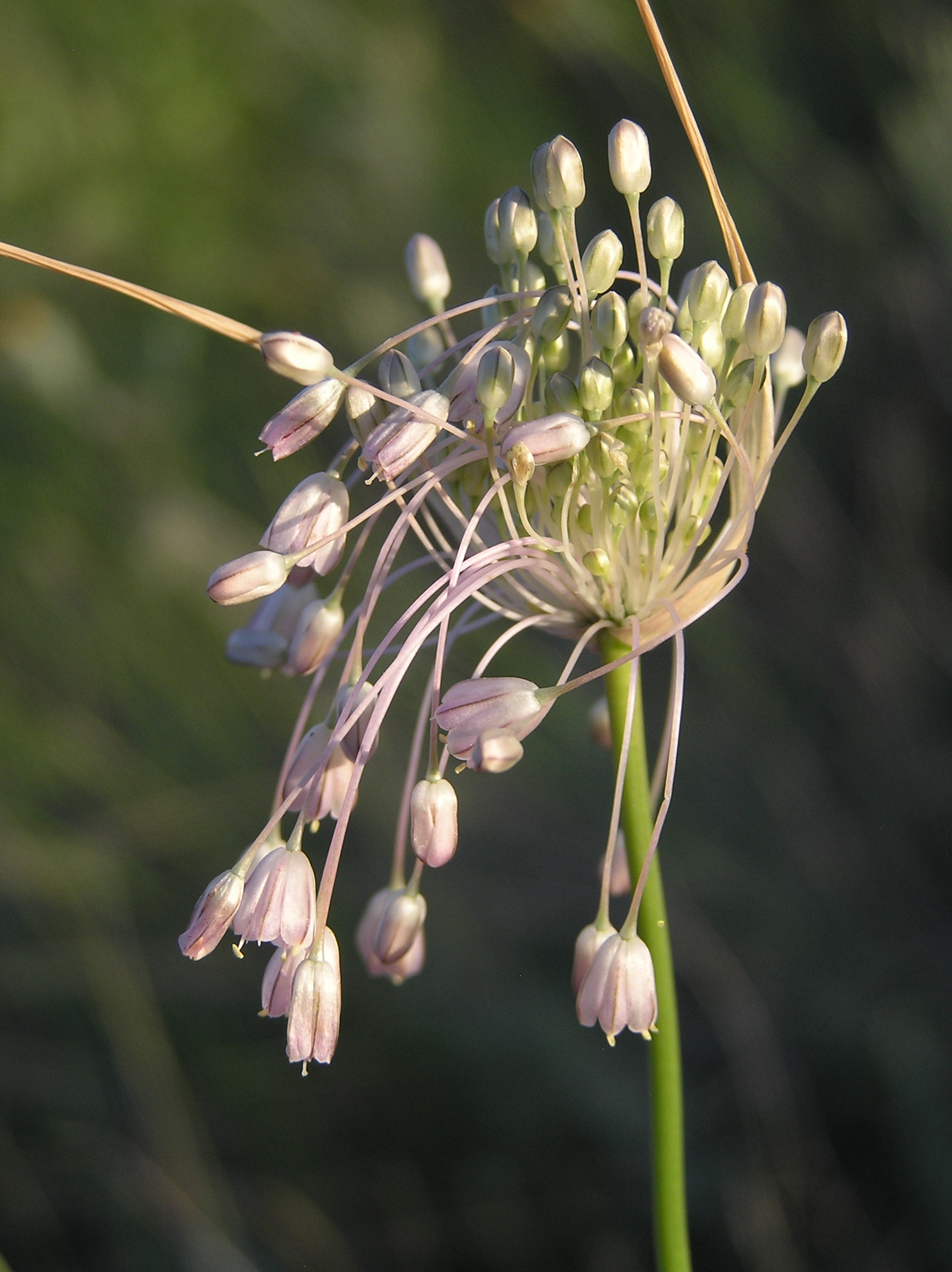
L'ail en panicule

De très nombreuses espèces d'orchidées poussent dans la montagne. Parmi les plus rares, parfois menacées, on peut signaler l'orchis incarnat (Dactylorhiza incarnata), l'épipactis pourpre noirâtre (Epipactis atrorubens), l'orchis odorant (Gymnadenia odoratissima), l'orchis bouc (Himanthoglossum hircinum), l'orchis punaise (Anacamptis coriophora ou Orchis coriophora), l'orchis à fleurs lâches (Anacamptis laxiflora ou Orchis laxiflora), l'orchis guerrier (Orchis militaris), l'orchis pâle ( Orchis pallens), l'orchis pourpre (Orchis purpurea), l'orchis singe (Orchis simia), l'orchis dentelé (Orchis tridentata ou Neotinea tridentata), la limodore à feuilles avortées (Limodorum abortivum) et la spiranthe d'automne (Spiranthes spiralis) ; trois espèces d'orchidées du genre Ophrys sont également répertoriées : l'ophrys bourdon (Ophrys holoserica), l'ophrys abeille (Ophrys apifera ou Ophrys oestrifera) et l'ophrys araignée (Ophrys sphegodes).

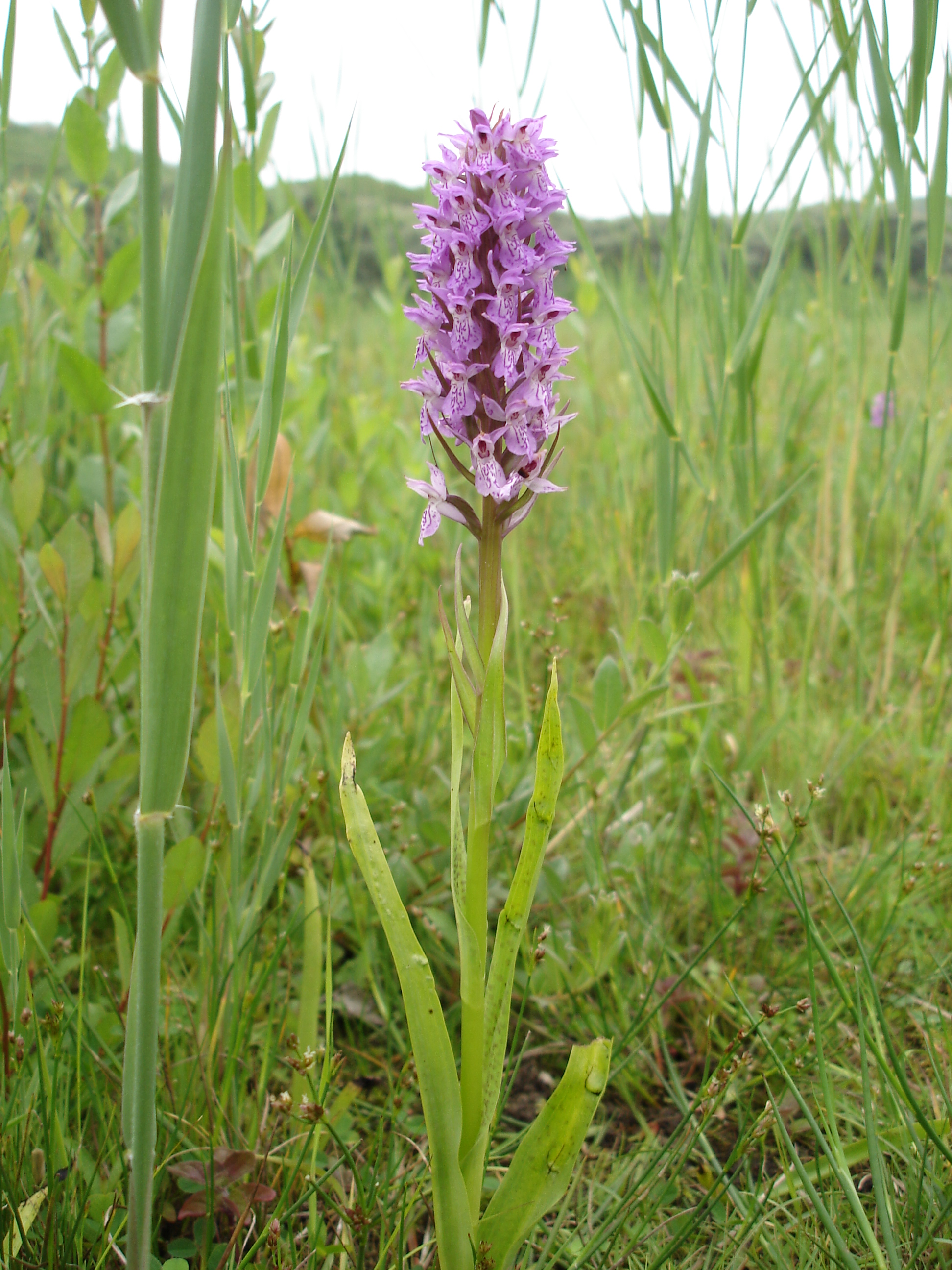
L'orchis incarnat
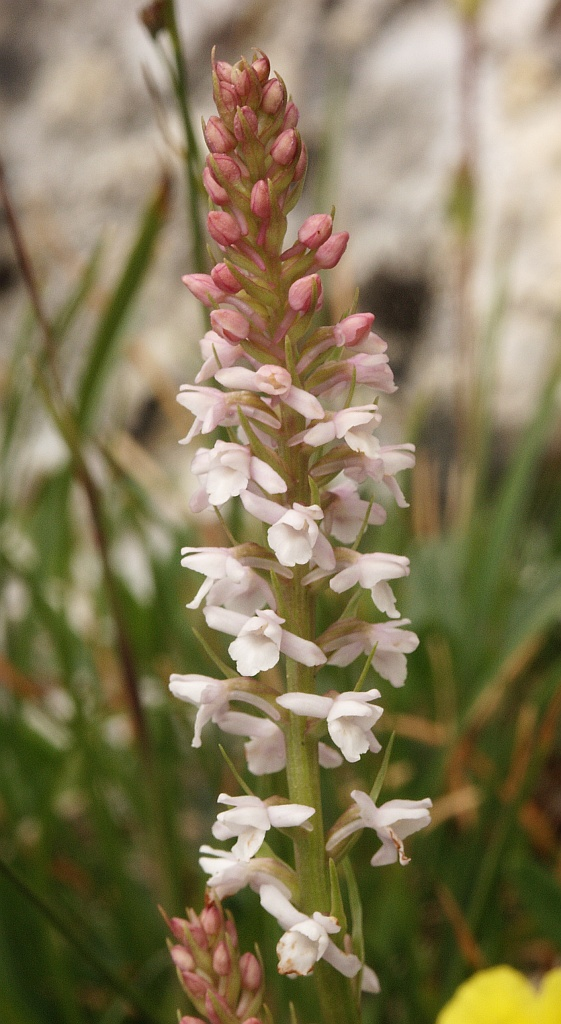
L'orchis odorant
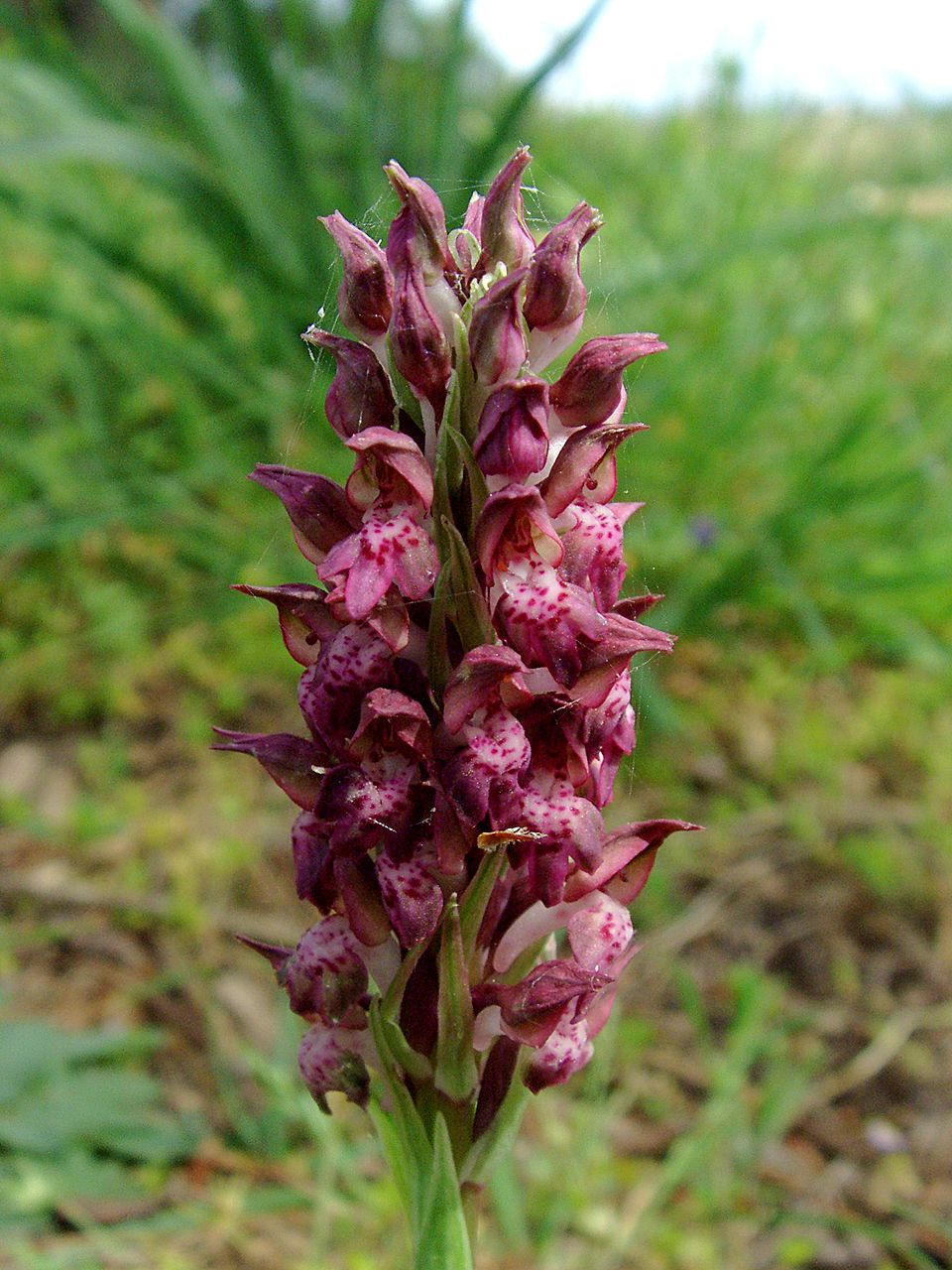
L'orchis punaise
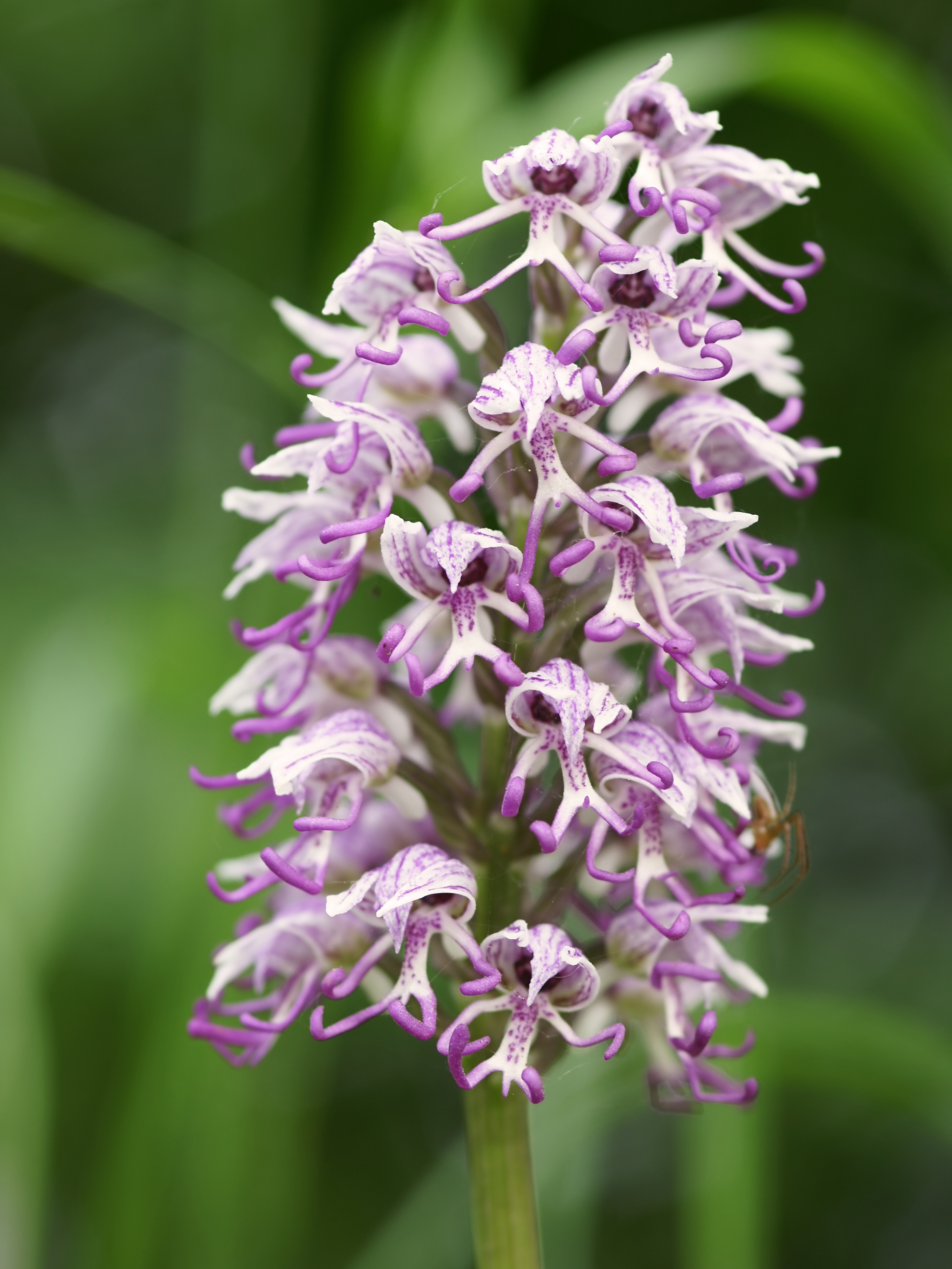
L'orchis singe

Les plantes herbacées annuelles sont représentées par la blackstonie perfoliée (Blackstonia perfoliata) et la centaurée jaune tardive (Blackstonia acuminata ou Blackstonia serotina).
Plus particulièrement, les zones les plus humides du massif abritent des plantes aquatiques ou des plantes de toutes sortes, adaptées à ce type d'habitat comme l'acore odorant (Acorus calamus), l'épipactis des marais (Epipactis palustris), la prêle des eaux (Equisetum fluviatile), la gentiane des marais (Gentiana pneumonanthe), l'hottonie des marais (Hottonia palustris), l'aloès d'eau (Stratiotes aloides), la fougère des marais (Thelypteris palustris), la marsilée à quatre feuilles (Marsilea quadrifolia) et la pilulaire (Pilularia globulifera) ; on y trouve également le nénuphar jaune (Nuphar lutea), le nénuphar blanc (Nymphaea alba), la pesse vulgaire (Hippuris vulgaris), le souchet odorant (Cyperus longus ou Pycreus longus). On y rencontre aussi des espèces comme le Rhinanthe de Borbás (Rhinanthus borbasii).

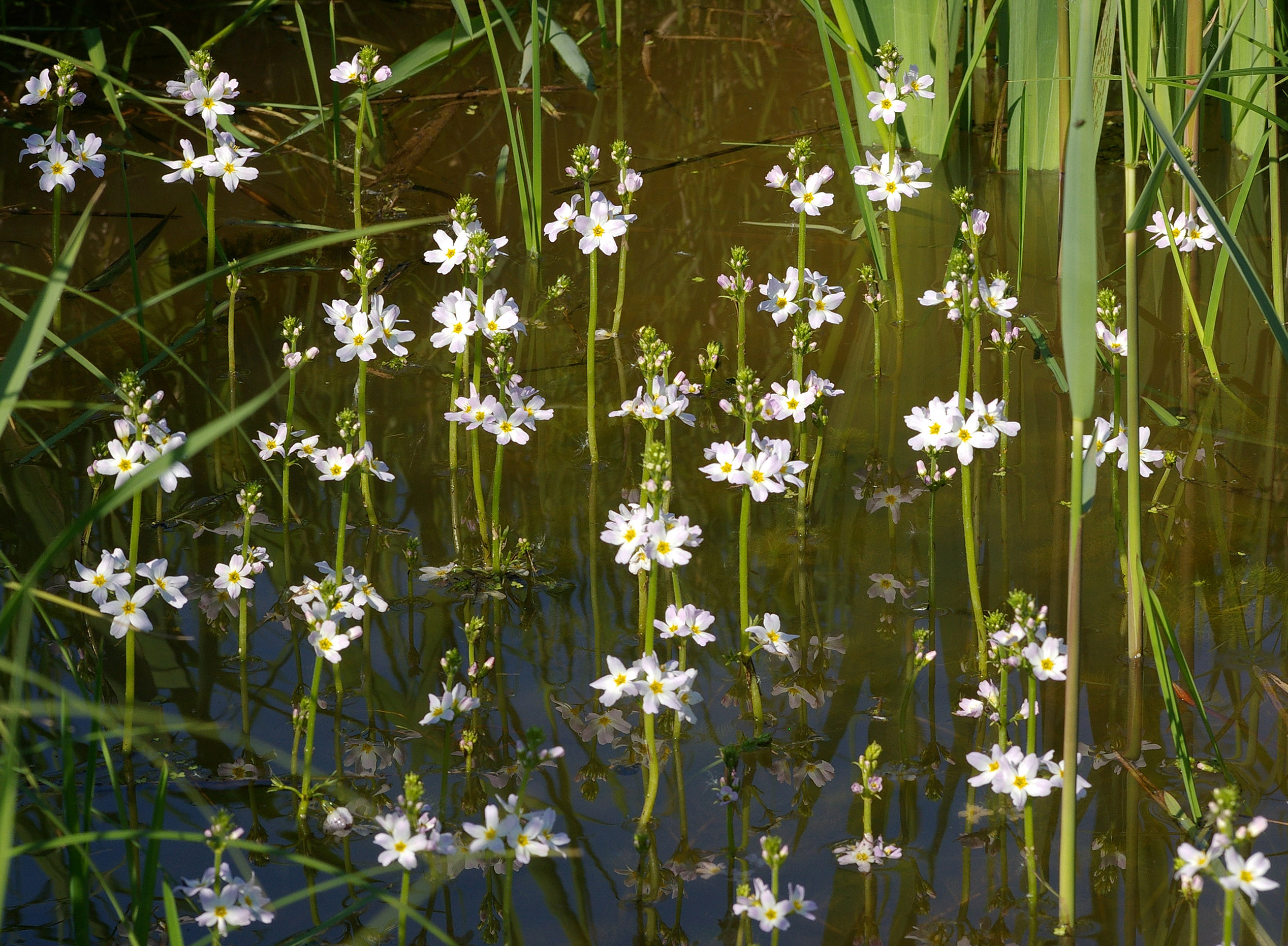
L'hottonie des marais
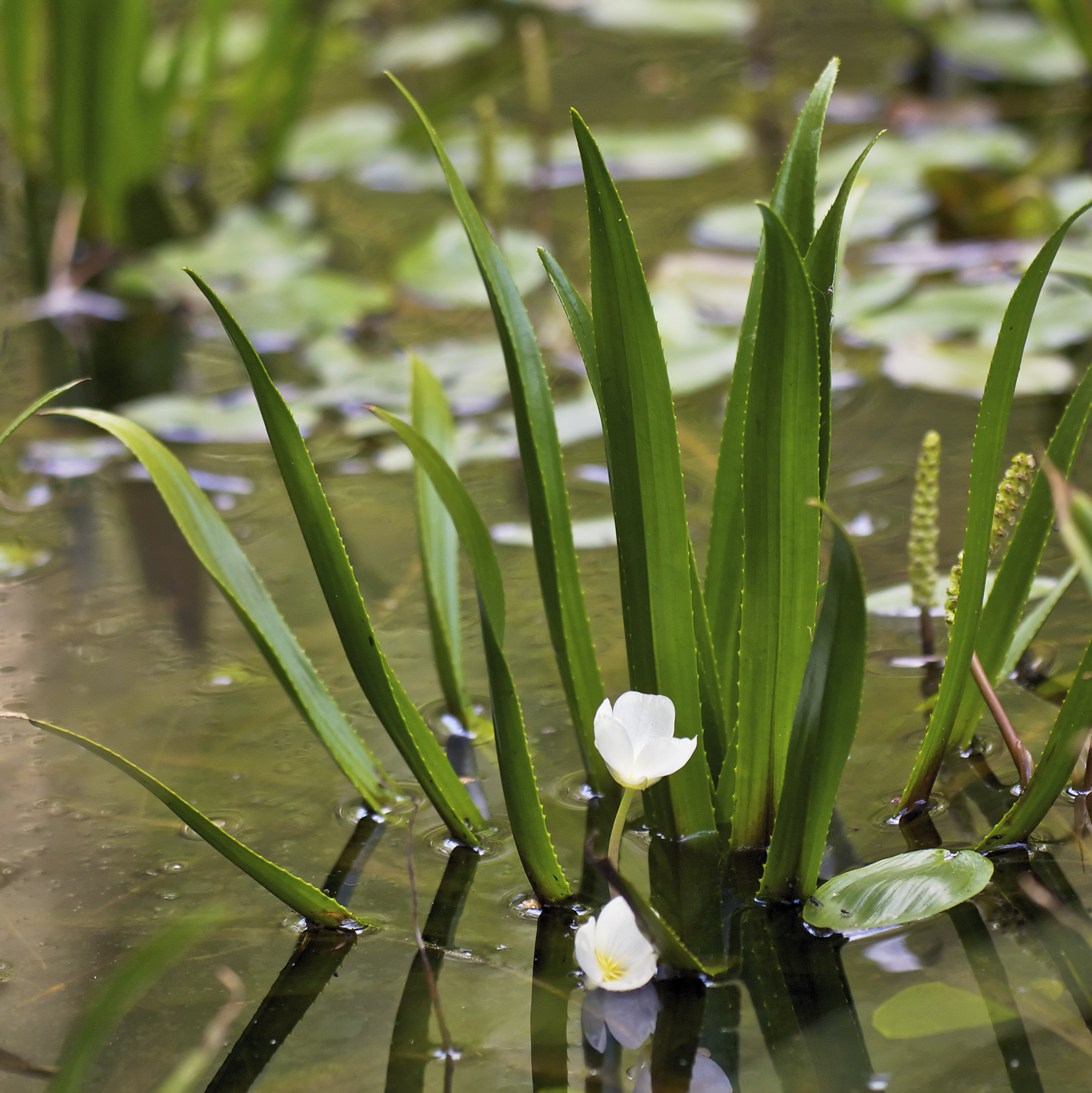
L'aloès d'eau
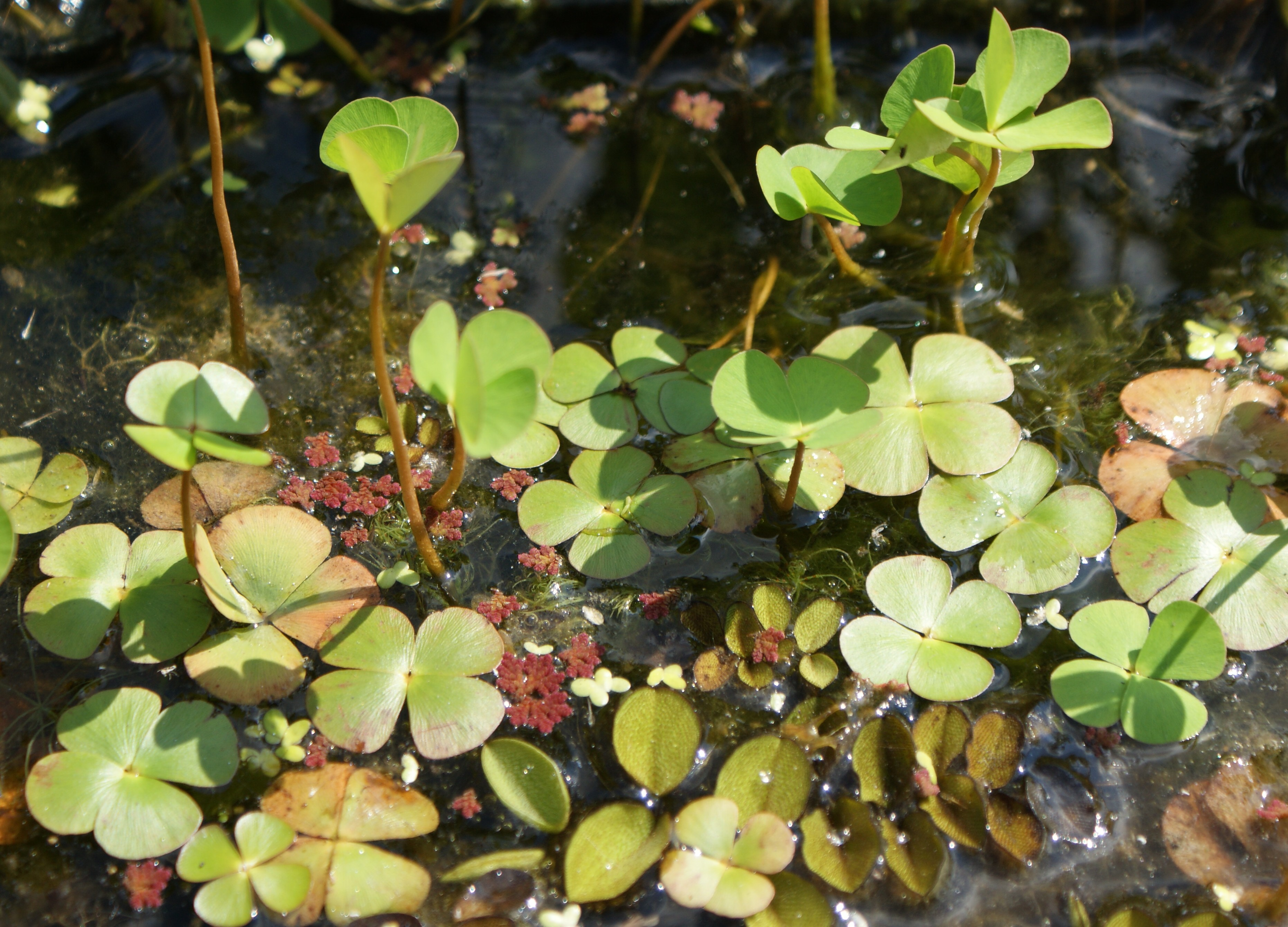
La marsilée à quatre feuilles
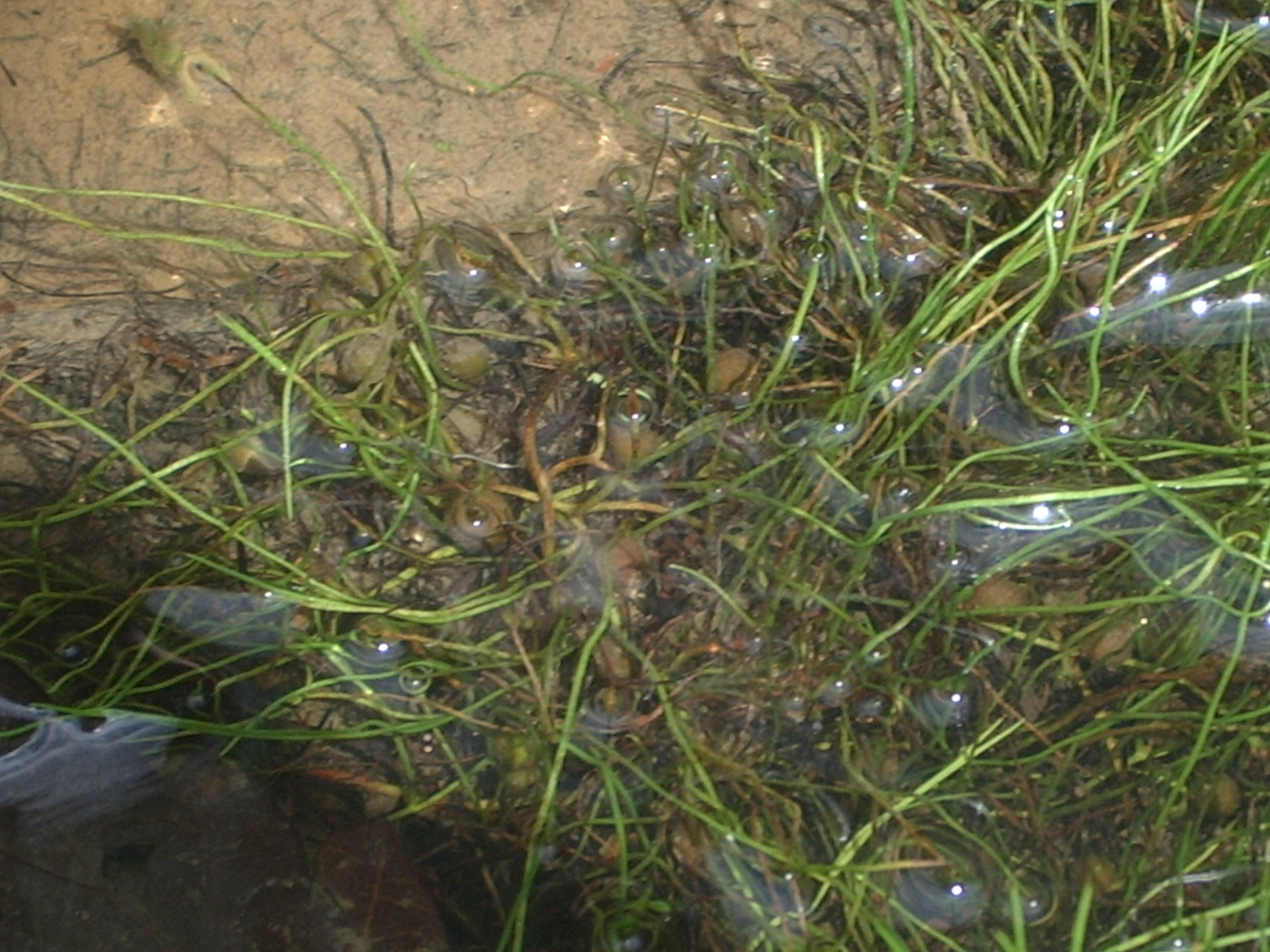
La pilulaire

Parmi les espèces rares, on peut encore citer la grande androsace (Androsace maxima), Bupleurum pachnospermum, la doradille de Maranta (Paragymnopteris marantae ou Cheilanthes marantae), le laurier des bois (Daphne laureola), la fougère dilatée (Dryopteris dilatata), le gaillet des forêts (Galium sylvaticum) et le gaillet de Kitaibel Galium kitaibelianum, le lin de France (Linum trigynum ou Linum gallicum) et le lin vivace (Linum perenne), le lis martagon (Lilium martagon), l'oxytropis poilu (Oxytropis pilosa), la grande douve (Ranunculus lingua), la succise des prés (Succisa pratensis), le silène multiflore (Cucubalus multiflorus ou Silene multiflora), la stipe admirable (Stipa pulcherrima), la soude de Pannonie (Suaeda pannonica) ou encore Trapa longicarpa. Le massif abrite aussi des espèces d'arbustes du genre Prunus : le prunier nain (Prunus fruticosa) et l'amandier nain (Prunus tenella).

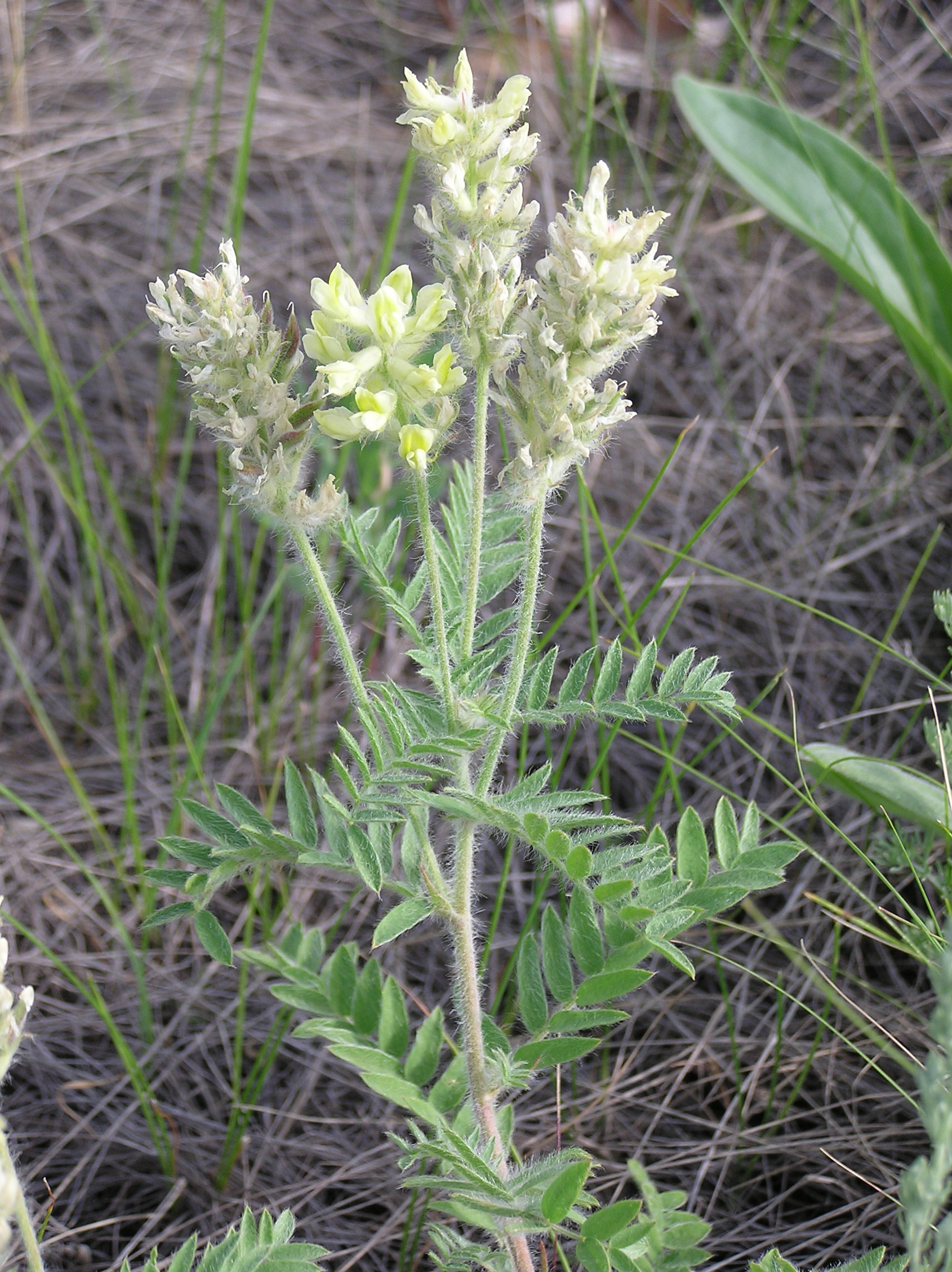
L'oxytropis poilu
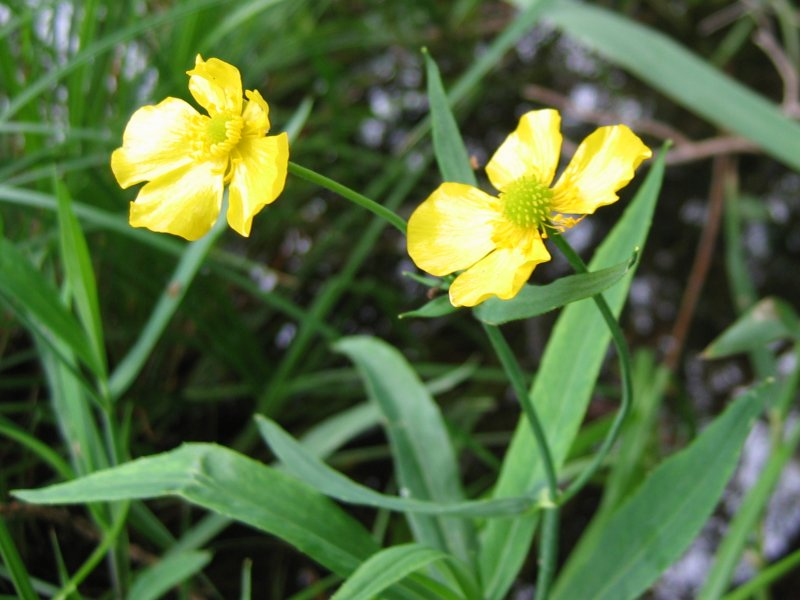
La grande douve

#### Faune

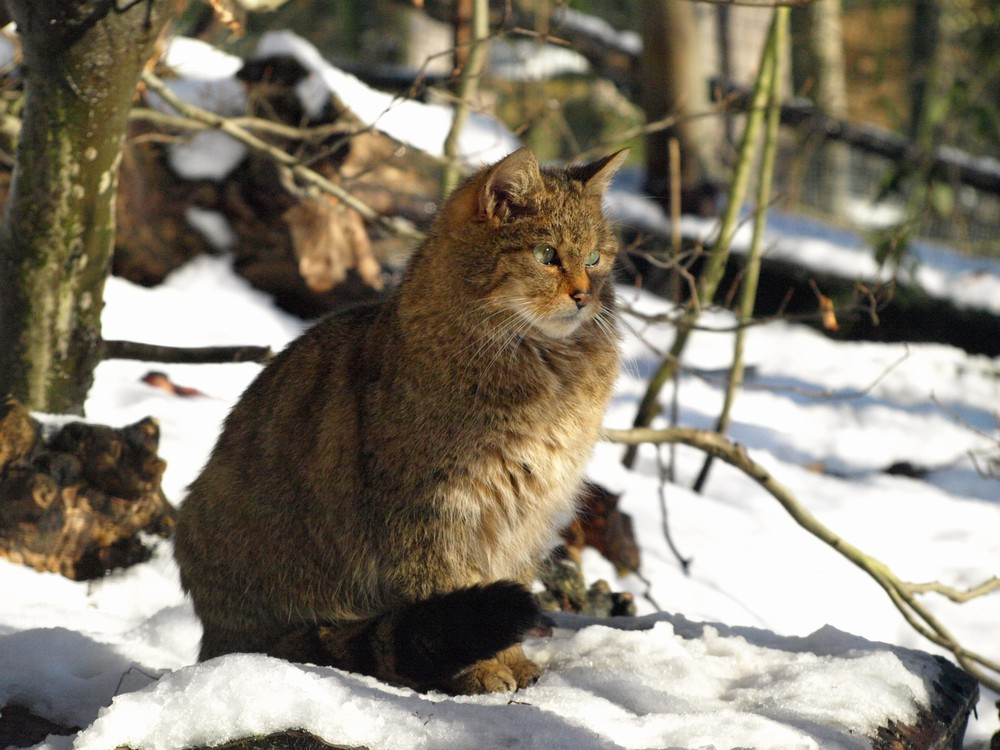
Le chat sauvage

Sur le plan de la faune, la Fruška gora compte 60 espèces de mammifères, répartis en 16 familles et 42 genres ; la famille la mieux représentée est celle des Rhinolophidae, les « chauve-souris », qui est présente dans le massif avec 17 espèces ; parmi les grands mammifères, on peut citer le chacal doré (Canis aureus), le chat sauvage (Felis silvestris), le cerf élaphe (Cervus elaphus) et le chevreuil (Capreolus capreolus) ; la plupart des espèces sont autochtones, à l'exception des daims et des mouflons, élevés dans les réserves de chasse ; 38 espèces de mammifères sont considérées comme des raretés naturelles. La Fruška gora compte environ 200 espèces d'oiseaux, dont certains migrateurs qui ne séjournent dans le massif que deux fois par an et pour une courte durée. Les poissons sont représentés par une dizaine d'espèces, que l'on trouve dans les lacs artificiels et les ruisseaux ; ce nombre limité s'explique par le fait que la plupart des cours d'eau sont minuscules et souvent à sec pendant l'été. Dans la Fruska gora, 23 espèces d'amphibiens et de reptiles ont été répertoriées, parmi lesquelles figurent 12 espèces d'amphibiens répartis en 6 familles et 7 genres (Salamandra, Triturus, Bombina, Hyla, Bufo, Pelobates et Rana) et 11 espèces de reptiles réparties en 6 familles et 9 genres (Emys, Anguis, Lacerta, Ablepharus, Podarcis, Elaphe, Coronella, Natrix et Vipera). Le massif abrite de nombreux invertébrés, notamment des vers nématodes (ou « vers ronds »), trématodes (vers parasites) et oligochètes, ainsi que des arachnides (dont des acariens), des crustacés (copépodes et isopodes) et des insectes (collemboles, coléoptères, diptères, hyménoptères et lépidoptères).

##### Mammifères

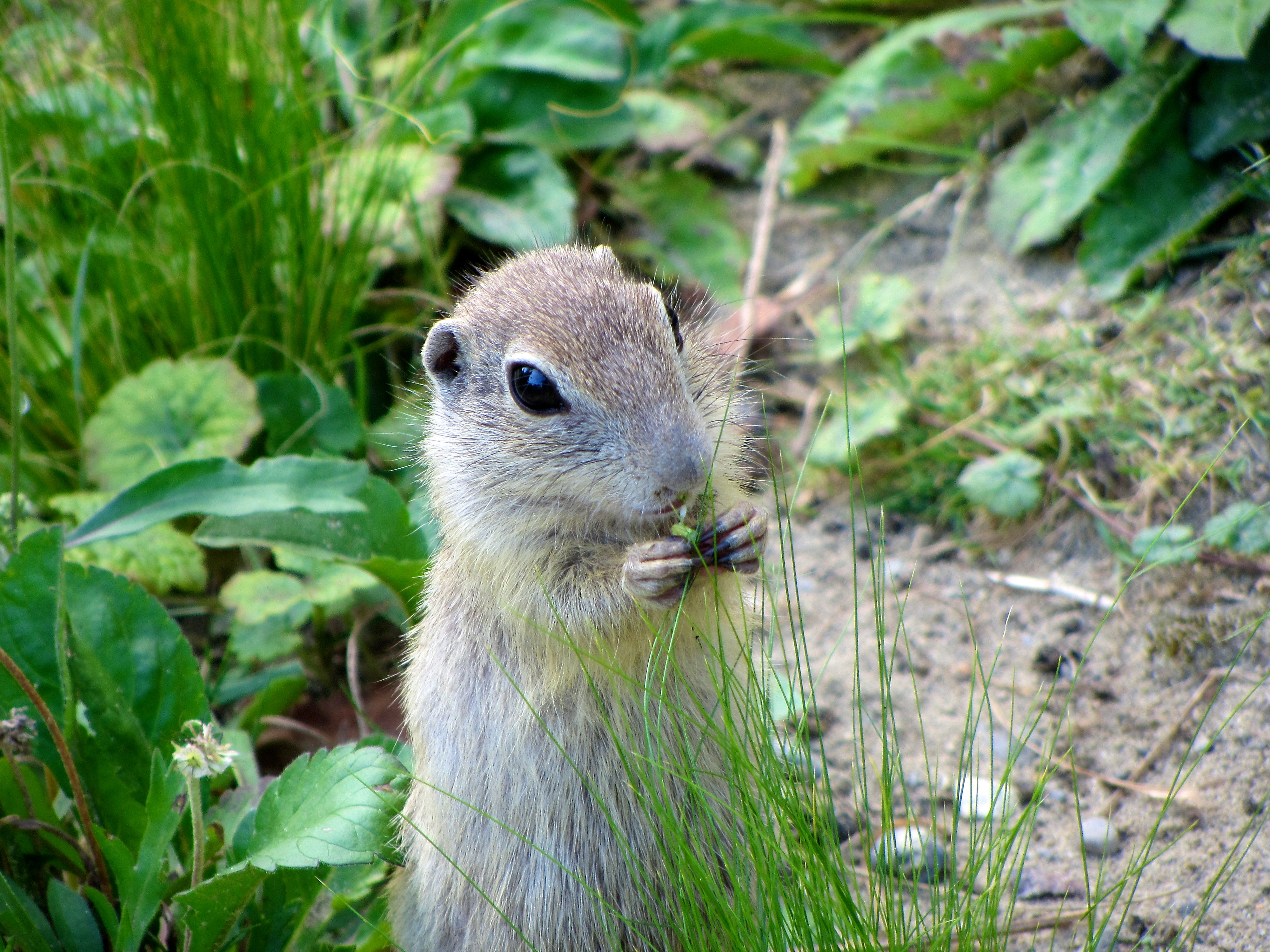
Le souslik d'Europe, vulnérable

Parmi les espèces de mammifères rares en Voïvodine figurent le chat sauvage (Felis silvestris), la fouine (Martes foina) et le blaireau européen (Meles meles). D'autres espèces sont plus généralement rares en Serbie, comme le hérisson oriental (Erinaceus concolor), la taupe d'Europe (Talpa europaea), l'écureuil roux (Sciurus vulgaris), le souslik d'Europe (Spermophilus citellus), le rat taupe (Spalax leucodon), le muscardin (Muscardinus avellanarius) et le loir gris (Myoxus glis). Plusieurs espèces de musaraignes vivent également dans le parc, comme la musaraigne des champs (Crocidura leucodon), la musaraigne des jardins (Crocidura suaveolens), la musaraigne de Miller (Neomys anomalus), la musaraigne carrelet (Sorex araneus) et la musaraigne pygmée (Sorex minutus). La famille des muridés est notamment représentée par le mulot pygmée (Apodemus uralensis ou Apodemus microps), mulot des champs (Apodemus agrarius) et le rat des moissons (Micromys minutus). Parmi les mustélidés, outre la fouine et le blaireau, on peut signaler la présence de l'hermine (Mustela erminea), du putois des steppes (Mustela eversmanni), de la belette (Mustela nivalis) et la loutre (Lutra lutra).

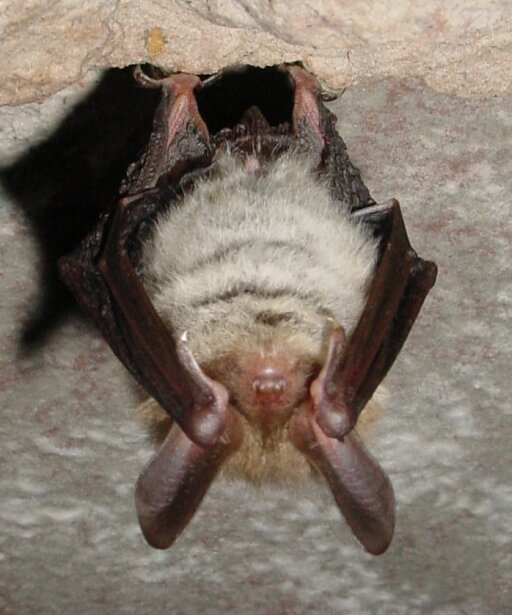
Le murin de Bechstein, vulnérable

La famille des rhinolophidés ou « chauve-souris » est représentée par plusieurs espèces rares en Serbie, comme la barbastelle d'Europe (Barbastella barbastellus), la sérotine commune (Eptesicus serotinus), le minioptère de Schreibers (Miniopterus schreibersi) ou la noctule commune (Nyctalus noctula) ; on y rencontre plusieurs espèces du genre Myotis, dont le murin à moustaches (Myotis mystacinus), le murin à oreilles échancrées (Myotis emarginatus), le murin de Natterer (Myotis nattereri), le murin de Bechstein (Myotis bechsteini), le grand murin (Myotis myotis) et le murin de Daubanton (Myotis daubentonii) ; parmi les autres rhinophilidés, on peut citer la pipistrelle commune (Pipistrellus pipistrellus), la pipistrelle de Nathusius (Pipistrellus nathusii), l'oreillard gris (Plecotus austriacus), l'oreillard roux (Plecotus auritus) et la sérotine bicolore (Vespertilio murinus) ; certaines de ces espèces de chauve-souris sont menacées ou presque menacées.

##### Oiseaux

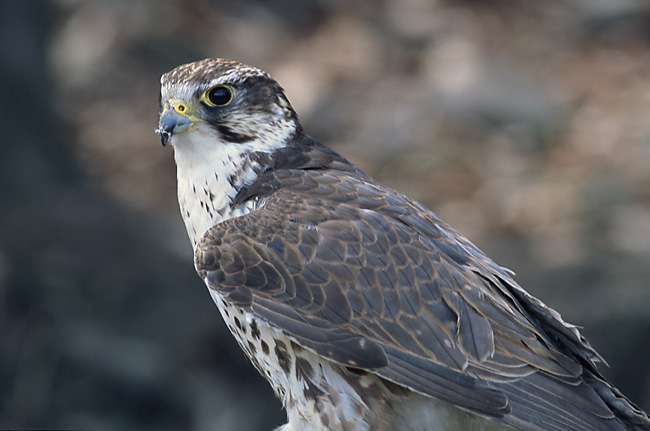
Le faucon sacre

Parmi les nombreuses espèces d'oiseaux de la Fruška gora, on peut signaler une espèce de rapaces en danger, le faucon sacre (Falco cherrug), et deux espèces vulnérables, l'aigle impérial (Aquila heliaca) et l'aigle criard (Aquila clanga). Parmi les autres rapaces figurent plusieurs représentants de la famille des Accipitridés, comme l'épervier à pieds courts (Accipiter brevipes), l'autour des palombes (Accipiter gentilis), l'épervier d'Europe (Accipiter nisus), la buse variable (Buteo buteo), la buse pattue (Buteo lagopus), le busard des roseaux (Circus aeruginosus), le pygargue à queue blanche (Haliaeetus albicilla), l'aigle botté (Hieraaetus pennatus), le milan noir (Milvus migrans), l'aigle pomarin (Aquila pomarina), et la bondrée apivore (Pernis apivorus). Le massif abrite aussi des espèces de Falconidés, comme le faucon pèlerin (Falco peregrinus), le faucon hobereau (Falco subbuteo) et le faucon crécerelle (Falco tinnunculus). Les Strigidés, dont la plupart des espèces sont nocturnes, sont également présents dans le secteur ; on y rencontre ainsi le hibou des marais (Asio flammeus), le hibou moyen-duc (Asio otus), la chevêche d'Athéna (Athene noctua), le hibou grand-duc (Bubo bubo), le petit-duc scops (Otus scops), la chouette hulotte (Strix aluco) et la chouette effraie (Tyto alba),.

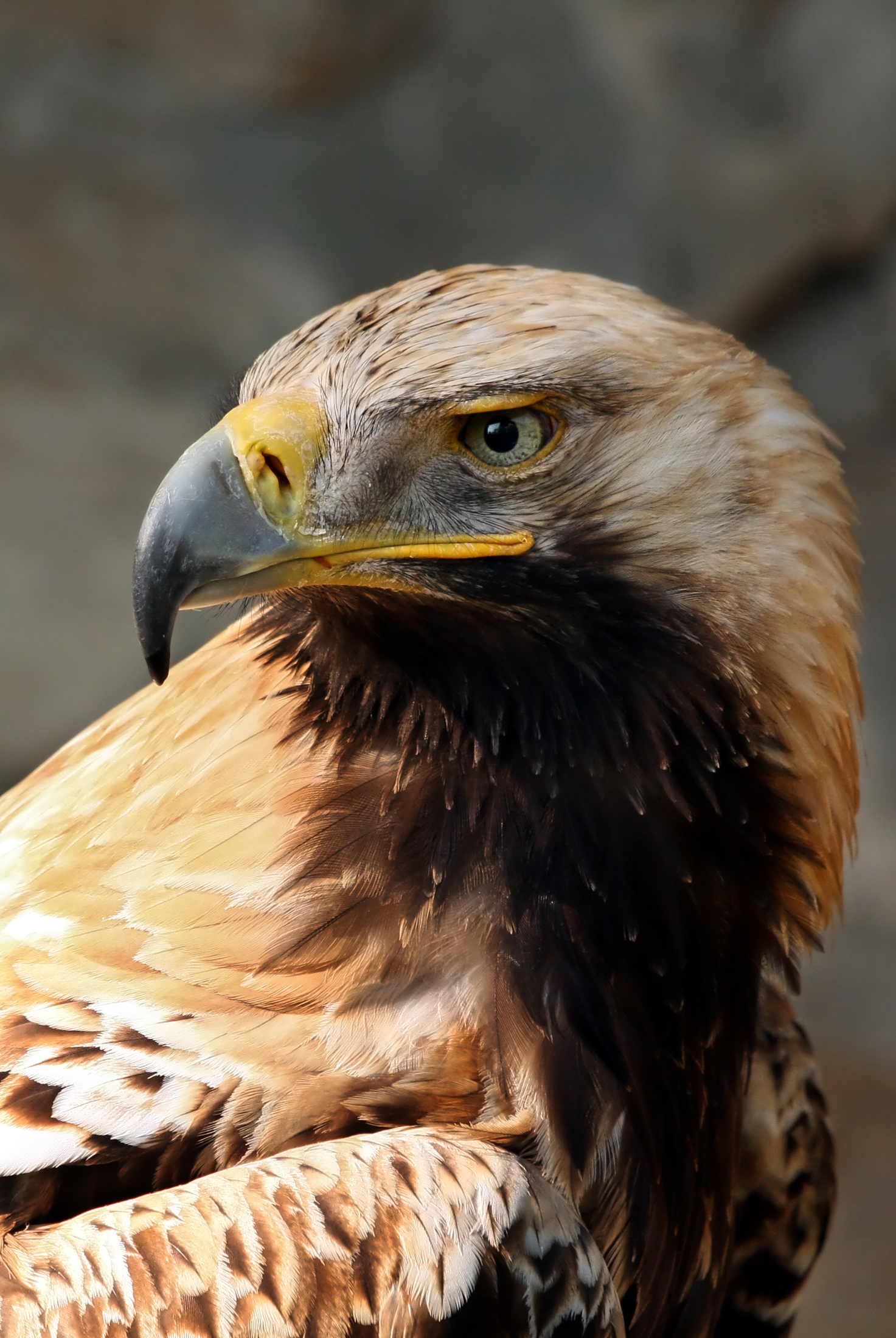
L'aigle impérial
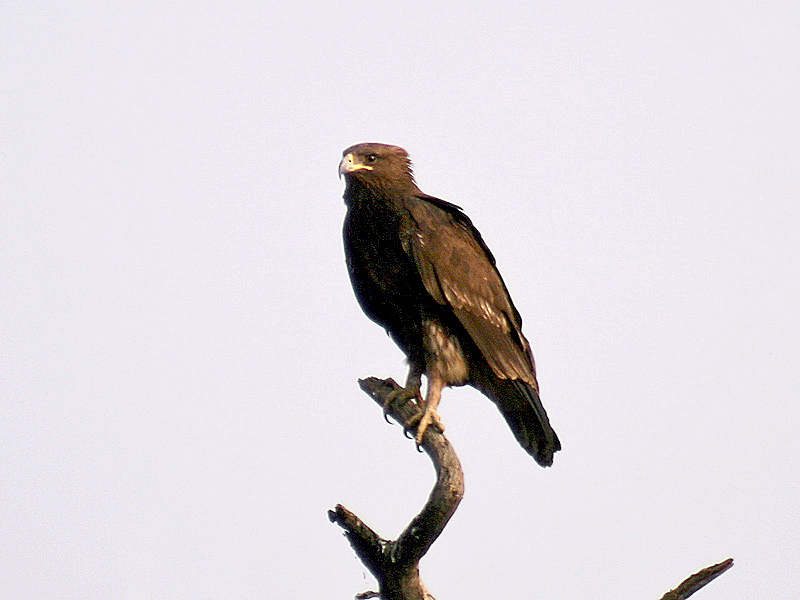
L'aigle criard

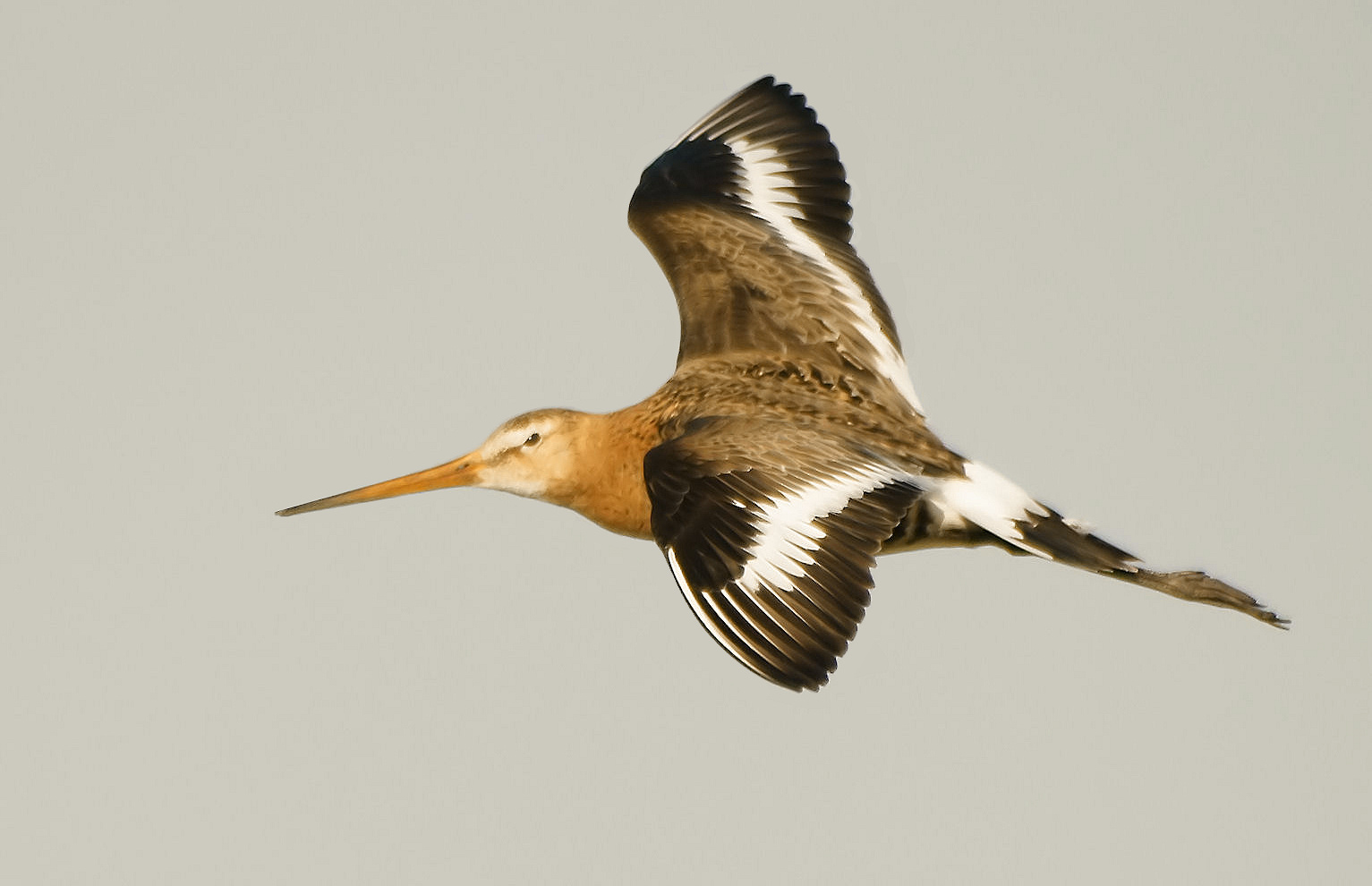
La barge à queue noire, presque menacée

La Fruška gora constitue également une réserve pour les échassiers. Dans la famille des Ardéidés, on y trouve le héron pourpré (Ardea purpurea), le crabier chevelu (Ardeola ralloides) et le butor étoilé (Botaurus stellaris) ; on y rencontre aussi la cigogne noire (Ciconia nigra) et la cigogne blanche (Ciconia ciconia), ainsi que la marouette ponctuée (Porzana porzana). L'ordre des ansériformes est représenté par plusieurs espèces d'Anatidés comme le canard pilet (Anas acuta), le canard souchet (Anas clypeata), le canard chipeau (Anas strepera) et l'oie cendrée (Anser anser).
L'ordre des charadriiformes est représenté par le vanneau huppé (Vanellus vanellus), la bécassine double (Gallinago media), la barge à queue noire (Limosa limosa), le courlis cendré (Numenius arquata) ou encore la bécasse des bois (Scolopax rusticola) ; la famille des Laridés est représentée par des espèces comme le goéland cendré (Larus canus) et la mouette rieuse (Larus ridibundus). Les piciformes sont présents par l'intermédiaire d'espèces de pics comme le pic épeichette (Dendrocopus minor) et le pic cendré (Picus canus) ; on y rencontre aussi le pic vert (Picus viridis), le pic noir (Dryocopus martius), le pic syriaque (Dendrocopos syriacus) et le pic mar (Dendrocopos medius),.

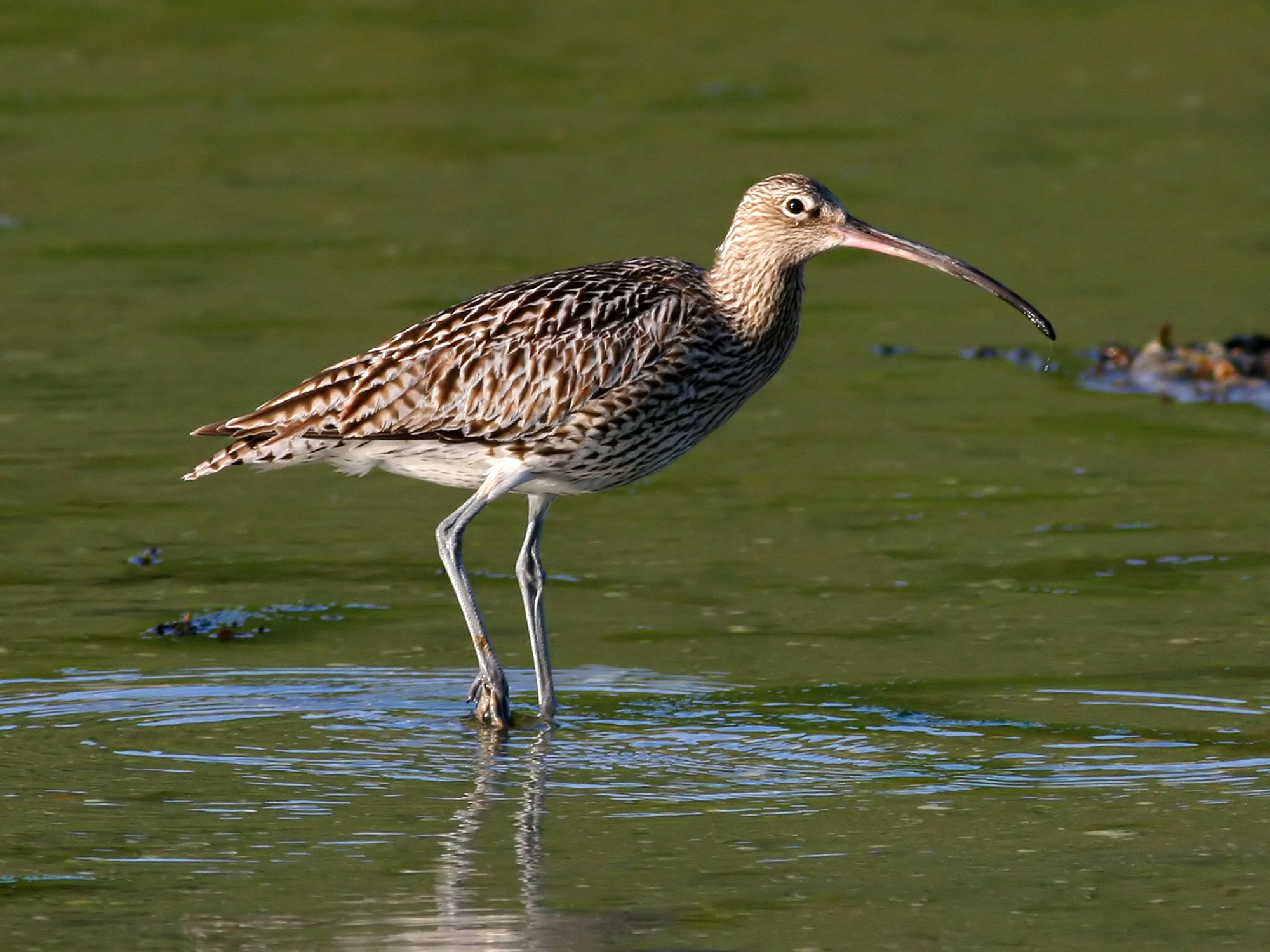
Le courlis cendré, presque menacé

Parmi les passériformes, on peut citer l'hirondelle rustique (Hirundo rustica), des Laniidés comme la pie-grièche écorcheur (Lanius collurio) et la pie-grièche à poitrine rose (Lanius minor), le loriot d'Europe (Oriolus oriolus) ; les familles des Acrocephalidae, des Sylviidae, des Turdidae et des Muscicapidae sont représentées par des espèces comme l'hypolaïs ictérine (Hippolais icterina), la fauvette des jardins (Sylvia borin), la fauvette grisette (Sylvia communis), la grive draine (Turdus viscivorus) et le rougequeue à front blanc (Phoenicurus phoenicurus) ; on peut encore signaler la présence du gobemouche à collier (Ficedula albicollis), du serin cini (Serinus serinus, du bruant des roseaux (Emberiza schoeniclus), du bruant ortolan (Emberiza hortulana) et du bruant mélanocéphale (Emberiza melanocephala). Dans le même ordre, on peut aussi rencontrer l'alouette lulu (Lullula arborea), le cochevis huppé (Galerida cristata), le grimpereau des jardins (Certhia brachydactyla) et le gros-bec casse-noyaux (Coccothraustes coccothraustes),.
Parmi les autres oiseaux du secteur, on peut signaler le pigeon colombin (Columba oenas), la tourterelle turque (Streptopelia decaocto) le coucou gris (Cuculus canorus), la huppe fasciée (Upupa epops) et le guêpier d'Europe (Merops apiaster),.

##### Amphibiens
Le massif abrite des amphibiens comme la salamandre tachetée (Salamandra salamandra) et le triton ponctué (Lissotriton vulgaris ou Triturus vulgaris), le sonneur à ventre jaune (Bombina variegata) et le sonneur à ventre de feu (Bombina bombina), le crapaud commun (Bufo bufo) et le crapaud vert (Bufo viridis), la reinette verte (Hyla arborea), le pélobate brun (Pelobates fuscus) ou la grenouille agile (Rana dalmatina). Parmi les reptiles rares en Serbie ou en Voïvodine, on peut signaler la cistude (Emys orbicularis), la vipère péliade (Vipera berus), la couleuvre d'Esculape (Zamenis longissimus ou Elaphe longissima), la coronelle lisse (Coronella austriaca) et la couleuvre à collier (Natrix natrix).

#### Champignons

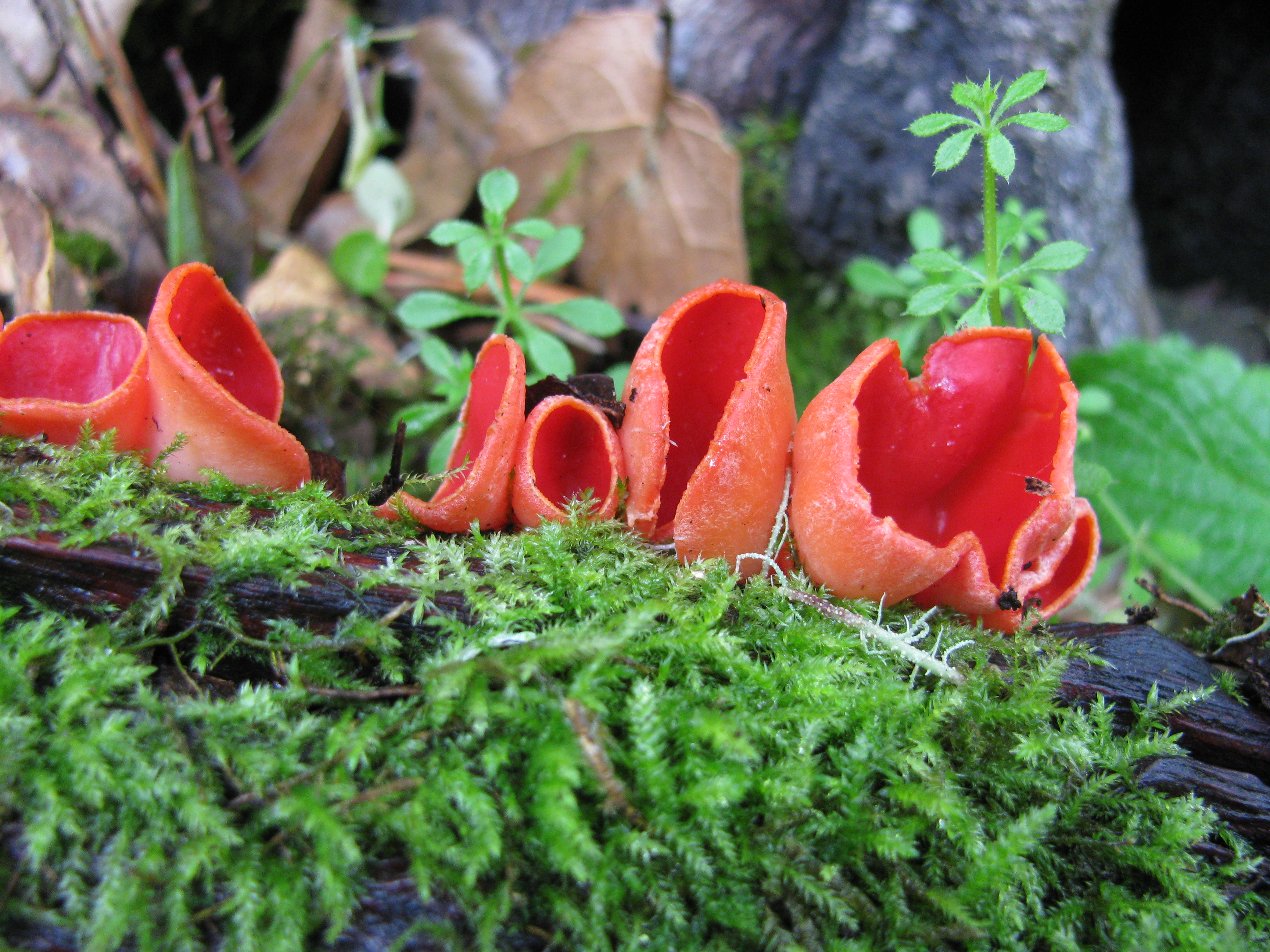
La pézize écarlate

Dans le massif de la Fruška gora, les champignons poussent partout où la terre n'est pas cultivée, dans les pâturages, dans les prairies et dans les forêts. Environ 500 espèces y ont été répertoriées.
On y trouve des champignons comestibles comme la lépiote élevée (Macrolepiota procera), le lactaire poivré (Lactarius piperatus), la girolle (Cantharellus cibarius), le mousseron (Calocybe gambosa ou Tricholoma Georgii), l'amanite rougissante (Amanita rubescens), le coprin chevelu (Coprinus comatus), le rosé des prés (Agaricus campestris), l'agaric des forêts (Agaricus silvaticus), la pholiote du peuplier (Agrocybe parasitica ou Agrocybe aegerita), le tricholome Pied bleu (Lepista nuda), le cèpe de Bordeaux (Boletus edulis), la morille (Morchella esculenta), la trompette de la mort (Craterellus cornucopioides) ou le polypore écailleux (Polyporus squamosus). Le massif abrite aussi des champignons vénéneux comme l'amanite phalloïde (Amanita phalloides), l'amanite panthère (Amanita pantherina), l'amanite citrine (Amanita citrina), l'amanite tue-mouches (Amanita muscaria), le bolet Satan (Boletus satanas) et la russule émétique (Russula emetica).
Parmi les autres champignons de la Fruška gora, intéressants notamment pour leur forme, on peut citer l'amadouvier (Fomes fomentarius), la pézize écarlate (Sarcoscypha coccinea), le cyathe strié (Cyathus striatus), la xylaire polymorphe ((Xylaria polymorpha) et le satyre puant (Phallus impudicus).

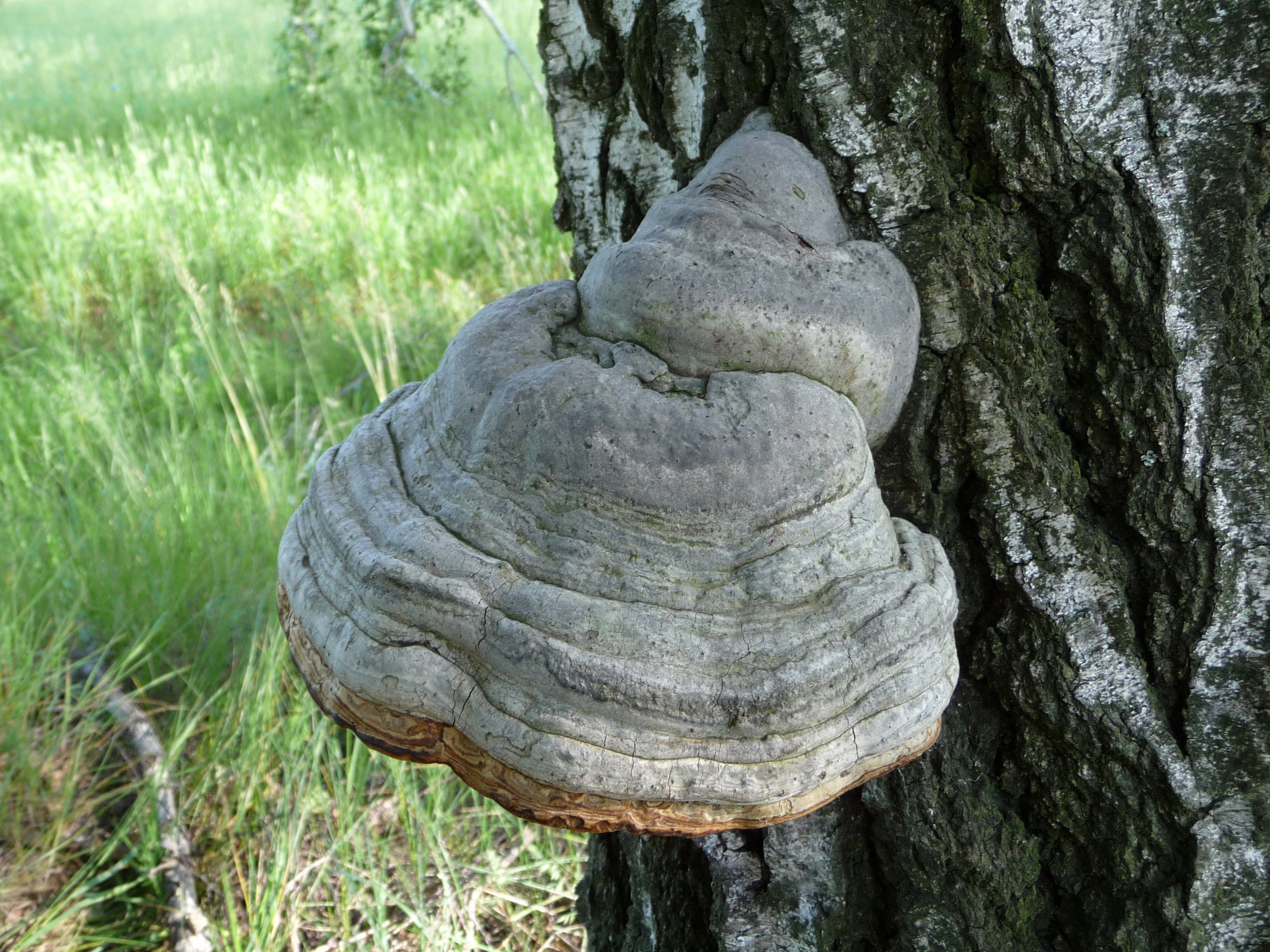
L'amadouvier
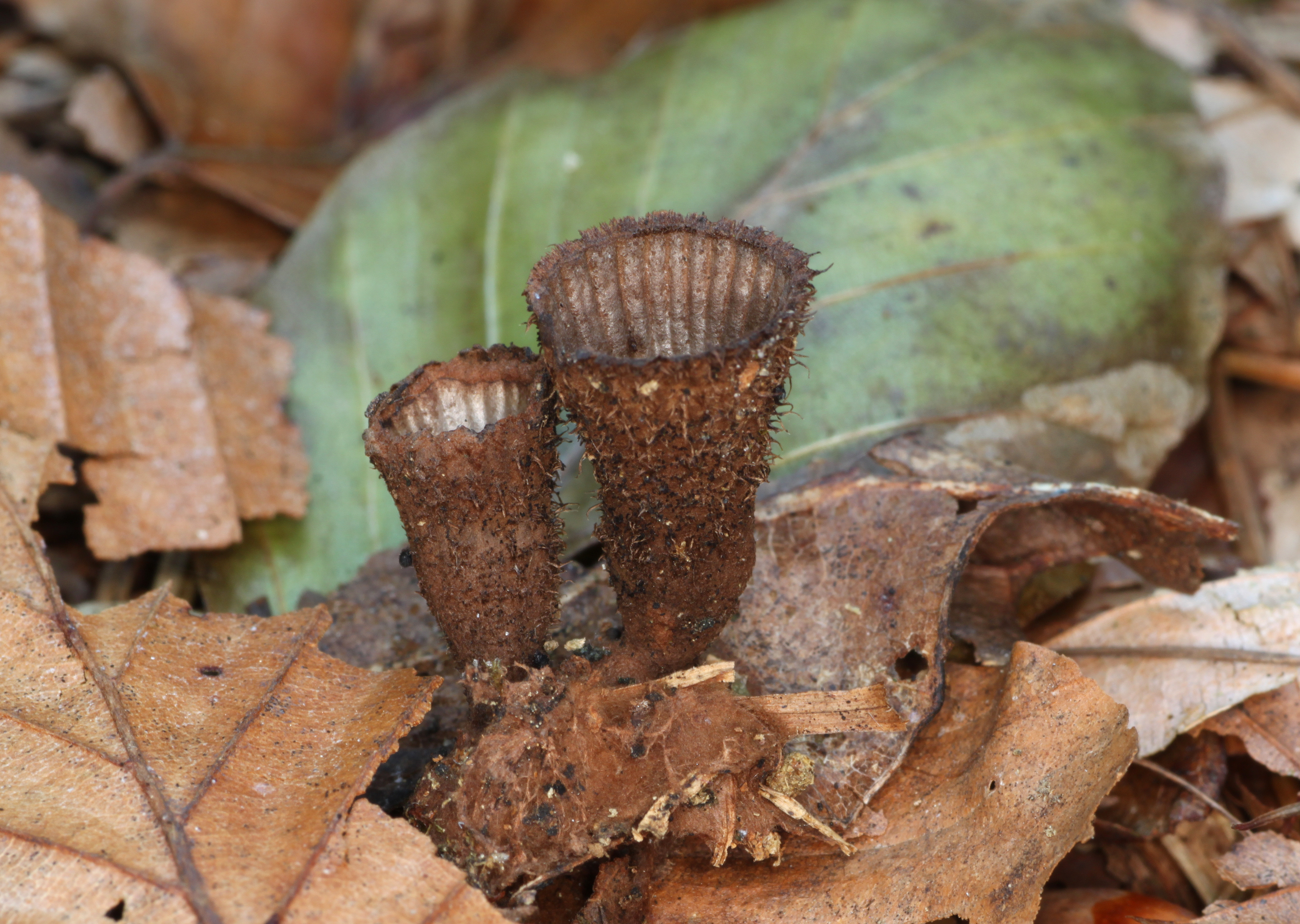
Le cyathe strié
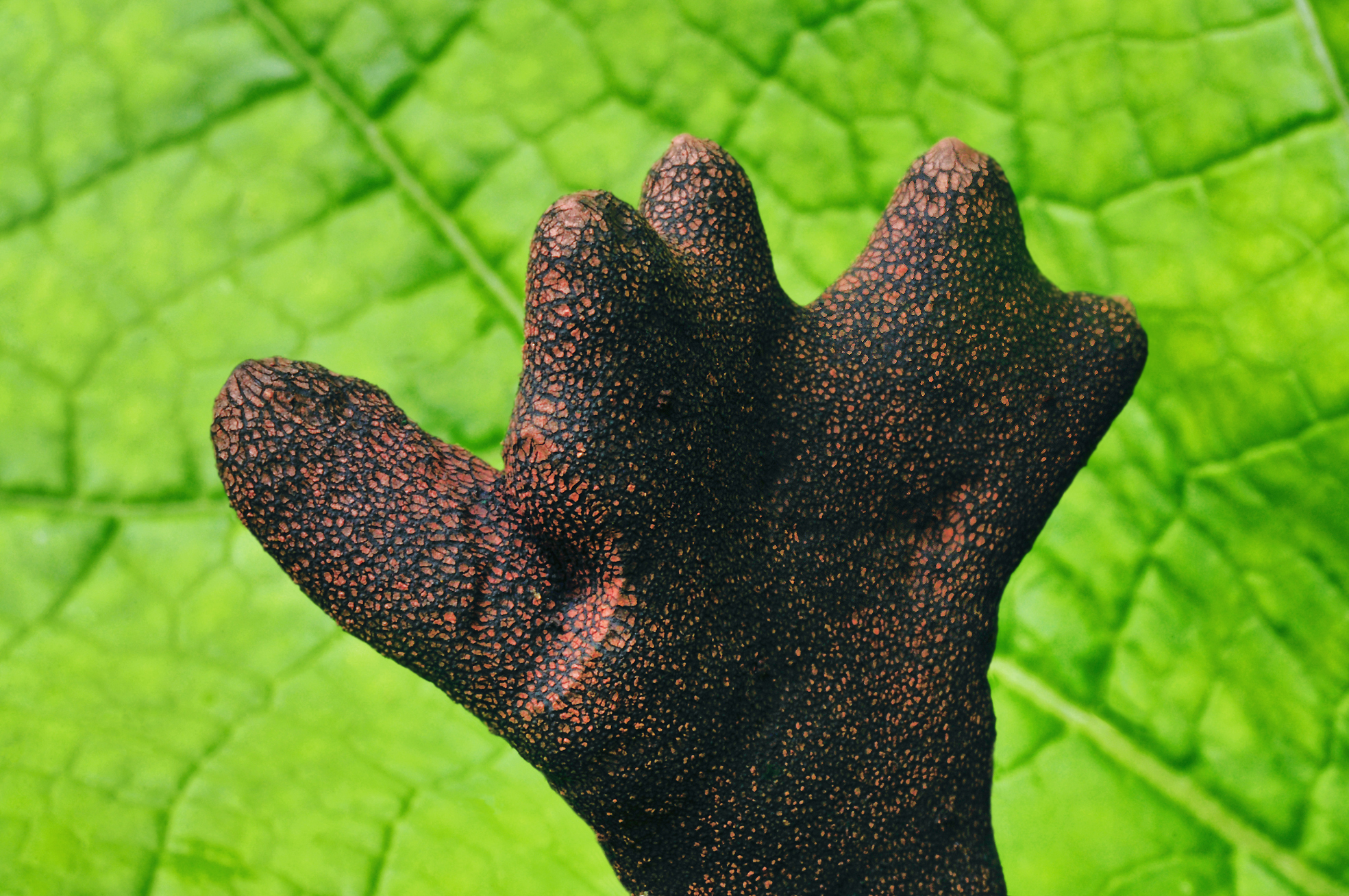
La xylaire polymorphe
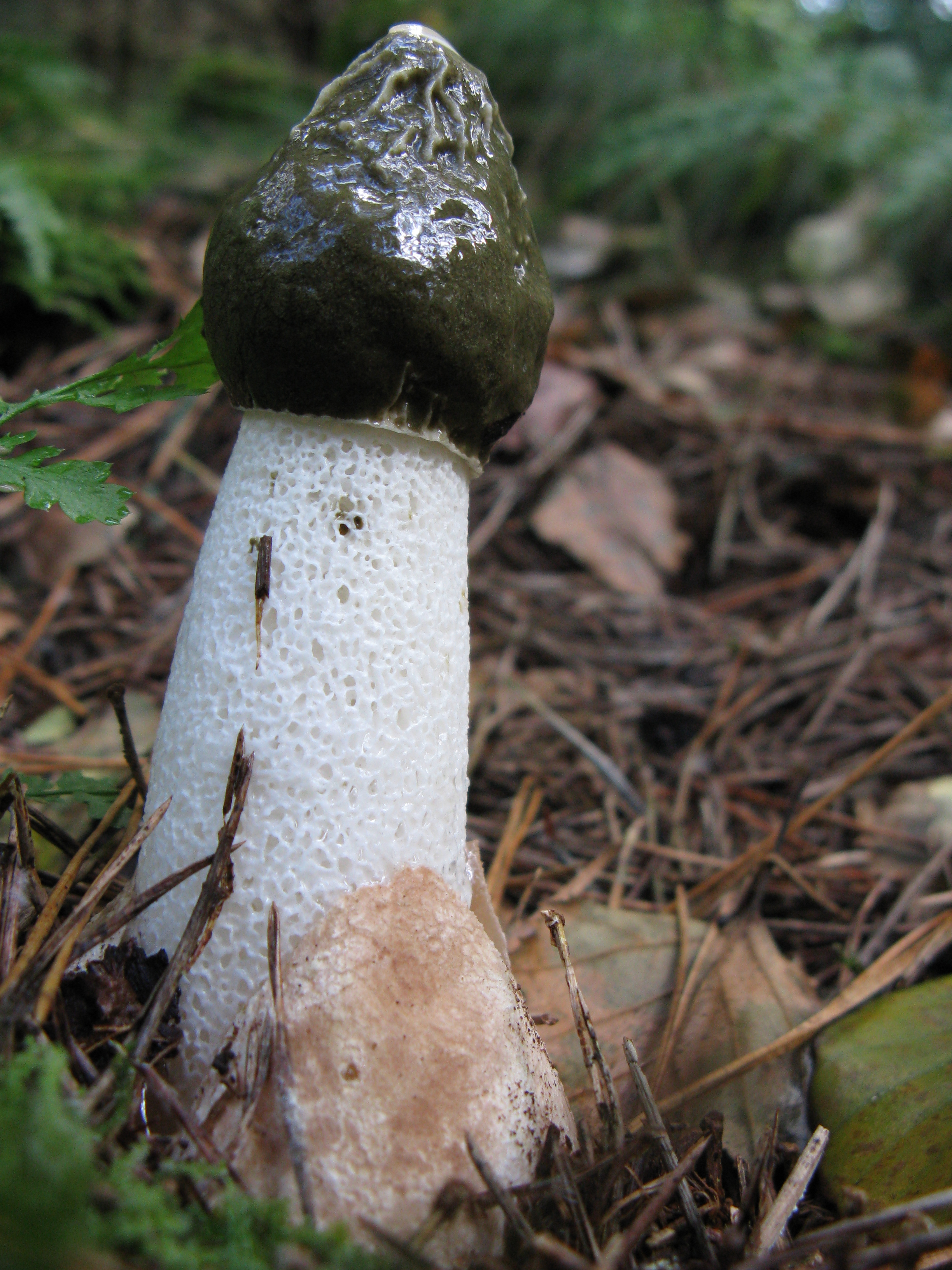
Le satyre puant

Plusieurs espèces de myxomycètes, qui ne sont pas des champignons stricto sensu mais plutôt des masses d'amibes conglomérées, sont représentées dans la montagne comme le lait de loup (Lycogala epidendrum) ou la fleur de tan (Fuligo septica).

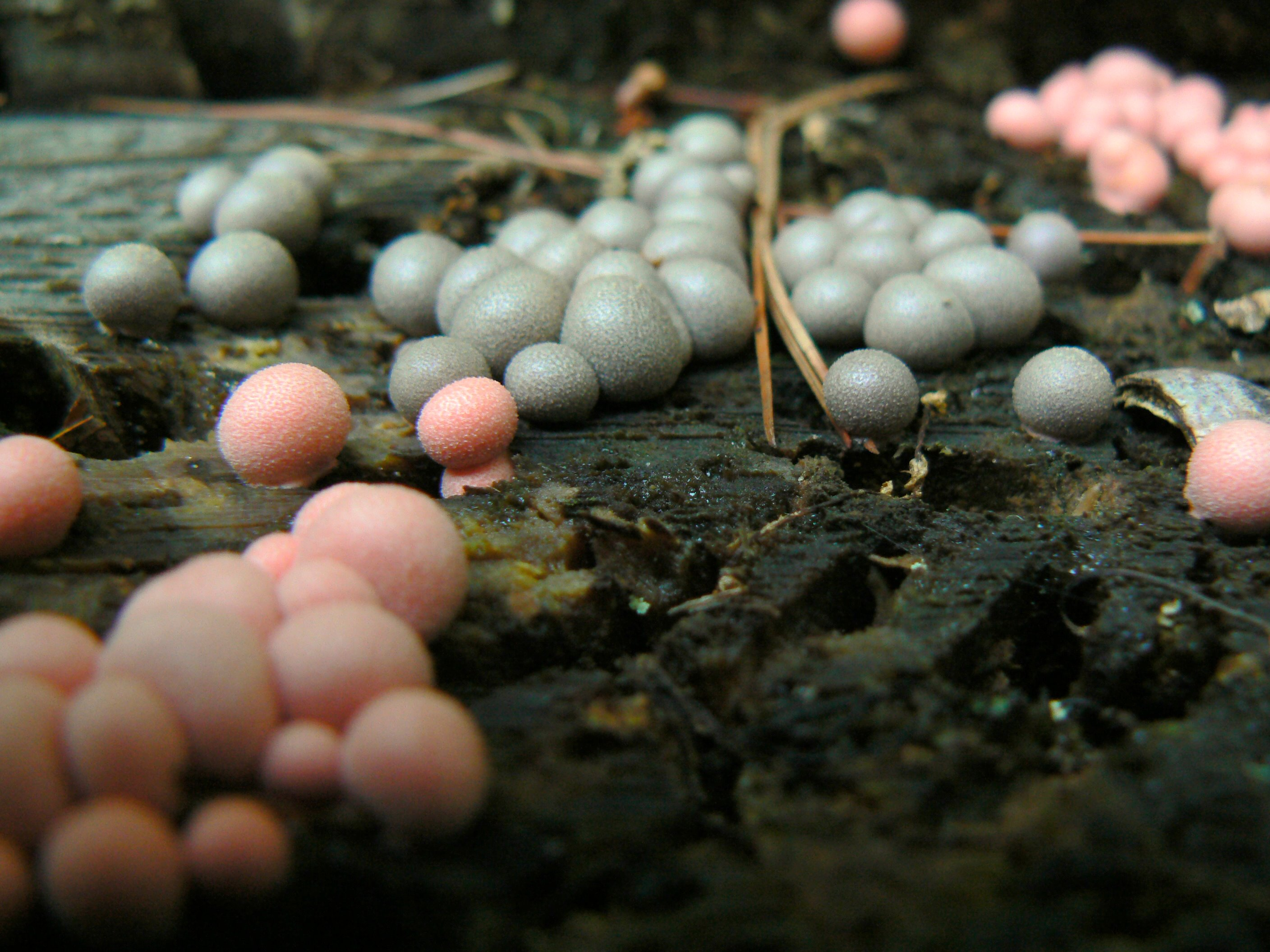
Le lait de loup
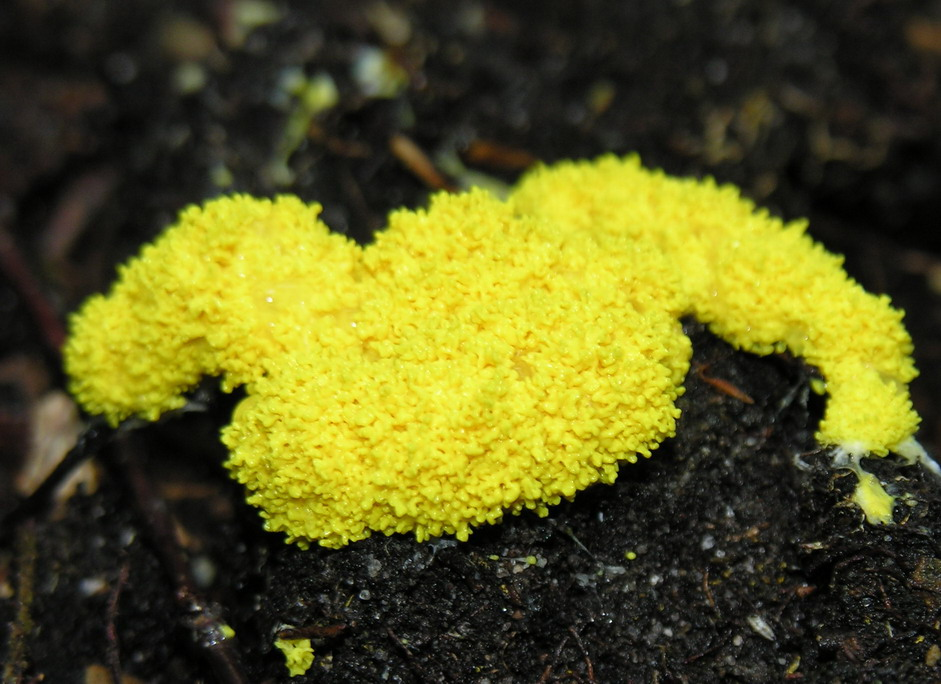
La fleur de tan

## Histoire

### Préhistoire

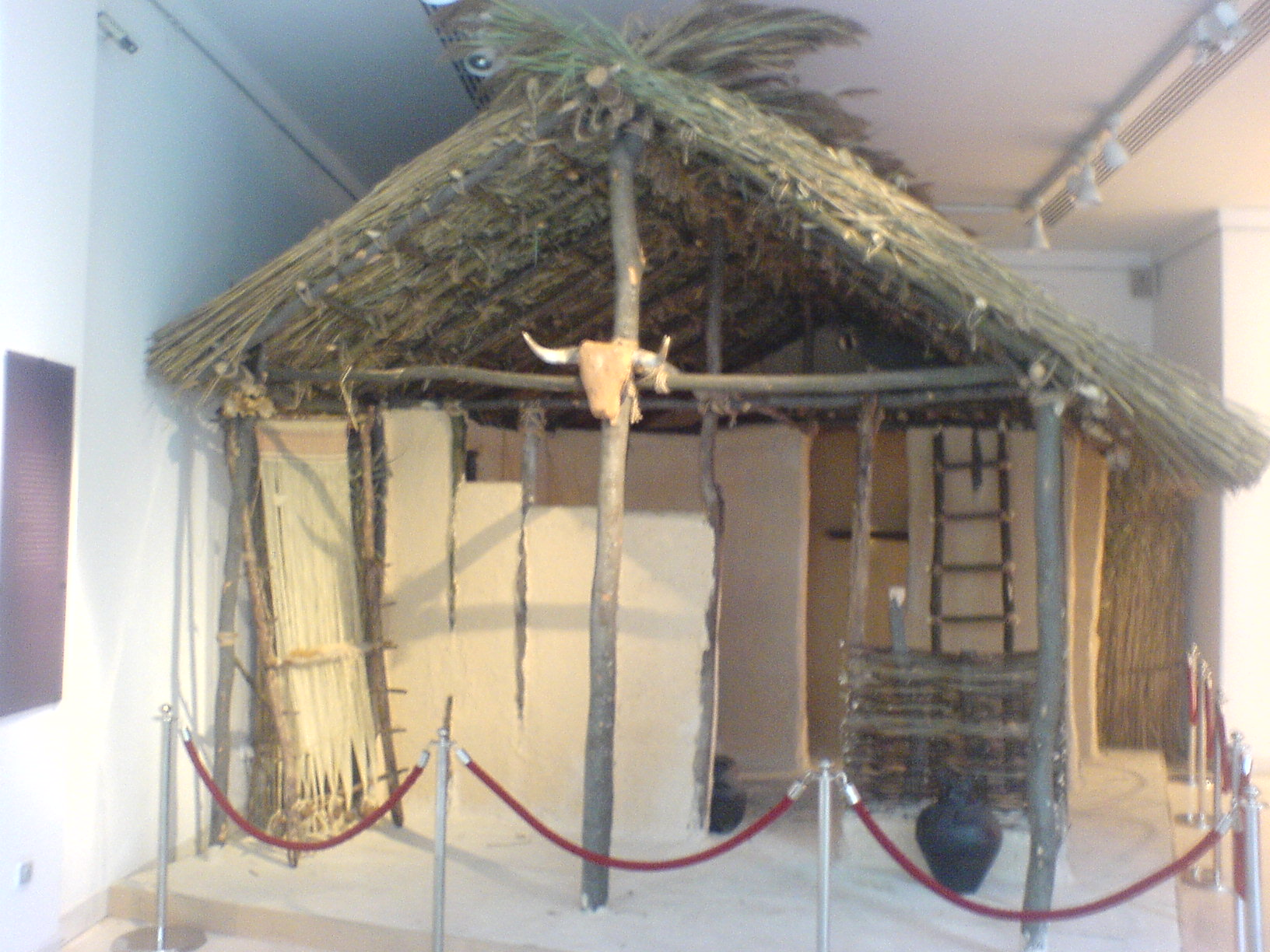
Reconstitution d'une maison caractéristique de la culture de Vinča

La région de la Fruška gora est habitée depuis la Préhistoire. Des vestiges de villages ont été mis au jour dans les parages du massif, notamment sur les bords du Danube ; à cette époque, la montagne elle-même, giboyeuse, servait de zone de chasse et elle procurait également un refuge provisoire en cas de danger. Les découvertes effectuées témoignent notamment d'une implantation humaine au Néolithique, avec des artéfacts caractéristiques des cultures de Starčevo (entre 6200 et 5200 av. J.-C.) et de Vinča (entre 5500 et 3500 av. J.-C.) et caractéristiques aussi de l'âge des métaux. L'un des sites préhistoriques les plus importants du secteur est celui de Gomolava, sur le territoire du village de Hrtkovci, au pied du massif et au bord de la Save, qui abrite des vestiges remontant à la culture de Vinča et aux cultures chalcolithiques de Baden (3600-2800 av. J.-C.) et de Vučedol (3000-2200 av. J.-C.) ; en raison de son importance, il est inscrit sur la liste des sites archéologiques d'importance exceptionnelle de la république de Serbie. Parmi les autres sites du secteur figure celui de Kalakača, sur les pentes septentrionales du massif et sur la rive droite du Danube, près du village de Beška ; il remonte à la fin de l'âge du bronze et à l'âge du fer et est classé parmi les sites archéologiques de grande importance.

### Antiquité

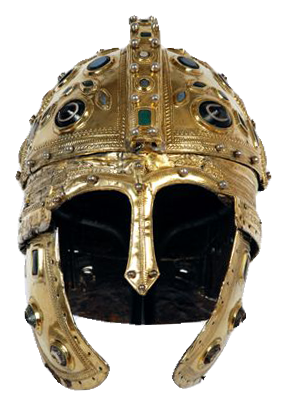
Casque en or romain trouvé près de Sirmium, musée national de Novi Sad

À l'époque romaine, la Fruška gora était appelée Alma Mons, la « montagne fertile », en référence aux forêts qui la couvraient et au gibier abondant qu'elle abritait. Dans l'Antiquité, le massif était également réputé pour ses mines. Au Ier siècle, la ville de Sirmium, aujourd'hui Sremska Mitrovica, située à proximité immédiate du massif, obtint le statut de colonie et devint une importante position militaire et un centre stratégique de la province de Pannonie ; en 103, la Pannonie fut divisée en deux provinces, la Pannonie supérieure et la Pannonie inférieure et Sirmium devint la capitale de la Pannonie inférieure ; en 293, avec l'instauration de la Tétrarchie, l'Empire romain fut divisé en quatre parties ; Sirmium devint alors l'une des capitales de l'Empire, avec Trèves, Milan et Nicomédie ; pendant cette période, Sirmium fut la capitale de l'empereur Galère. Avec l'instauration des préfectures prétoriennes en 318, Sirmium devint la capitale de la préfecture d'Illyrie, statut qu'elle conserva jusqu'en 379 ; à cette date, la préfecture d'Illyrie fut rattachée à la préfecture d'Italie. Dix empereurs romains sont nés à Sirmium ou à proximité de la ville : Trajan Dèce (201-251), Herennius Etruscus (227-251), Hostilien (?-251), Claude II le Gothique (214-270), Quintillus (?-270), Aurélien (vers 207-275), Probus (232-282), Maximien (vers 250-310), Constance II (317-361) et Gratien (359-383). Le site de la Sirmium antique figure parmi les sites archéologiques d'importance exceptionnelle de Serbie.

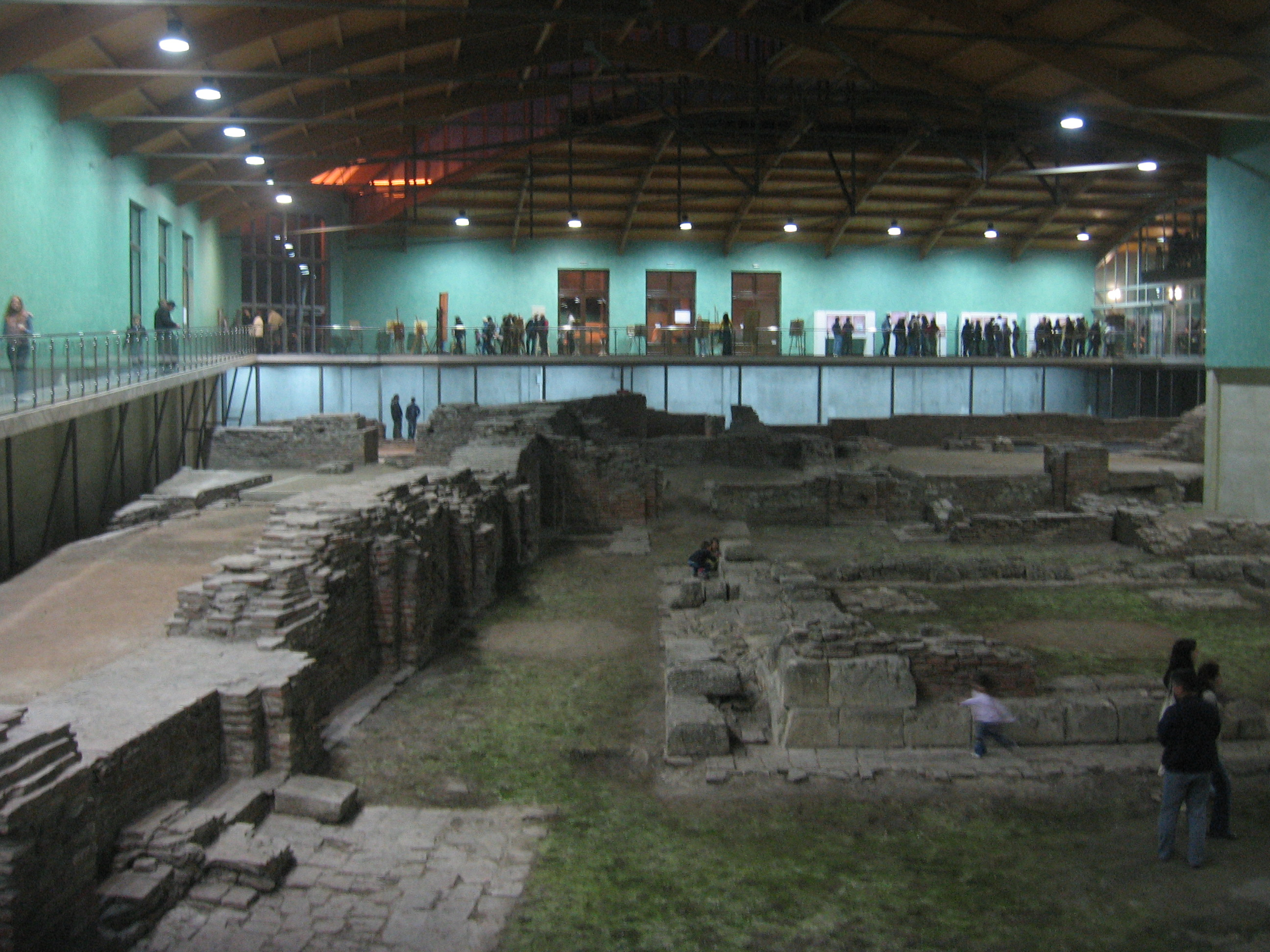
Les ruines du palais impérial de Sirmium à Sremska Mitrovica

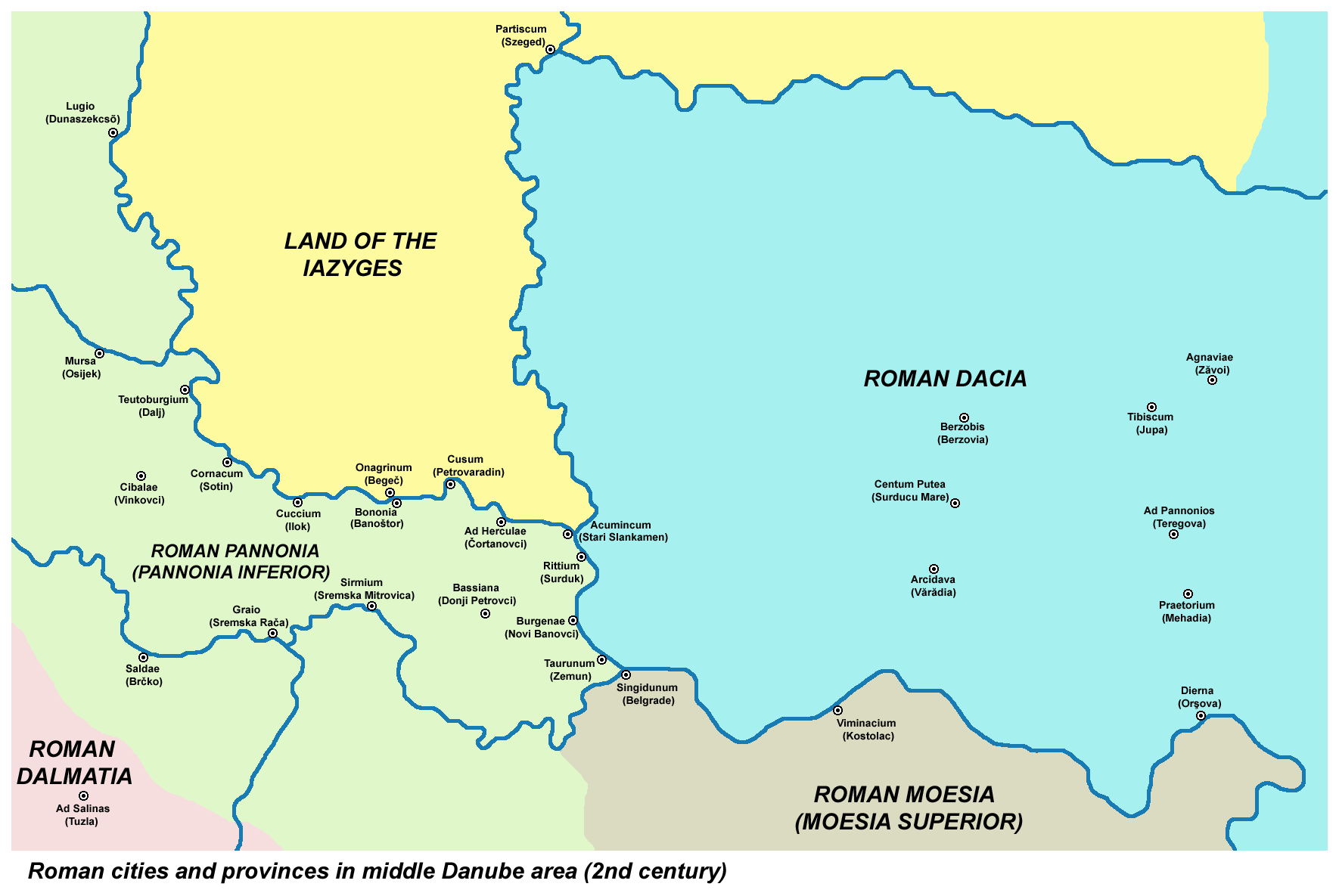
Les villes romaines de Voïvodine

La Fruška gora, longée au nord par le Danube, était alors située sur le limes qui marquait la frontière entre l'Empire romain et le monde des barbares ; le nord du massif était longé par une route qui partait de Taurunum (Zemun) et qui passait à Burgunac (Novi Banovci), Rittium (Surduk), Acumincum (Stari Slankamen) et Bononia (Banoštor) ; on y trouvait des fortins et toutes sortes d'installations militaires, notamment portuaires.
Plusieurs sites archéologiques classés témoignent encore aujourd'hui de la présence romaine aux abords du massif. Bassiana était la plus grande ville romaine de Syrmie après Sirmium ; fondée au Ier siècle en tant que civitas autonome, elle a obtenu le statut de municipium en 124 ; son activité est attestée jusqu'au VIe siècle ; ses vestiges sont situés sur le territoire du hameau de Grad, près de Donji Petrovci, dans la municipalité de Ruma. La municipalité d'Inđija compte deux sites « de grande importance », celui de la Mihaljevačka šuma, près de Čortanovci, qui abrite des vestiges du IVe siècle, et celui d'Acumincum (Stari Slankamen).

### Moyen Âge

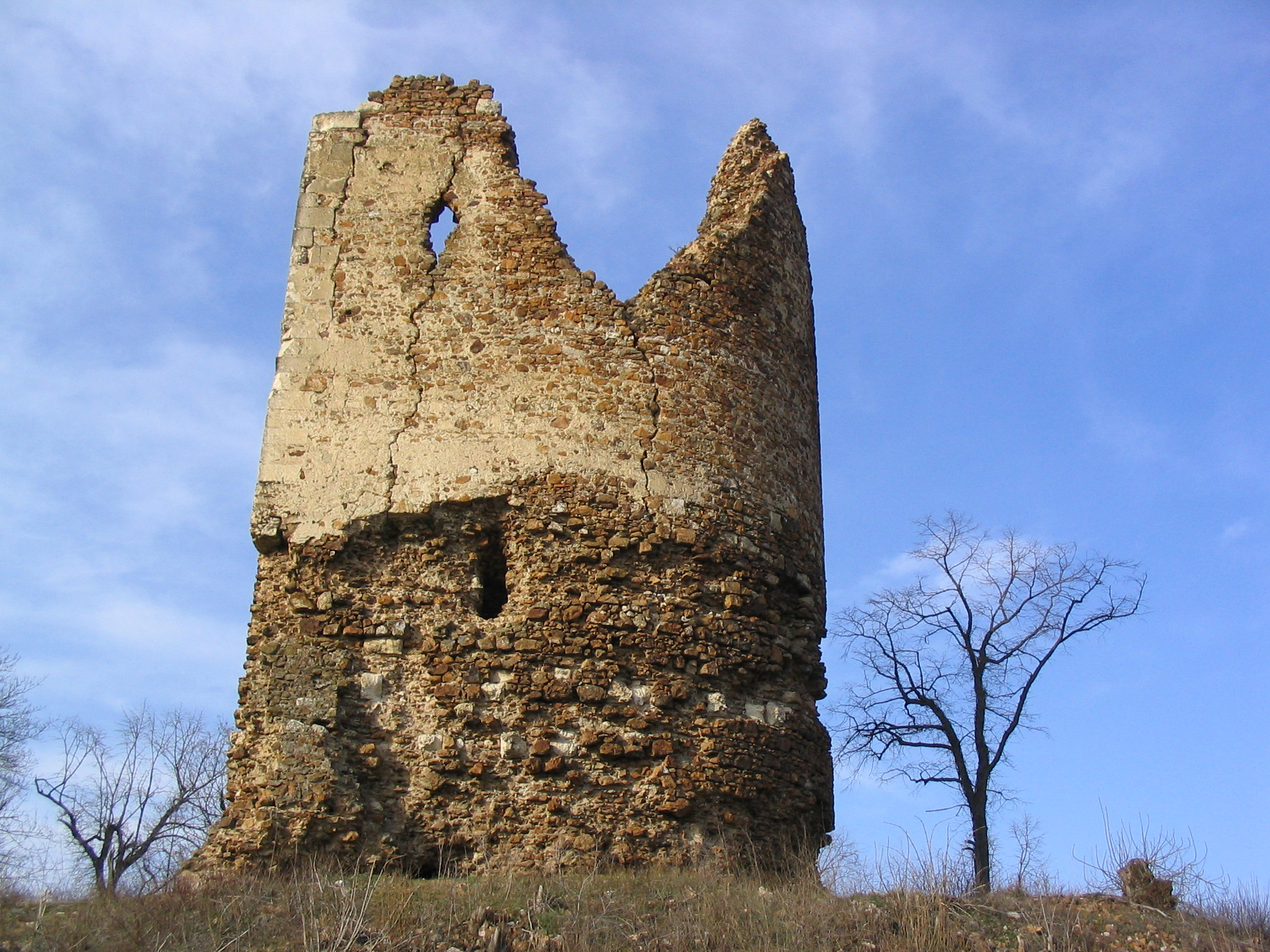
La tour de Vrdnik

Au Ve siècle, les Huns se rendirent maîtres de la région puis ce fut le tour des Ostrogoths et des Gépides ; la région fut conquise par l'empereur byzantin Justin II. Les Avars et les Slaves s'en emparèrent à la fin du VIe siècle. Au VIIIe siècle, la région fut marquée par les guerres des Francs contre les Avars, conduites par Charlemagne entre 791 et 796. Le massif, comme le reste de la Syrmie, fit partie de l'Empire bulgare et du royaume médiéval de Croatie. Au Xe siècle, la région fut momentanée intégrée au thème de Syrmie, au sein de l'Empire byzantin, puis, à partir du XIe siècle, elle devint une possession hongroise, rattachée à partir du XIIIe siècle et jusqu'en 1521 au comitat de Syrmie (en hongrois : Szerém vármegye). De 1301 à 1311, le massif fit partie des terres d'Ugrin Csák, un noble hongrois qui avait profité de la faiblesse du pouvoir central après la mort du roi André III pour se créer un royaume. Selon l'historien serbe Stanoje Stanojević, entre 1282 et 1325, il aurait fait partie du royaume de Syrmie de Stefan Dragutin (1282–1316) et de son fils Stefan Vladislav II (1316–1325). La forteresse de Vrdnik, construite par les Hongrois, est mentionnée pour la première fois en 1315 et témoigne des rivalités pour la domination de la région,.

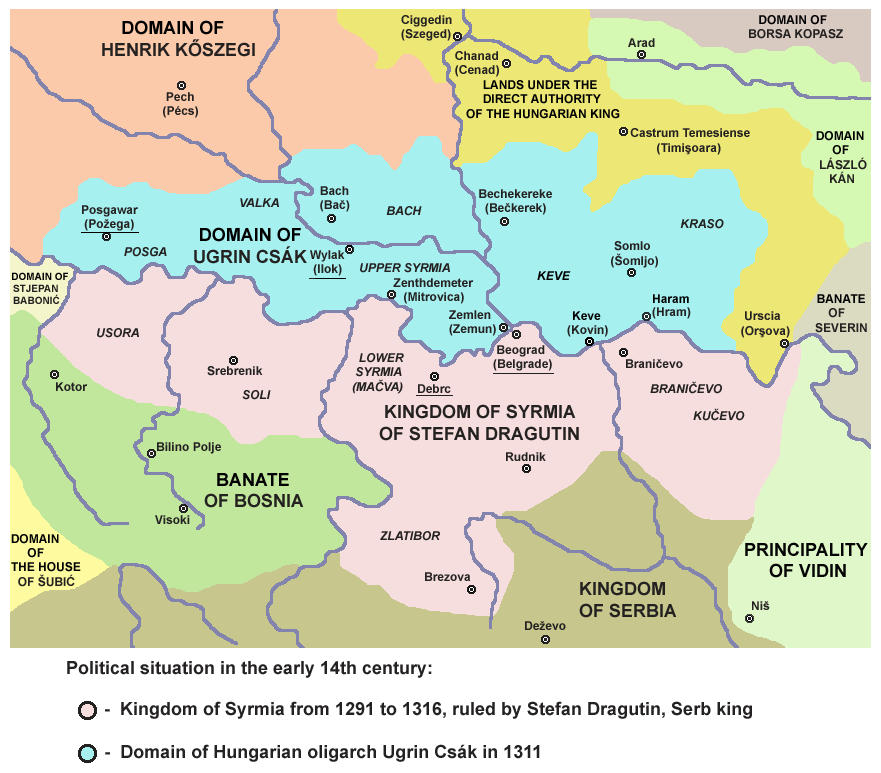
Le royaume d'Ugrin Csák et le royaume de Syrmie de Stefan Milutin

Deux premières incursions ottomanes eurent lieu en Syrmie en 1390 et en 1392. En 1404, le roi de Hongrie Sigismond, inquiet de l'avancée turque, confia une partie de la Syrmie au despote serbe Stefan Lazarević pour qu'il la protège ; Đurađ Branković lui succéda dans ce rôle. Le despotat de Serbie tomba entre les mains des Ottomans en 1459, et les rois de Hongrie renouvelèrent leur confiance aux despotes de la maison des Branković en exil, puis à celle des Berislavić, qui continuèrent à administrer la région jusqu'à la conquête ottomane.
Dans le massif, la période médiévale est étroitement liée à la vie monastique. L'actuel village de Čerević est mentionné pour la première fois en 1237, quand le roi de Hongrie Béla IV fit cadeau de son territoire aux moines cisterciens de Petrovaradin. Le village de Grgurevci est mentionné pour la première fois en 1247 ; il était alors habité par des Hongrois ; des moines bénédictins y construisirent un monastère dédié à saint Grégoire (Claustrum sancti Gregori) qui a donné son nom à Grgurevci ; le site du monastère figure aujourd'hui sur la liste des sites archéologiques de grande importance de la république de Serbie,. Sous les despotes serbes, de nombreux monastères orthodoxes furent fondés au cœur du massif ; autour de ces monastères se constituèrent des prnjavors, un type de village rural habité par des serfs qui travaillaient sur les terres de l'établissement religieux ; le village de Krušedol Prnjavor, à proximité du monastère de Krušedol, conserve encore dans son nom le souvenir de ce statut. La plupart de ces localités portent le nom de leur monastère. C'est ainsi que Rakovac se développa à la fin du XVe siècle et au début du XVIe siècle, autour du monastère de Rakovac fondé à l'époque du despote Jovan Branković (1496-1502) ; Privina Glava, fondé entre le XIIe et le XIVe siècle, Velika Remeta, dont le nom provient sans doute du mot eremita, « l'ermite », ou encore Mala Remeta sont également des prnjavors.

### Périodes ottomane et autrichienne

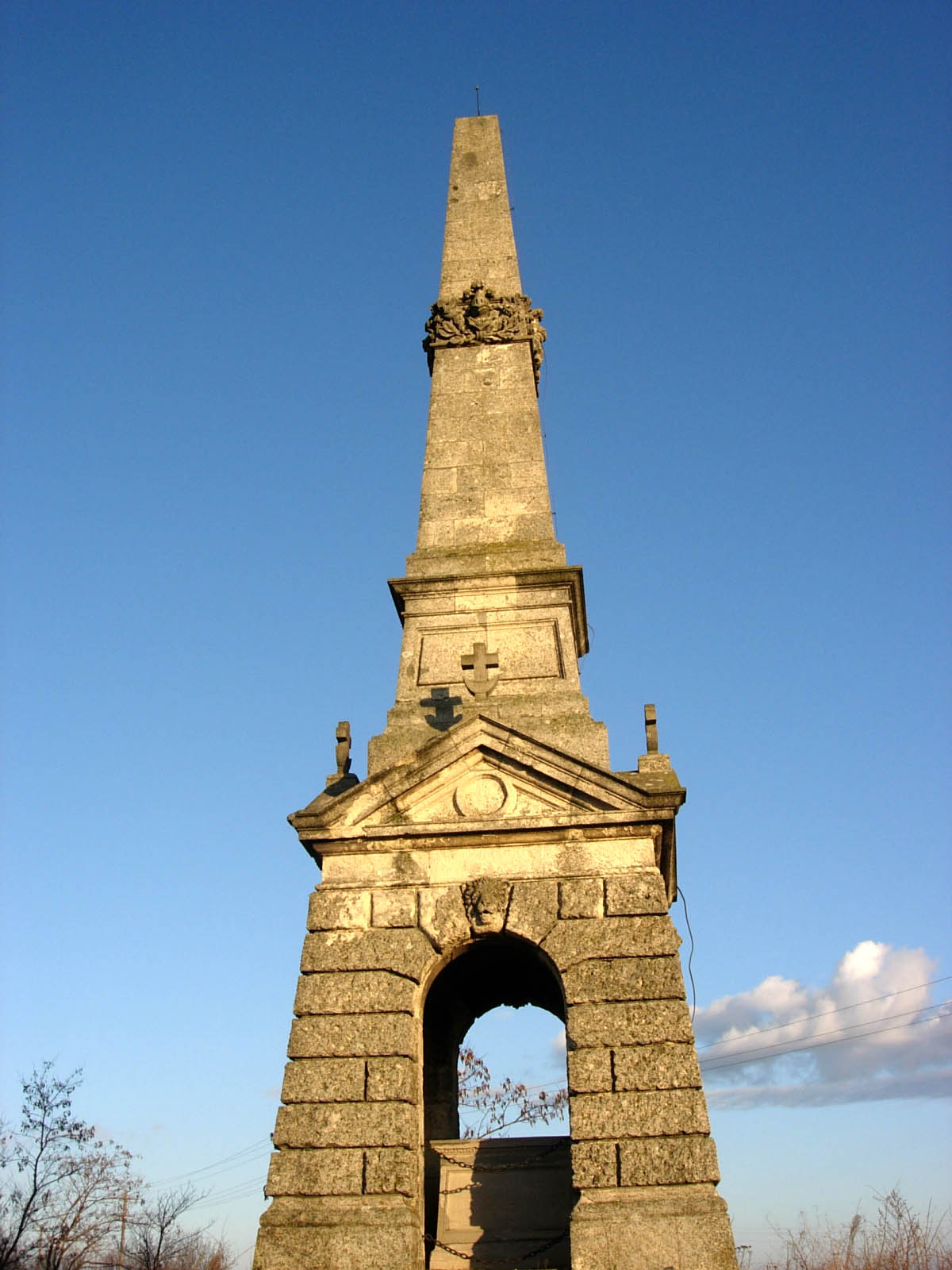
Le mémorial de la bataille de Slankamen

Après la prise de Belgrade en 1521, les Ottomans entrèrent dans la région de Syrmie ; leur domination fut assurée après la bataille de Mohács en 1526, remportée par Soliman le Magnifique. Pendant la période turque, la Fruška gora fut intégrée au sandjak de Syrmie, une subdivision du pachalik de Budin. Dans le secteur, le sandjak était constitué de plusieurs subdivisons ou nahijas, celles de Slankamen, Varadin, Čerević et Ilok au nord, celles de Morović Grgurevci et Irig au sud ; celle de Grgurevci, s'étendait de Stejanovci jusqu'à Strošinci (actuellement en Croatie).
La Grande guerre turque (1683-1699), entre l'Empire ottoman et l'empire des Habsbourgs, fut marquée dans le secteur par la bataille de Slankamen qui se déroula le 19 août 1691, opposant le grand vizir Fazıl Mustafa Köprülü et les Autrichiens commandés par Louis-Guillaume de Bade-Bade. Les Autrichiens remportèrent la victoire. Le site de la bataille, situé au pied du massif, est aujourd'hui considéré comme un lieu mémoriel d'importance exceptionnelle de la République de Serbie. La région ne fut totalement pacifiée qu'en 1718, après la troisième guerre austro-turque et la signature du traité de Passarowitz ; une des batailles décisive de cette guerre se déroula près de Petrovaradin en 1716 ; le site de combat est aujourd'hui classé.

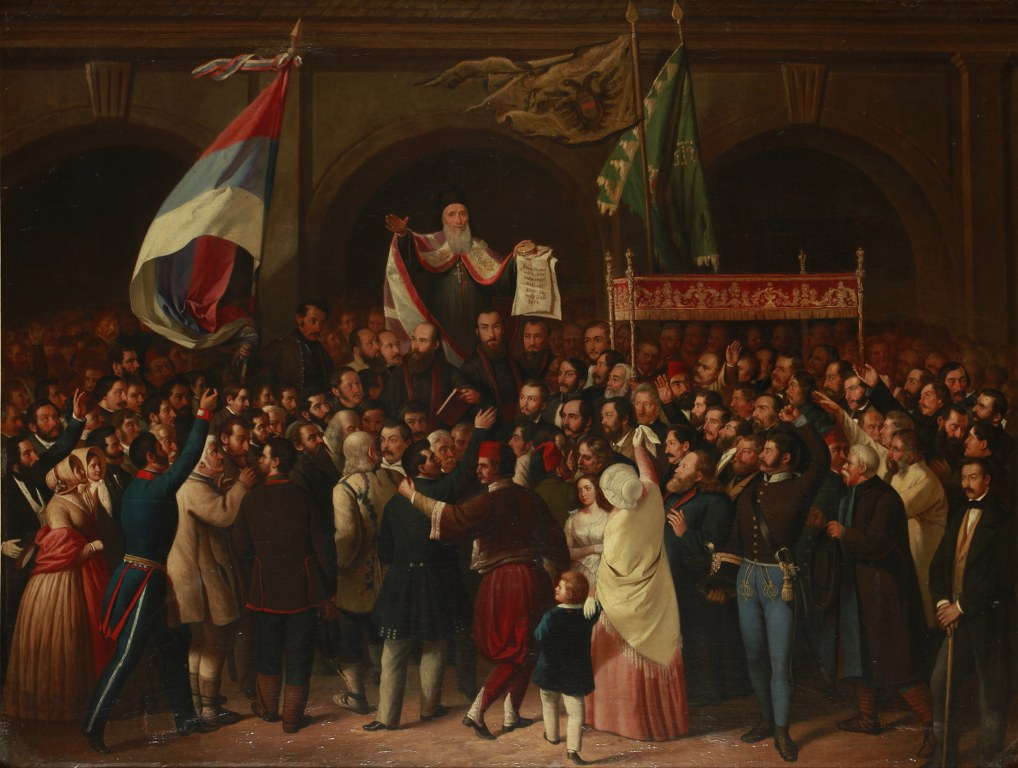
L'assemblée de mai, tableau de Pavle Simić

Après la conquête de la Syrmie par les Autrichiens, la région de la Fruška gora fut intégrée à la partie danubienne de la Frontière militaire, une zone tampon située entre les terres des Habsbourgs et l'Empire ottoman. La plupart des localités du massif et de ses abords devinrent la propriété de la puissante famille Odescalchi, comme le village de Jazak, mentionné pour la première fois en 1702. Les Odescalchi continuèrent à jouer un rôle important dans la région jusqu'au début du XXe siècle, comme en témoigne l'histoire du village de Lug, fondé à la fin du XIXe siècle ; les propriétaires firent venir des Slovaques de la Bačka pour travailler comme bûcherons dans les forêts du secteur ; après le défrichage de la forêt, ils travaillèrent comme agriculteurs sur les terres devenues arables et fondèrent le village.

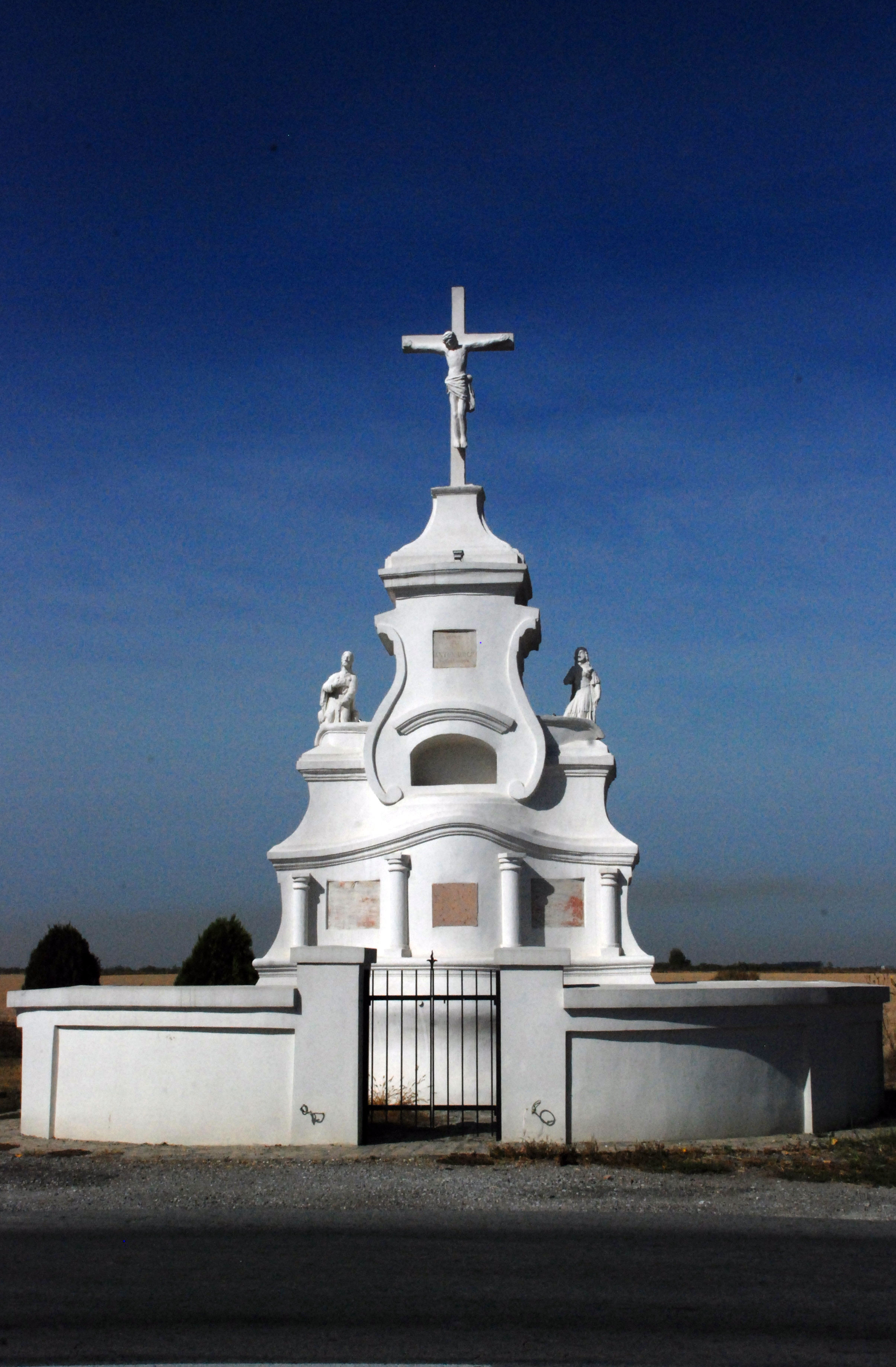
Le mémorial des Kipovi, entre Irig et Ruma

Au milieu du XVIIIe siècle, la région fut rattachée au comitat de Syrmie, une subdivision du royaume de Slavonie. Au moment du Printemps des peuples, en 1848-1849, les villages de Fruška gora déléguèrent des représentants à l'Assemblée de mai à Sremski Karlovci, où fut décidée la création de la voïvodine de Serbie, une province autonome au sein de l'empire d'Autriche. Entre 1849 et 1860, le massif fit partie du voïvodat de Serbie et du Banat de Tamiš puis, après l'abolition du voïvodat en 1860, il réintégra le comitat de Syrmie. En 1868, le royaume de Slavonie fut réuni au royaume de Croatie pour former le royaume de Croatie-Slavonie, une entité rattachée au royaume de Hongrie au sein de l'empire d'Autriche-Hongrie.
Sur le plan du peuplement, la période turque et autrichienne fut marquée par plusieurs vagues de migrations qui amenèrent des populations serbes dans la Fruška gora, dont la grande migration serbe de 1690 conduite par le patriarche Arsenije III Čarnojević. D'autres Serbes vinrent s'y installer en 1788, au moment de la révolte de la krajina de Koča contre les Ottomans. En 1795 et 1796, une épidémie de peste, connue sous le nom de « peste d'Irig » (en serbe : Iriška kuga) frappa une partie du massif. Des mesures radicales furent décidées par les autorités autrichiennes, notamment des mesures de quarantaine. À Irig, 400 maisons furent brûlées sur les 912 que comptait la ville avant l'épidémie ; sur les 4 813 habitants de la localité 3 398 furent touchés par la peste et 2 548 en moururent. La maladie affecta également des villages, comme Krušedol qui perdit 49 de ses 61 habitants. Le mémorial des Kipovi, érigé sur la route nationale M-21 entre Irig et Ruma, honore les victimes de l'épidémie ; il est inscrit sur la liste des sites mémoriels protégés de Serbie.
La période autrichienne fut également marquée par la révolte de Tican, une révolte paysanne qui eut lieu en 1807 ; dirigée par Teodor Avramović Tican, originaire de Jazak, elle fut provoquée par les taxes élevées prélevées par la famille Odescalchi, elle fut durement réprimée par l'armée autrichienne.

### XXesiècle
En 1918, après la dislocation de l'Autriche-Hongrie, la Fruška gora fit partie du royaume des Serbes, Croates et Slovènes, d'abord au sein du comitat de Syrmie (1918-1922) puis au sein de l'oblast de Syrmie (1922-1929) ; en 1929, le royaume devint le royaume de Yougoslavie et, de 1929 à 1931, elle fit partie de la Banovine de la Drina ; entre 1931 et 1939, elle fut intégrée à la Banovine du Danube puis, entre 1939 et 1941, à la Banovine de Croatie.

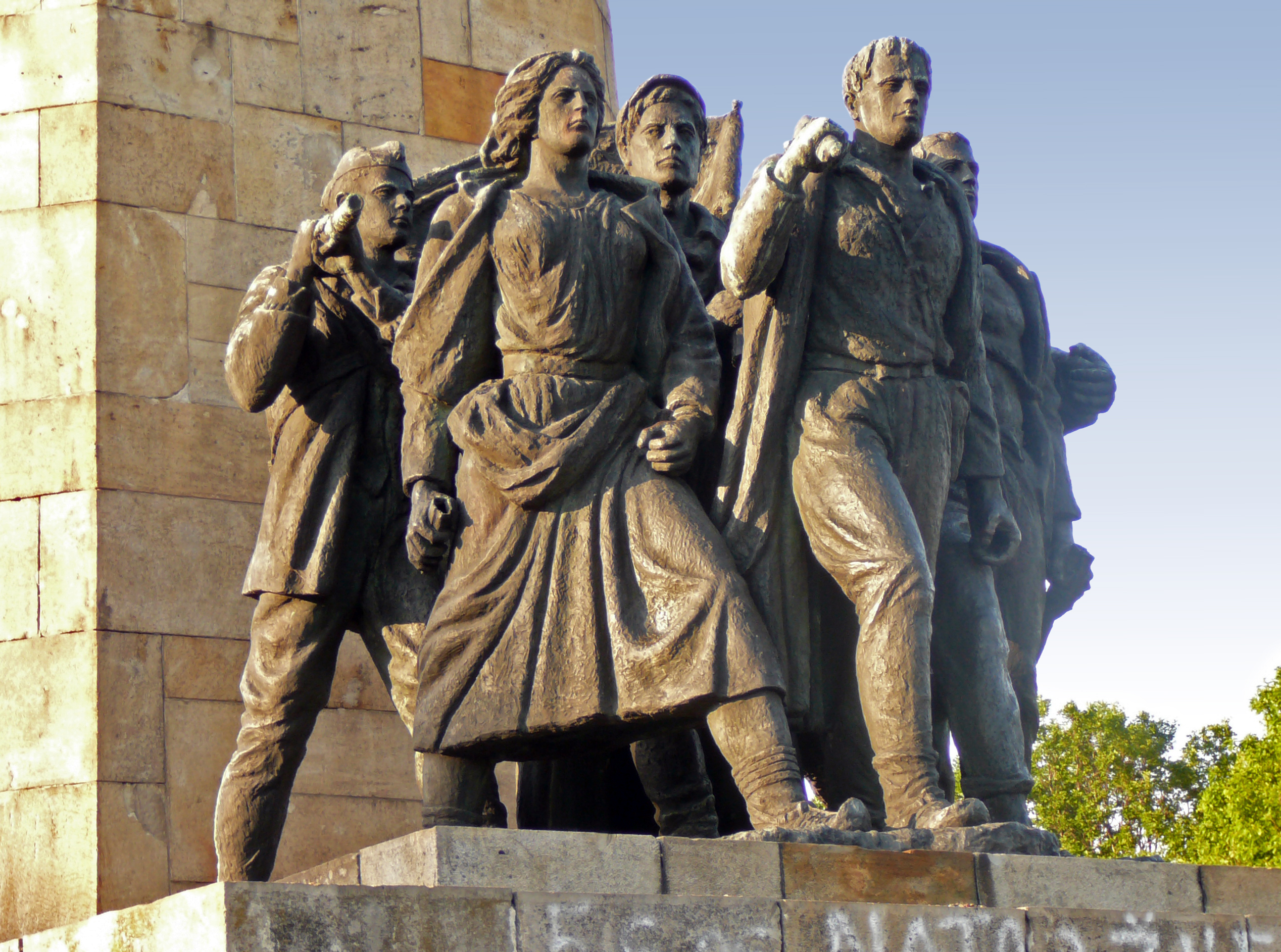
Détail du Monument à la Liberté sur le mont Iriški venac, par Sreten Stojanović, 1961

Pendant la Seconde Guerre mondiale, de 1941 à 1944, la région fut rattachée à l'État indépendant de Croatie d'Ante Pavelić. À cette époque, le massif fut un haut lieu de la résistance des Partisans de Josip Broz Tito contre l'occupant nazi et contre l'État indépendant de Croatie des Oustachis. Boško Palkovljević (1920-1942), devenu plus tard Héros national de la Yougoslavie, y trouva la mort en juin 1942. L'opération Fruška Gora eut lieu du 20 au 30 août 1942, unissant les nazis, les Oustachis et une flottille du royaume de Hongrie et visant les Partisans ; 6 000 personnes y trouvèrent la mort et 10 000 autres furent arrêtées ; parmi les résistants tués au cours de l'opération figure Svetislav Golubović (1917-1942), surnommé Mitraljeta, la mitraillette. Le 6 juin 1942, 257 habitants de Grgurevci furent exécutés ; un monument honore aujourd'hui leur mémoire. Avant la guerre, le village de Grabovo comptait 1 100 ; pendant la guerre, le village fut brulé trois fois par les nazis et 150 habitants y furent tués ; après la guerre, de nombreux habitants partirent s'installer à Inđija et le village ne comptait plus que 150 habitants, répartis dans une cinquantaine de foyers.
Après la guerre, la Fruška gora, comme le reste de la Syrmie, fut intégrée à la république socialiste de Serbie, au sein de la république fédérative socialiste de Yougoslavie.

## Villes et villages

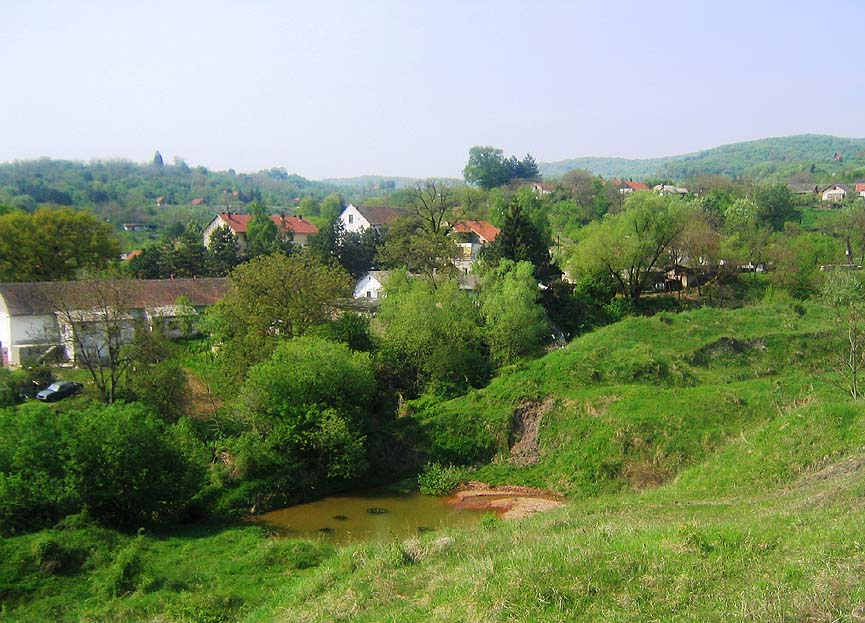
Vue générale du village de Vrdnik

Plusieurs villes sont situées en bordure du massif sans en faire toutes intégralement partie. Au sud, Šid comptait 16 311 habitants au recensement serbe de 2011, Sremska Mitrovica 37 586 habitants, Ruma 29 969 habitants, Inđija 25 988 habitants et Irig 4 393 habitants ; au nord se trouvent Sremski Karlovci (8 750 hab.), Novi Sad (231 798 hab.), Beočin (7 800 hab.) et Bačka Palanka (27 924 hab.). La ville d'Ilok, en Croatie, se trouve également à proximité ; elle comptait 5 897 habitants en 2001 ; selon les premiers résultats du recensement de 2011, la ville en compterait aujourd'hui 5 036.

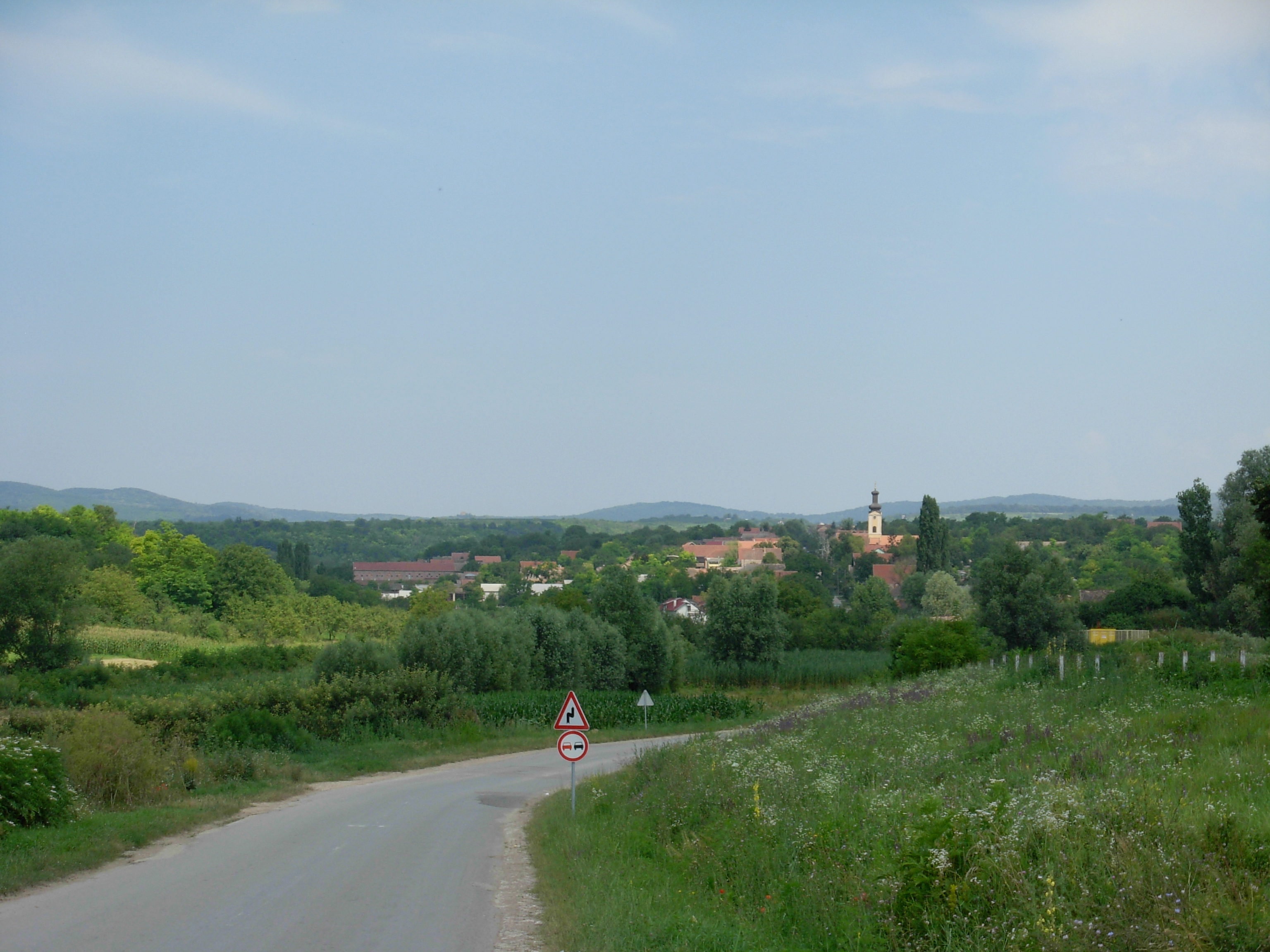
Vue du village de Rivica

De nombreux villages sont situés dans le massif et sur ses pentes. Plusieurs de ces villages sont rattachés à la municipalité de Šid, comme Berkasovo (1 115 hab.), Bikić Do (269 hab.), Bingula (732 hab.), Ljuba (446 hab.), Molovin (195 hab.), Privina Glava (186 hab.), Sot (679 hab.), Gibarac (989 hab.) et Kukujevci (1 955 hab.) ; le village le plus peuplé de ce secteur est celui d'Erdevik, qui comptait 2 736 habitants en 2011. D'autres villages dépendent de la municipalité de Sremska Mitrovica comme Bešenovački Prnjavor (83 hab.), Bešenovo (841 hab.), Veliki Radinci (1 426 hab.), Grgurevci (1 129 hab.), Divoš (1 361 hab.), Ležimir (699 hab.), Stara Bingula (161 hab.), Šišatovac (211 hab.), Čalma (1 431 hab.), Šuljam (630 hab.) et Manđelos (1 319 hab.). Plusieurs villages se trouvent dans la municipalité d'Irig, comme Velika Remeta (44 hab.), Vrdnik (3 092 hab.), Grgeteg (76 hab.), Jazak (960 hab.), Krušedol Prnjavor (234 hab.), Krušedol Selo (340 hab.), Mala Remeta (130 hab.), Neradin (475 hab.), Rivica (620 hab.) et Šatrinci (373 hab.). Les villages de Beška (5 783 hab.), Jarkovci (593 hab.), Krčedin (2 429 hab.), Maradik (2 095 hab.), Slankamenački Vinogradi (253 hab.), Stari Slankamen (543 hab.) et Čortanovci (2 337 hab.) sont situés dans la municipalité d'Inđija. Les villages de Dobrinci (1 549 hab.), Voganj (1 506 hab.), Donji Petrovci (924 hab.), Žarkovac (904 hab.), Kraljevci (1 056 hab.), Mali Radinci (541 hab.), Pavlovci (393 hab.), Putinci (2 745 hab.) et Stejanovci (918 hab.) se trouvent dans la municipalité de Ruma.
Les villages de Banoštor (743 hab.), Grabovo (100 hab.), Rakovac (2 248 hab.), Sviloš (291 hab.), Lug (709 hab.), Susek (996 hab.) et Čerević (2800 hab.) sont situés sur les pentes septentrionales de la Fruška gora et sur le territoire de Beočin. Neštin (794 hab.) et Vizić (270 hab.) se trouvent dans la municipalité de Bačka Palanka. Dans la municipalité de Petrovaradin et sur le territoire de la ville de Novi Sad se trouvent la ville de Sremska Kamenica (12 273 hab.) et les villages de Bukovac (3 936 hab.), Ledinci (1 912 hab.) et Stari Ledinci (934 hab.).

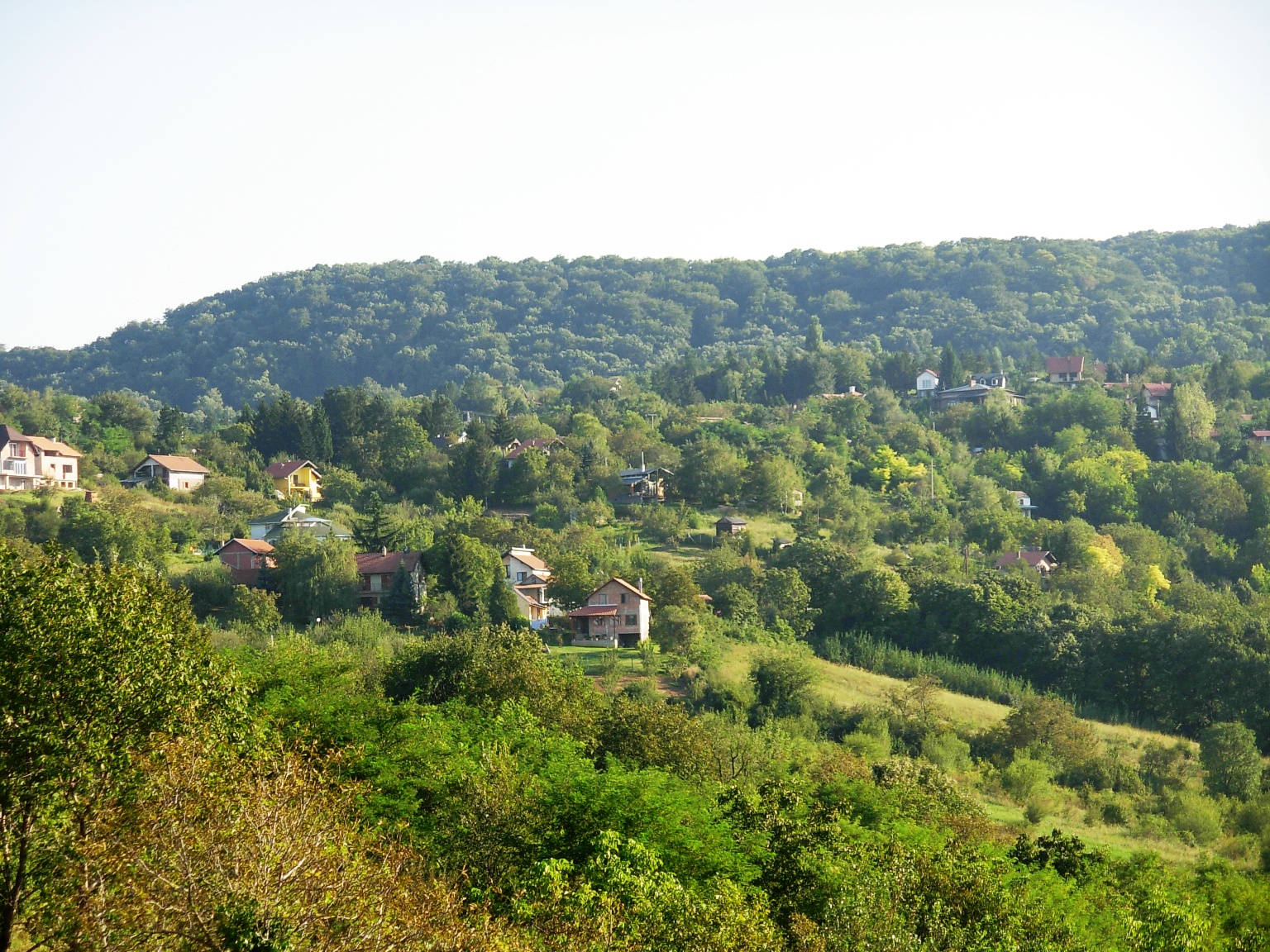
Popovica, un quartier de Sremska Kamenica

## Population
| №   | Emblème | Municipalité/Ville | District          | Superficie (km2) | Population en 2002 | Population en 2011 |
| --- | ------- | ------------------ | ----------------- | ---------------- | ------------------ | ------------------ |
| 17  |         | Beočin             | Bačka méridionale | 186              | 16 086             | 15 726             |
|     |         | Petrovaradin       | Bačka méridionale | 27,2             |                    | 33 865             |
| 58  |         | Irig               | Syrmie (Srem)     | 230              | 12 329             | 10 866             |
| 57  |         | Inđija             | Syrmie (Srem)     | 384              | 49 609             | 47 433             |
| 121 |         | Ruma               | Syrmie (Srem)     | 582              | 60 006             | 54 339             |
| 131 |         | Sremski Karlovci   | Bačka méridionale | 51               | 8 839              | 8 750              |
| 148 |         | Šid                | Syrmie (Srem)     | 687              | 38 973             | 34 188             |
|     |         | Sremska Mitrovica  | Syrmie (Srem)     | 762              | 85 902             | 79 940             |

## Architecture

### Monastères

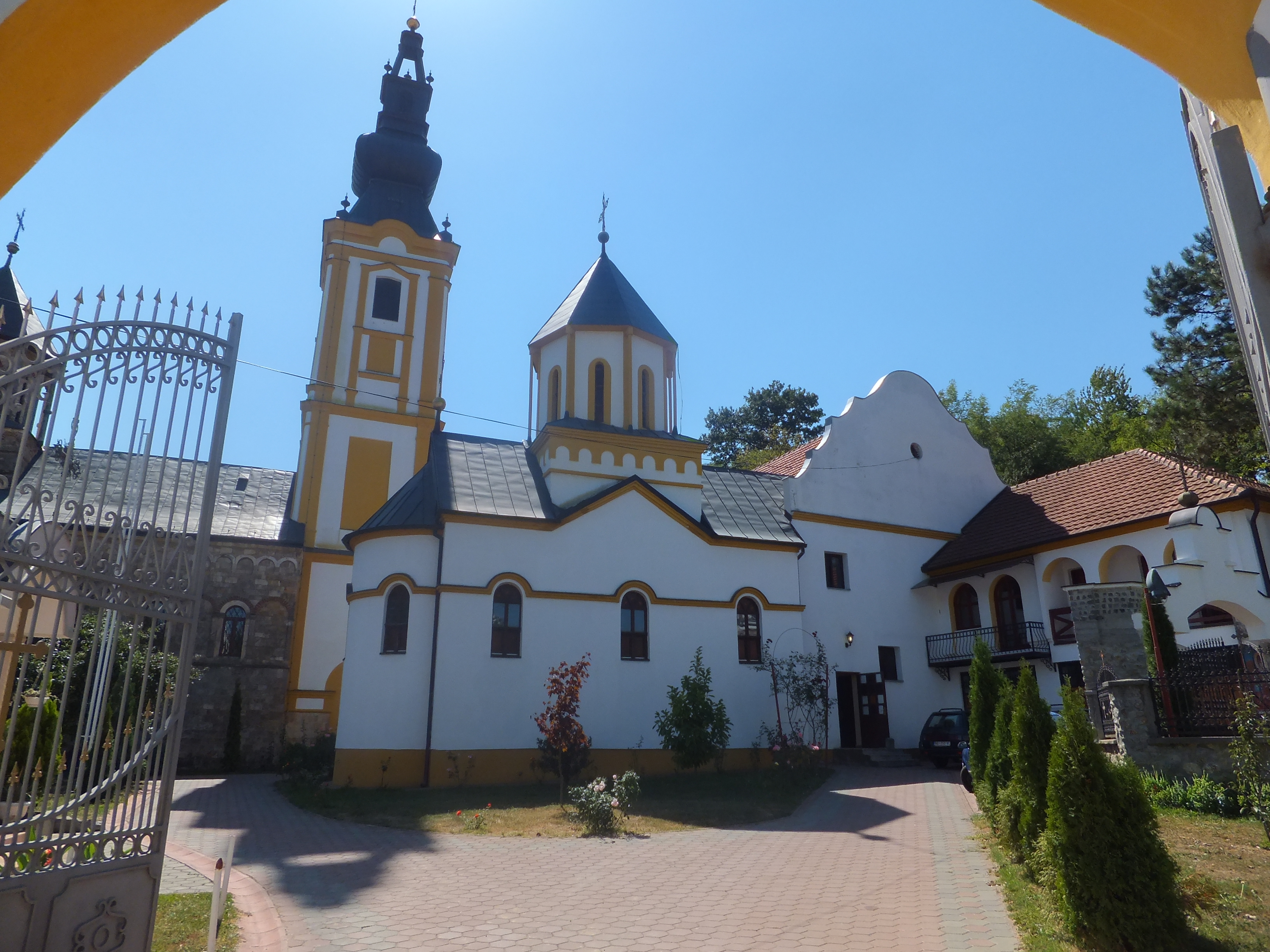
Le monastère de Privina Glava

Au cours de l'histoire, le massif de la Fruška gora a abrité jusqu'à 35 monastères orthodoxes serbes, construits du XVe au XVIIIe siècle. Quinze d'entre eux subsistent encore aujourd'hui, concentrés dans un secteur qui forme une bande de 50 kilomètres de long et de 10 kilomètres de large. Tous ces monastères relèvent de l'éparchie de Syrmie, une subdivision de l'Église orthodoxe de Serbie et sont inscrits sur la liste des monuments culturels d'importance exceptionnelle de la république de Serbie,.

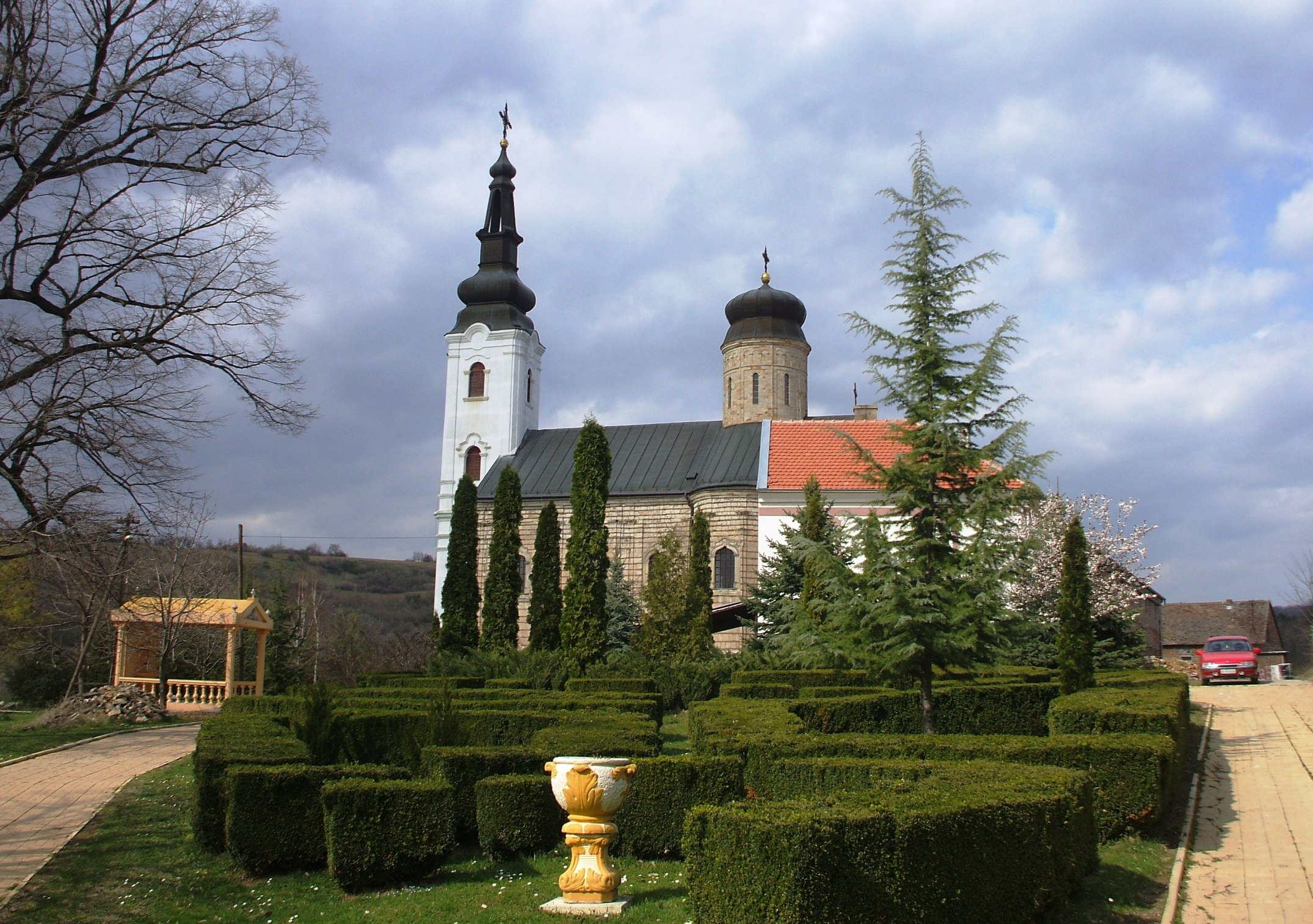
Le monastère de Šišatovac

D'ouest en est, le premier de ces monastères est celui de Privina Glava qui, selon la légende aurait été fondé au XIIIe siècle par un certain Priva ; en revanche, il est mentionné pour la première dans un defter (recensement) ottoman en 1566-1567. Le monastère de Divša, situé entre les villages de Vizić et Divoš, a sans doute été fondé par le despote serbe Jovan Branković à la fin du XVe siècle ; il est mentionné pour la première fois dans des documents turcs de la seconde moitié du XVIe siècle. Le monastère de Kuveždin se trouve près de Divoš ; la tradition attribue sa fondation à Stefan Štiljanović qui fut despote de Serbie de 1537 à 1540 mais la première mention avérée de cet établissement religieux remonte à 1566-1569. Selon la tradition, le monastère de Petkovica, à Ležimir, a été fondé par Jelena, la veuve de Stefan Štiljanović ; les archives attestent de son existence en 1566-1567. La fondation du monastère de Šišatovac est attribuée à des moines réfugiés du monastère de Žiča ; son existence est attestée au milieu du XVIe siècle ; il est associé au souvenir de l'archimandrite Lukijan Mušicki (1777-1837), auteur du Miroir de la harpe de Šišatovac : après l'échec du Premier soulèvement serbe contre les Ottomans, en 1813, ce haut dignitaire de l'Église orthodoxe serbe, qui était en même temps un linguiste, dirigea le monastère et y reçut Vuk Stefanović Karadžić, le grand réformateur de la langue serbe.

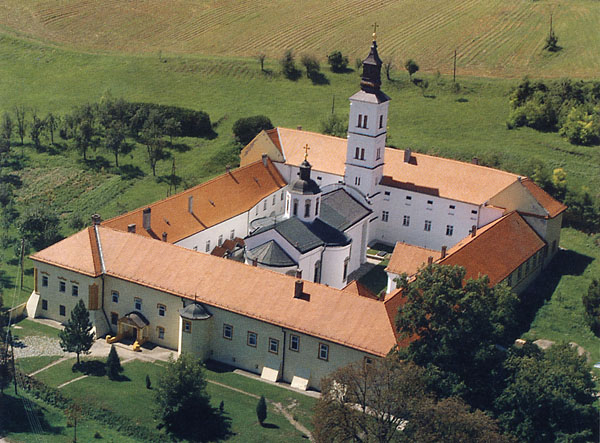
Le monastère de Krušedol

La tradition attribue la fondation du monastère de Mala Remeta au roi serbe Stefan Dragutin ; il est mentionné pour la première fois au milieu du XVIe siècle. La date de fondation du monastère de Beočin n'est pas connue ; l'établissement est mentionné pour la première fois dans le defter turc de 1566-1567. Selon un document daté de 1704, le monastère de Rakovac a été fondé par un certain Raka, courtisan du despote Jovan Branković ; le document précise qu'il a fondé le monastère en 1498 ; les archives attestent de son existence en 1545-1546. Le monastère de Jazak a été fondé en 1736. Le monastère de Vrdnik-Ravanica a été fondé à une date inconnue ; les archives indiquent que l'église a été construite au temps du patriarche Serafim, dans la seconde moitié du XVIe siècle. Selon la tradition, le monastère de Staro Hopovo a été fondé par l'évêque Maksim, qui fut despote de Serbie de 1486 à 1496 sous le nom de Đorđe Branković ; les archives attestent de son existence en 1545-1546. Le monastère de Novo Hopovo a été construit par les despotes de la dynastie des Branković ; la première mention fiable de cet établissement monastique date de 1641. Le monastère de Grgeteg aurait été fondé par le despote Vuk Grgurević en 1471 ; son existence est attestée pour la première fois en 1545-1546 ; le konak du monastère date du XVIIIe siècle et l'église abrite une iconostase peinte par Uroš Predić en 1902. La tradition attache la fondation du monastère de Velika Remeta au roi Stefan Dragutin ; les documents historiques attestent de son existence pour la première fois en 1562. Le monastère de Krušedol a été fondé entre 1509 et 1516, par l'évêque Maksim et par sa mère Angelina ; les despotes serbes Stefan Lazarević et Đurađ Branković, ainsi que deux patriarches de l'Église orthodoxe de Serbie, ont été enterrés à Krušedol.

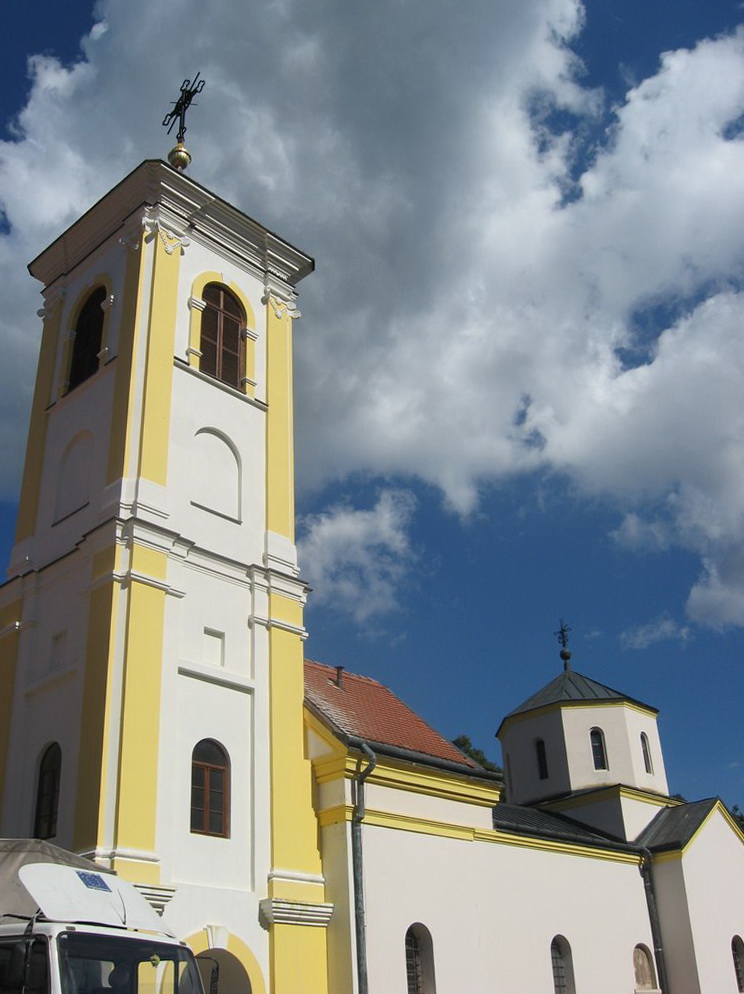
Le monastère de Divša
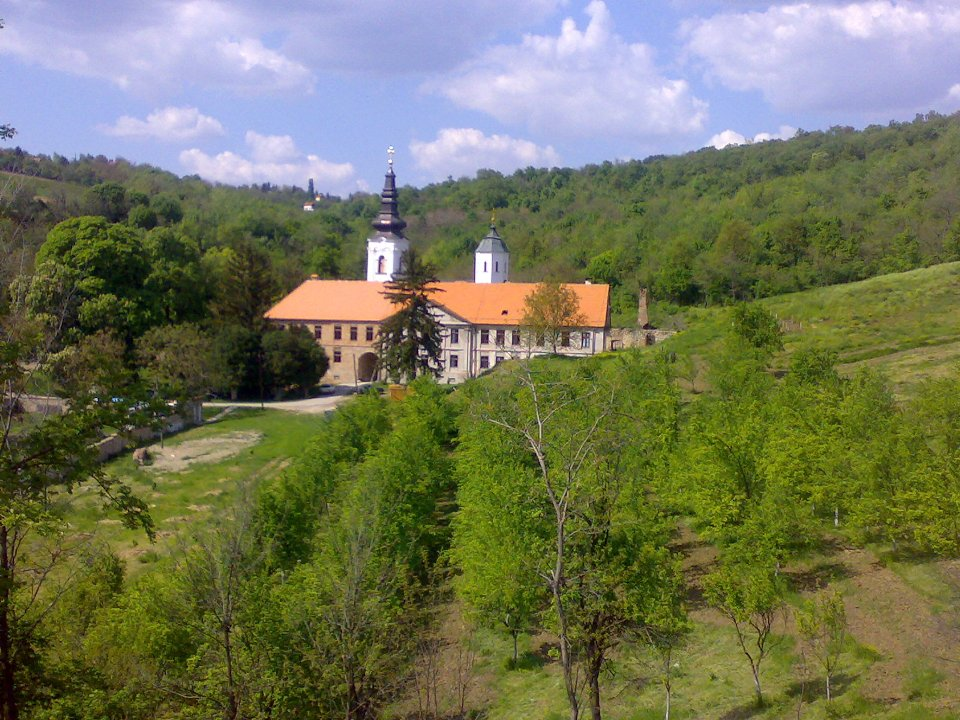
Le monastère de Kuveždin
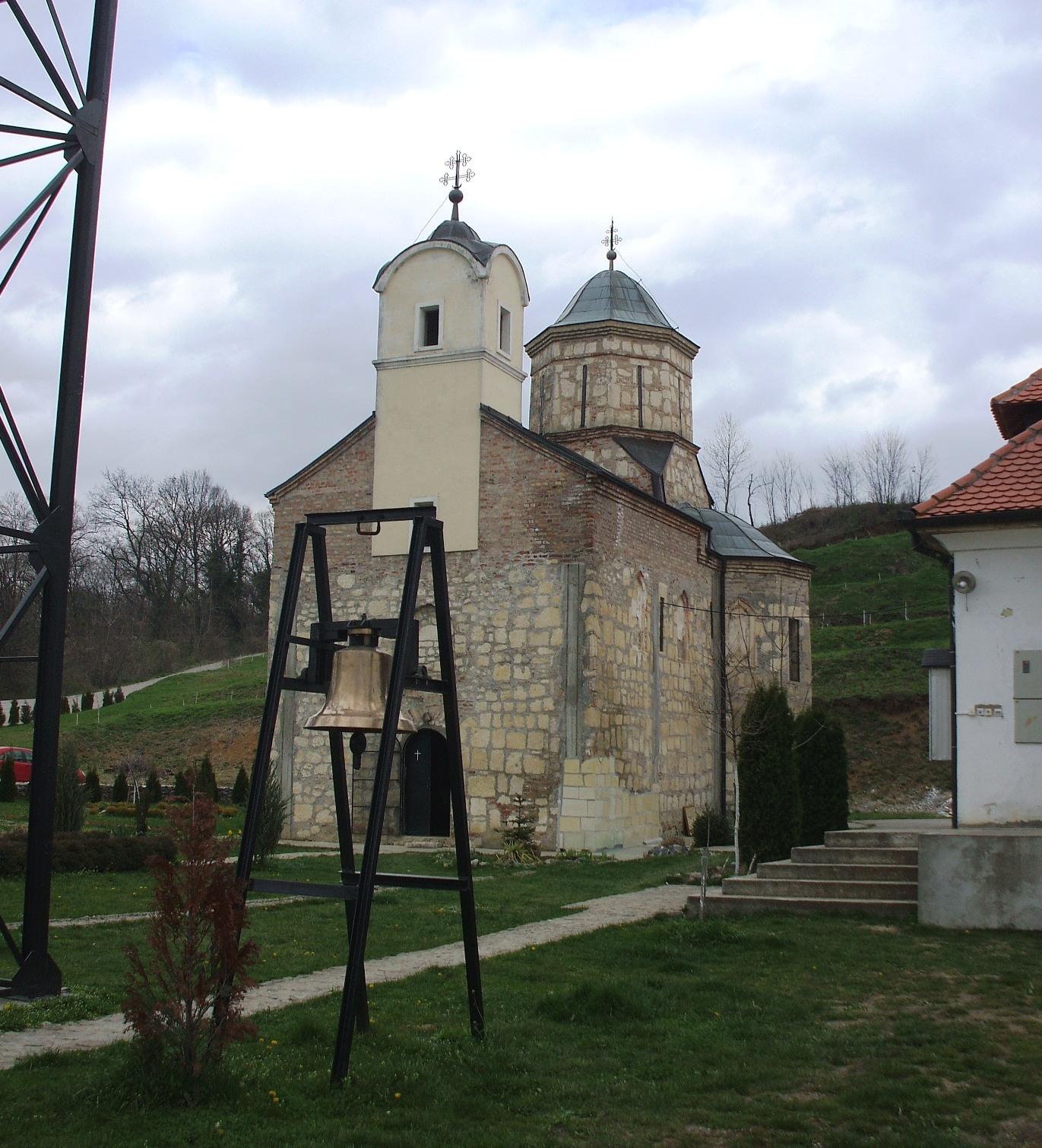
Le monastère de Petkovica
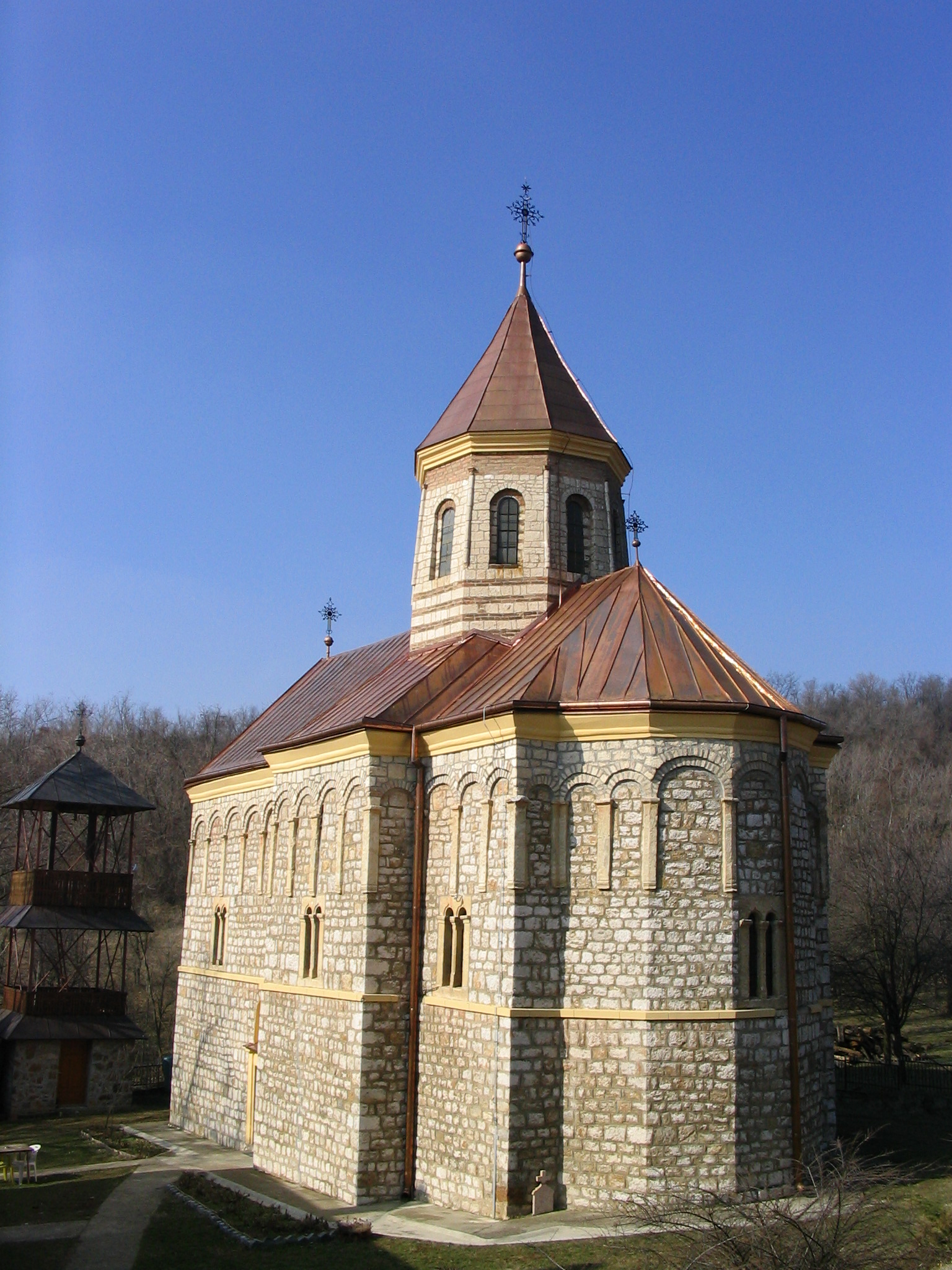
Le monastère de Mala Remeta
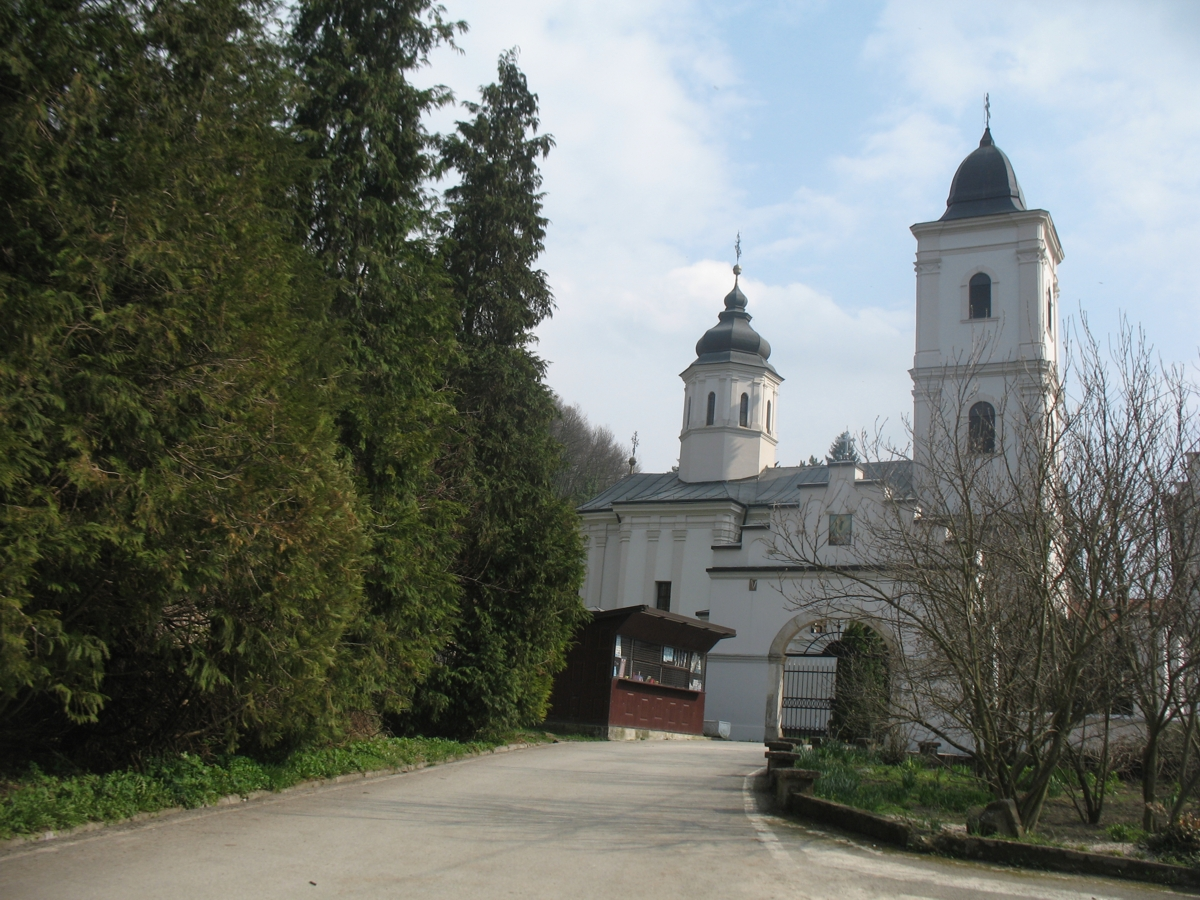
Le monastère de Beočin
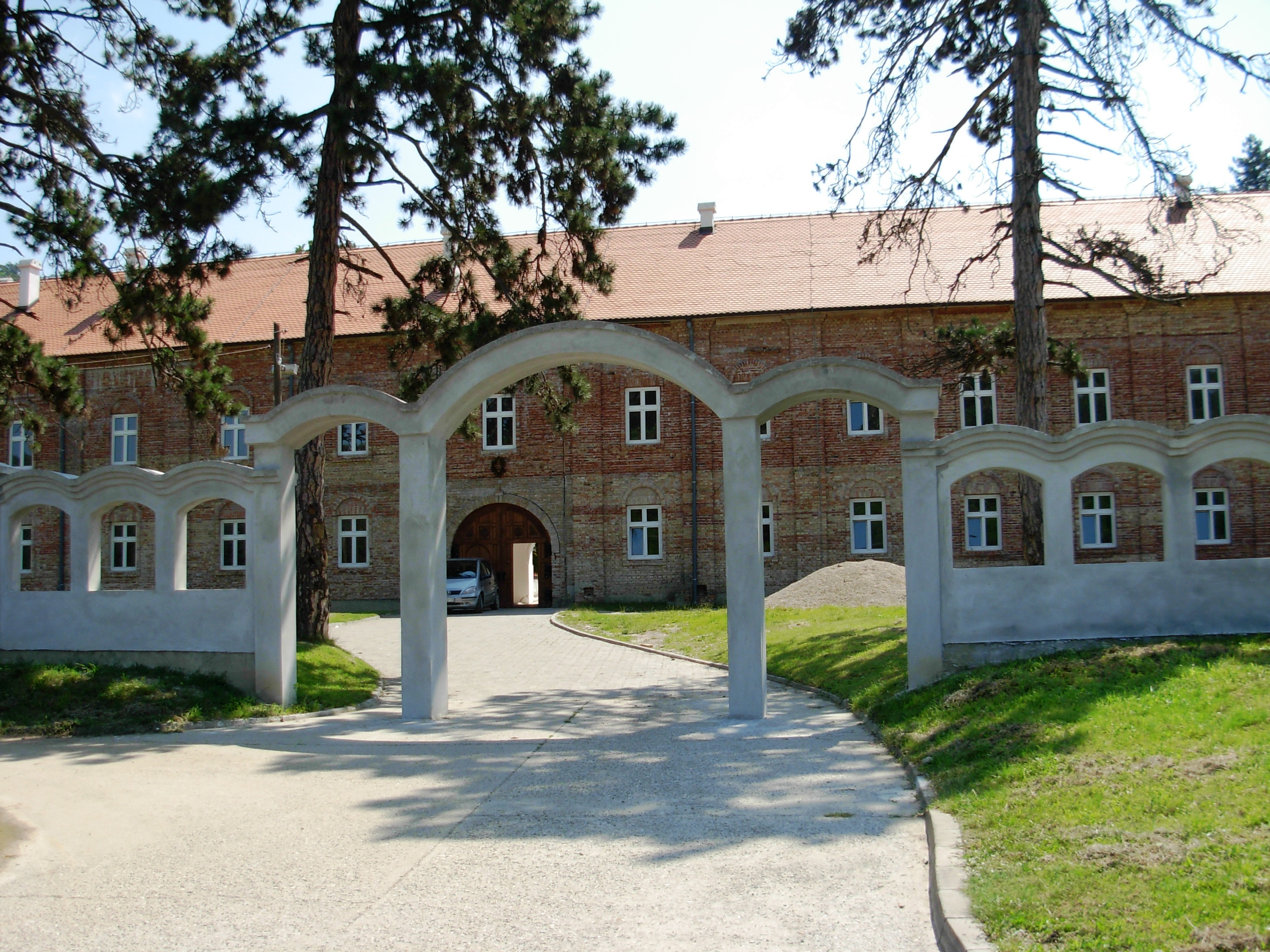
Le konak du monastère de Rakovac
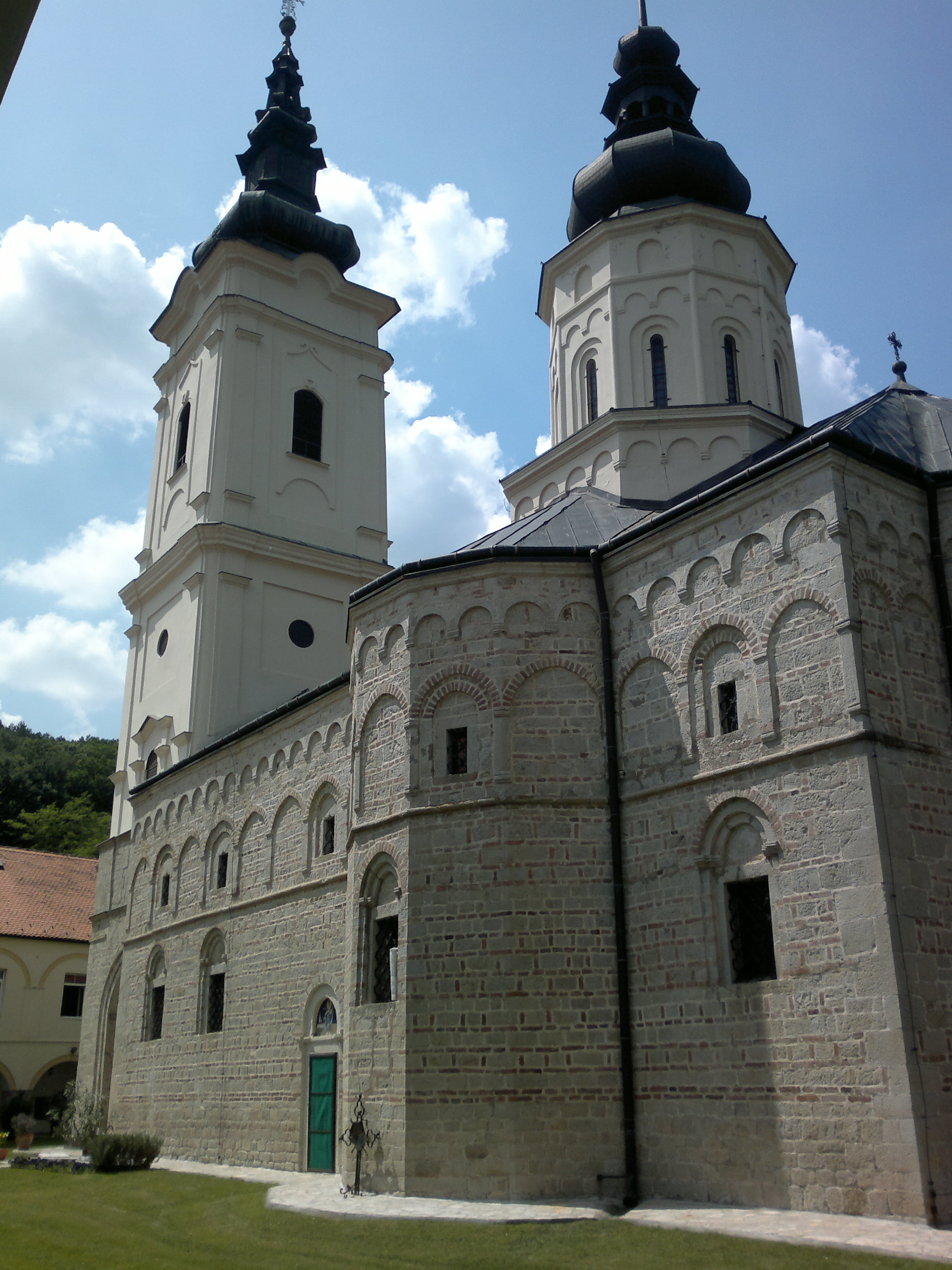
Le monastère de Jazak
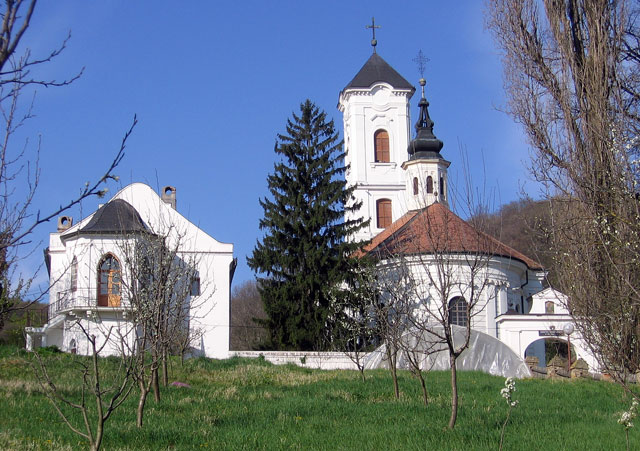
Le monastère de Vrdnik-Ravanica
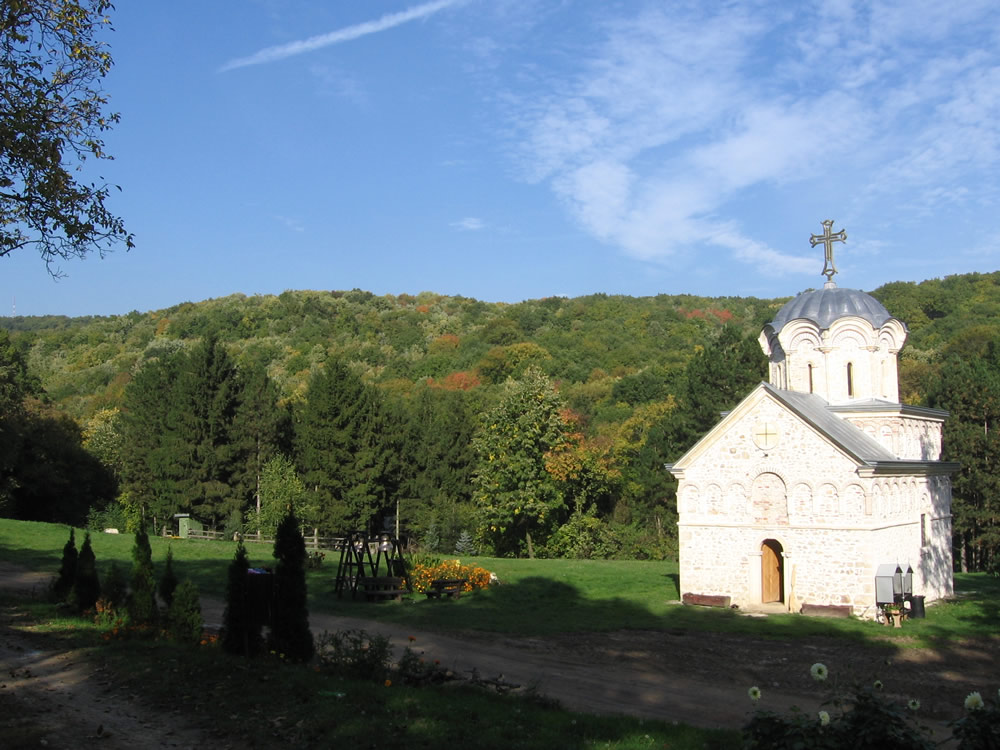
Le monastère de Staro Hopovo
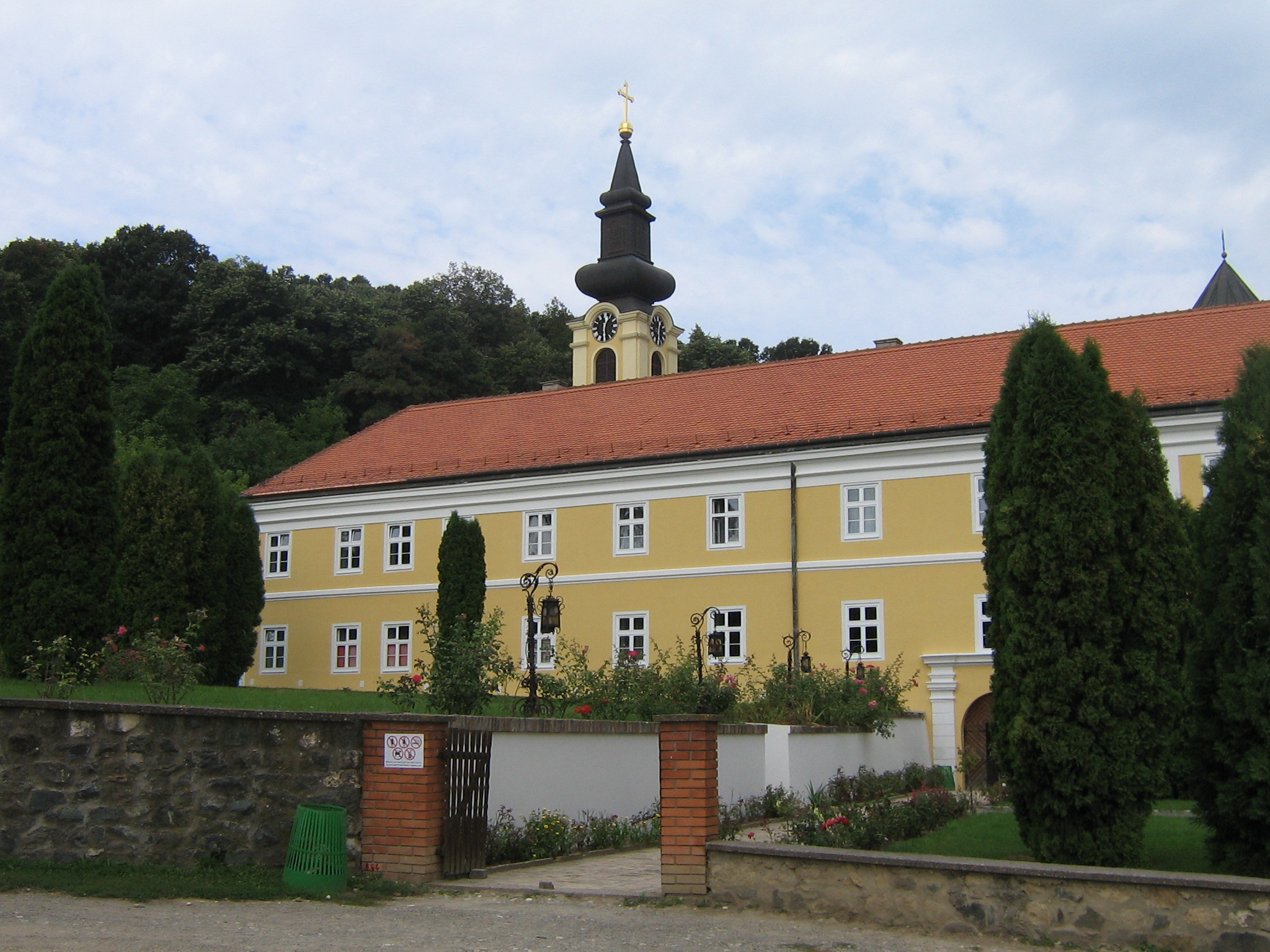
Le monastère de Novo Hopovo
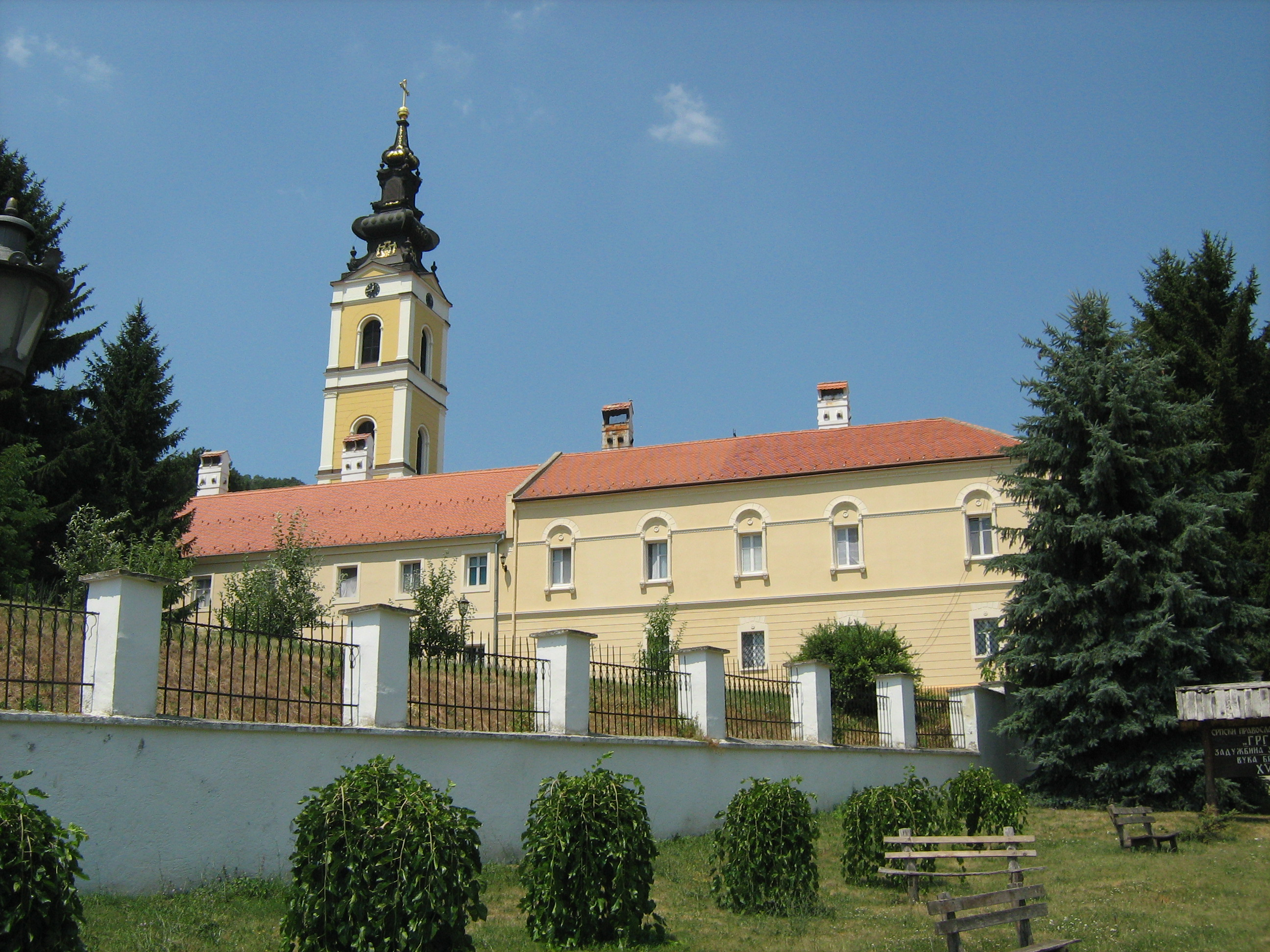
Le monastère de Grgeteg
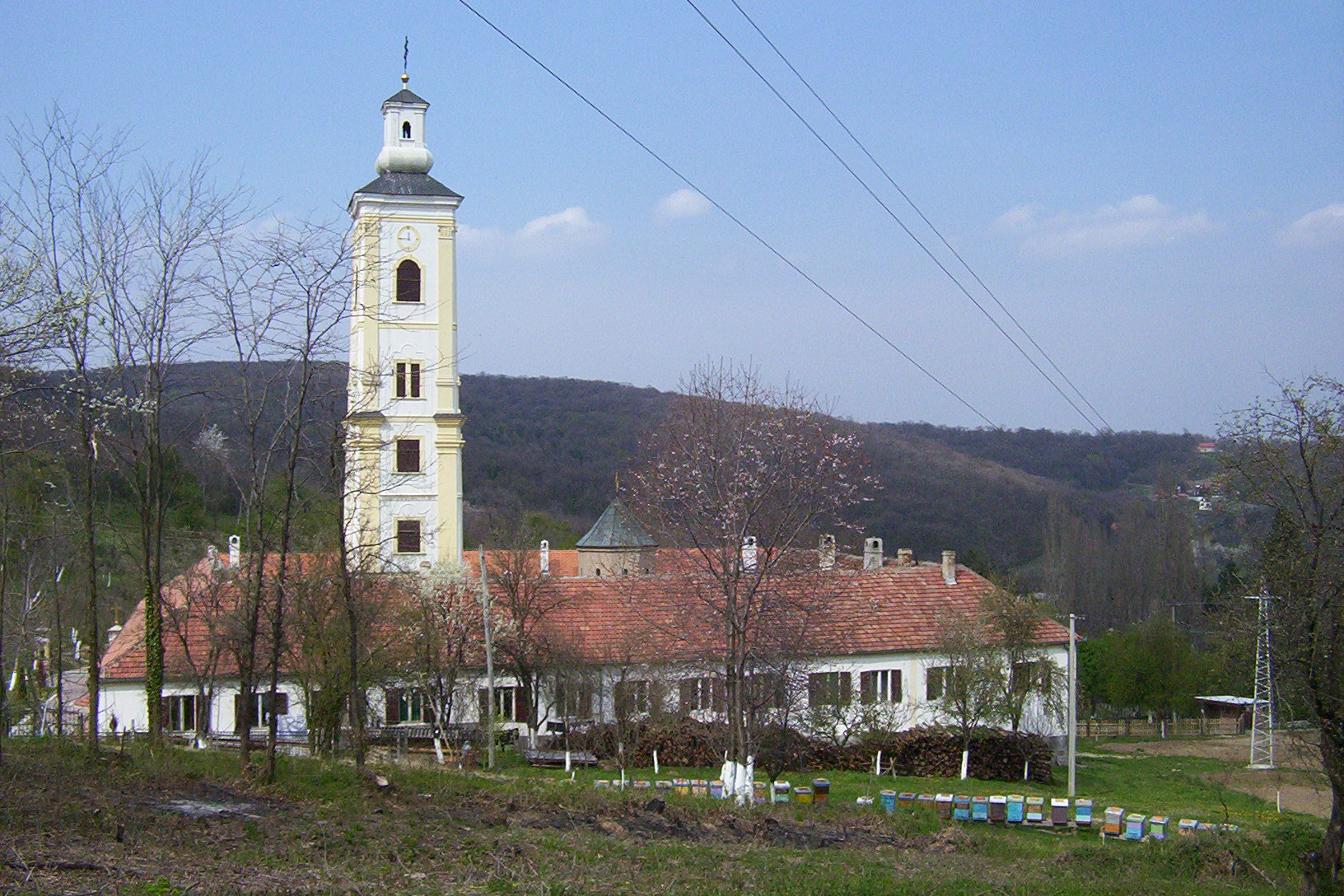
Le monastère de Velika Remeta

Le massif de la Fruška gora compte un seizième monastère, répertorié sur les listes du patrimoine, celui de Bešenovo ; selon la tradition, il a été fondé par le roi serbe Stefan Dragutin à la fin du XIIIe siècle mais il est mentionné pour la première en 1545 ; il a été pillé et détruit pendant la Seconde Guerre mondiale.

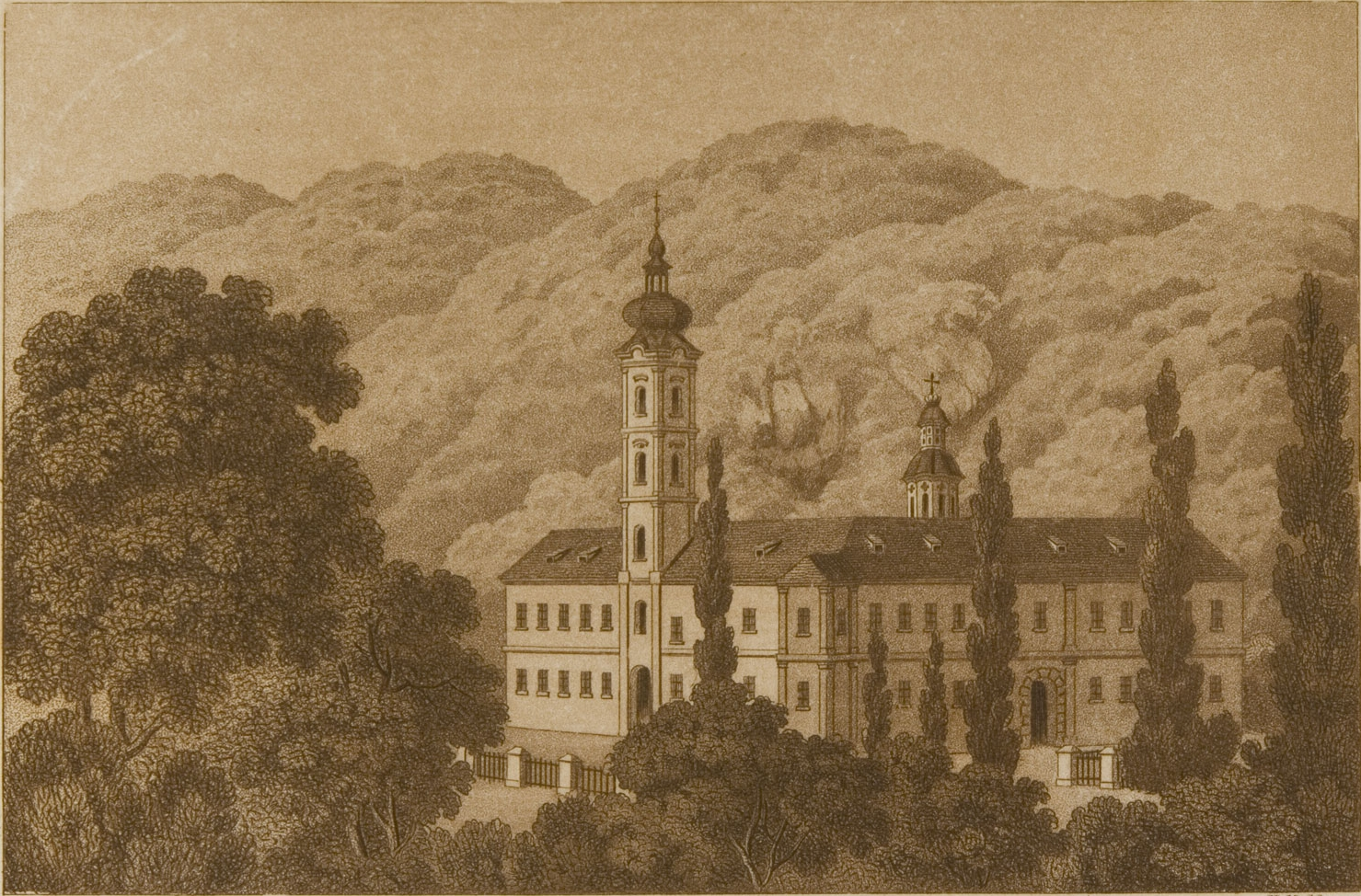
Le monastère de Bešenovo, gravure de 1861

### Monuments culturels

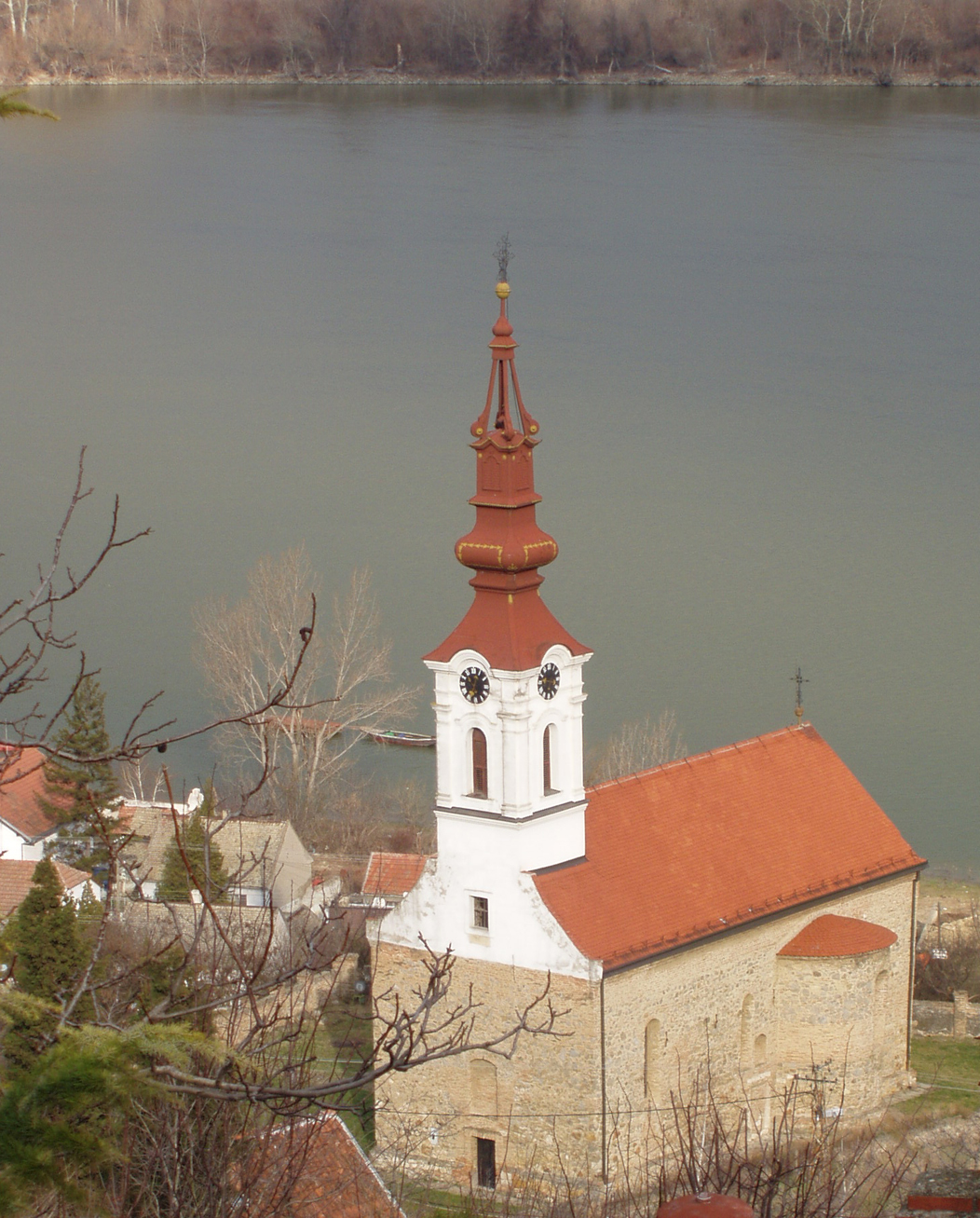
L'église Saint-Nicolas de Stari Slankamen

En plus de ses monastères, la Fruška gora abrite de nombreux monuments culturels officiellement inscrits au patrimoine de la Serbie, qui figurent presque tous parmi les monuments exceptionnels et les monuments de grande importance du pays.
Parmi les églises les plus anciennes du massif figure l'église Saint-Nicolas de Stari Slankamen, qui, selon la tradition, a été construite en 1468 par le despote serbe Vuk Grgurević ; son iconostase est décorée de fresques du XVIIIe siècle ; en raison de son importance, elle est inscrite sur la liste des monuments culturels « d'importance exceptionnelle ». L'église de la Présentation-du-Christ-au-Temple de Krušedol, construite entre 1512 et 1516, est elle aussi inscrite sur cette liste. Le massif et ses pentes abritent de nombreuses églises remontant au XVIIIe siècle.

#### Municipalité de Petrovaradin
La forteresse de Petrovaradin constitue l'un des bâtiments les plus intéressants de la ville ; pour l'essentiel, elle a été construite entre 1692 et 1780 sur des plans de Vauban ; elle est inscrite sur la liste des entités spatiales historico-culturelles de grande importance de la république de Serbie.
À Bukovac, l'église de l'Ascension date de 1794 ; les peintures de l'iconostase ont été réalisées par Stefan Gavrilović, un peintre baroque serbe tardif, en 1812 et 1813. Stari Ledinci conserve notamment un ensemble de fontaines turques du XVIIIe siècle,.

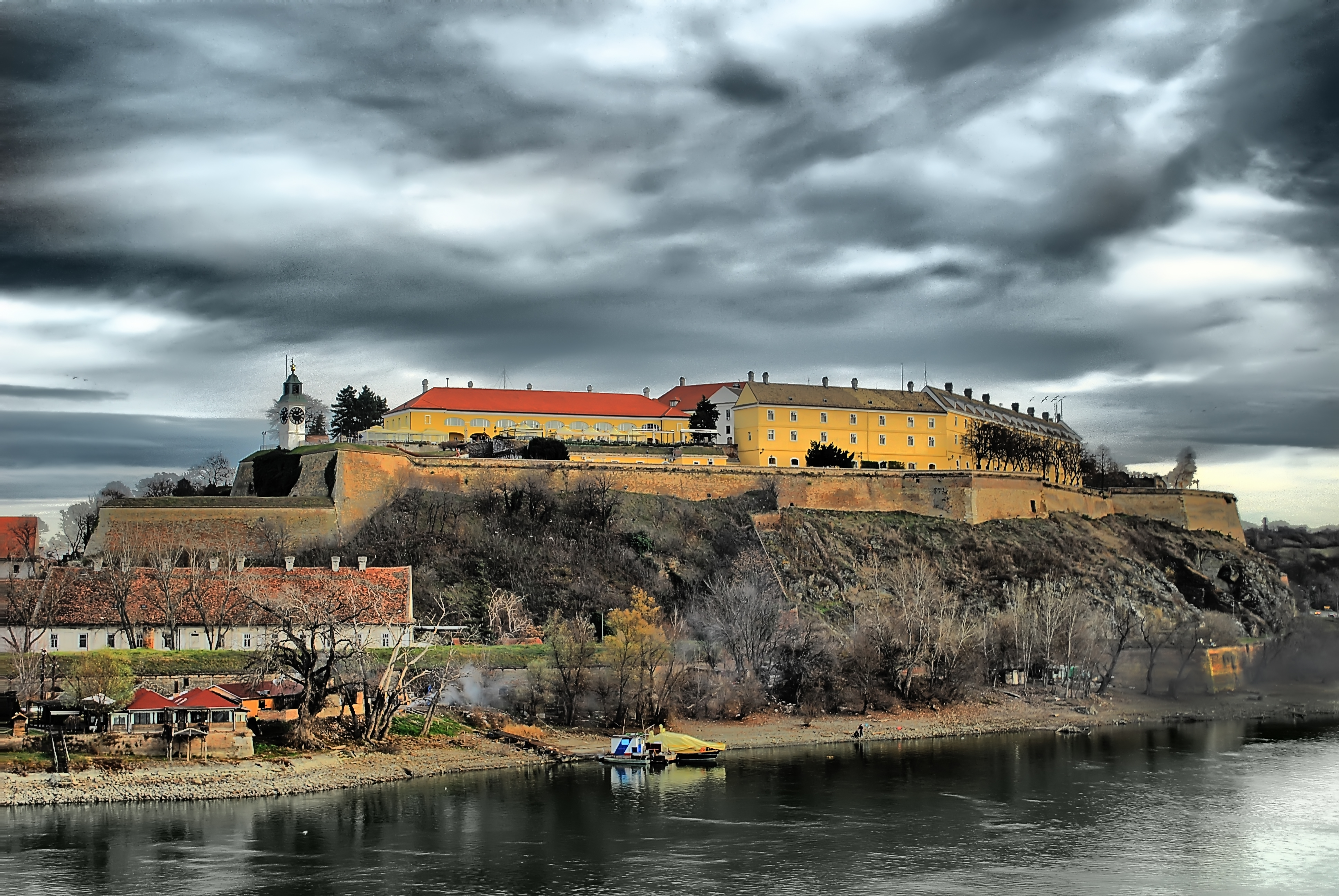
La forteresse de Petrovaradin
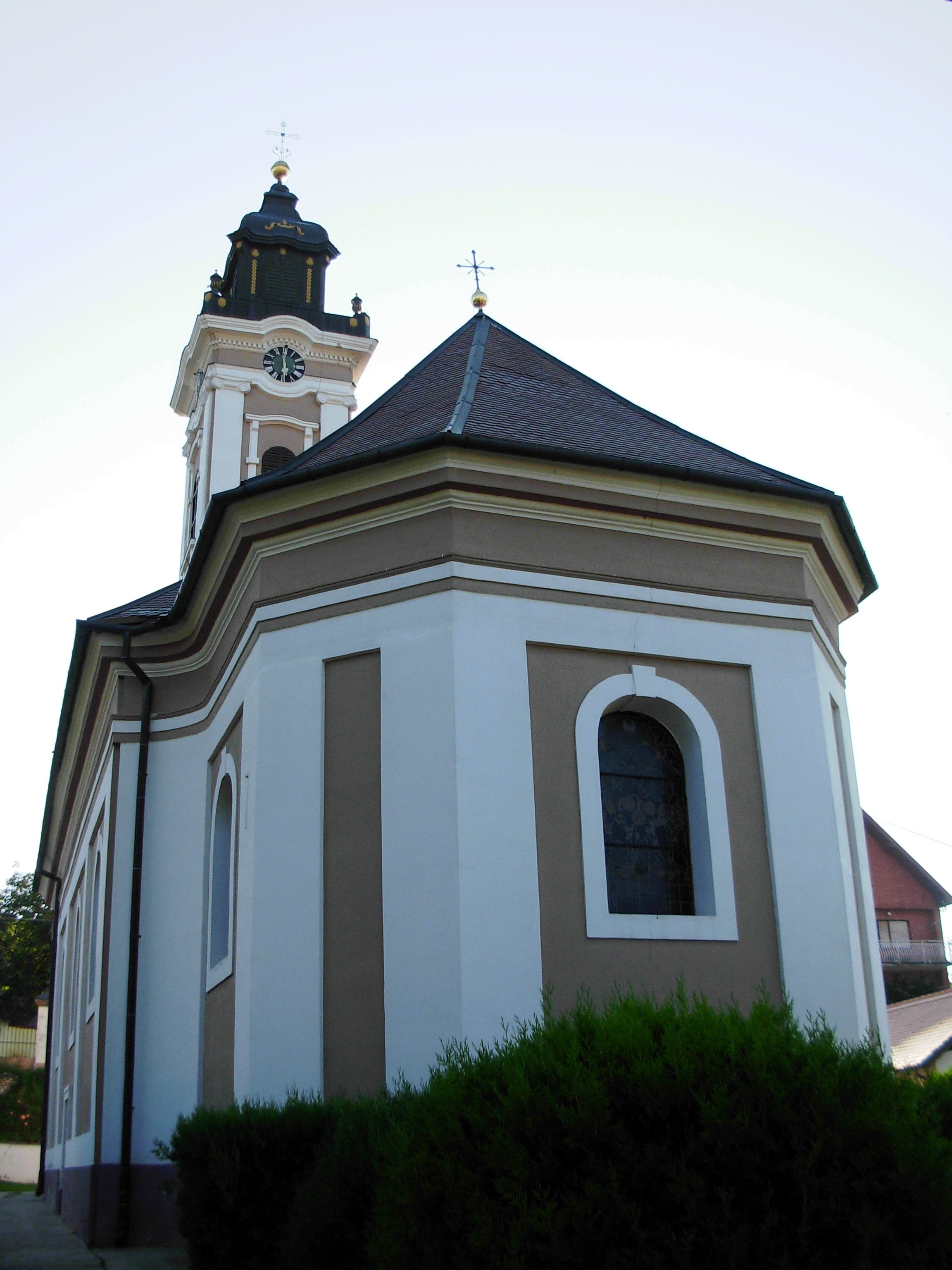
L'église de l'Ascension de Bukovac
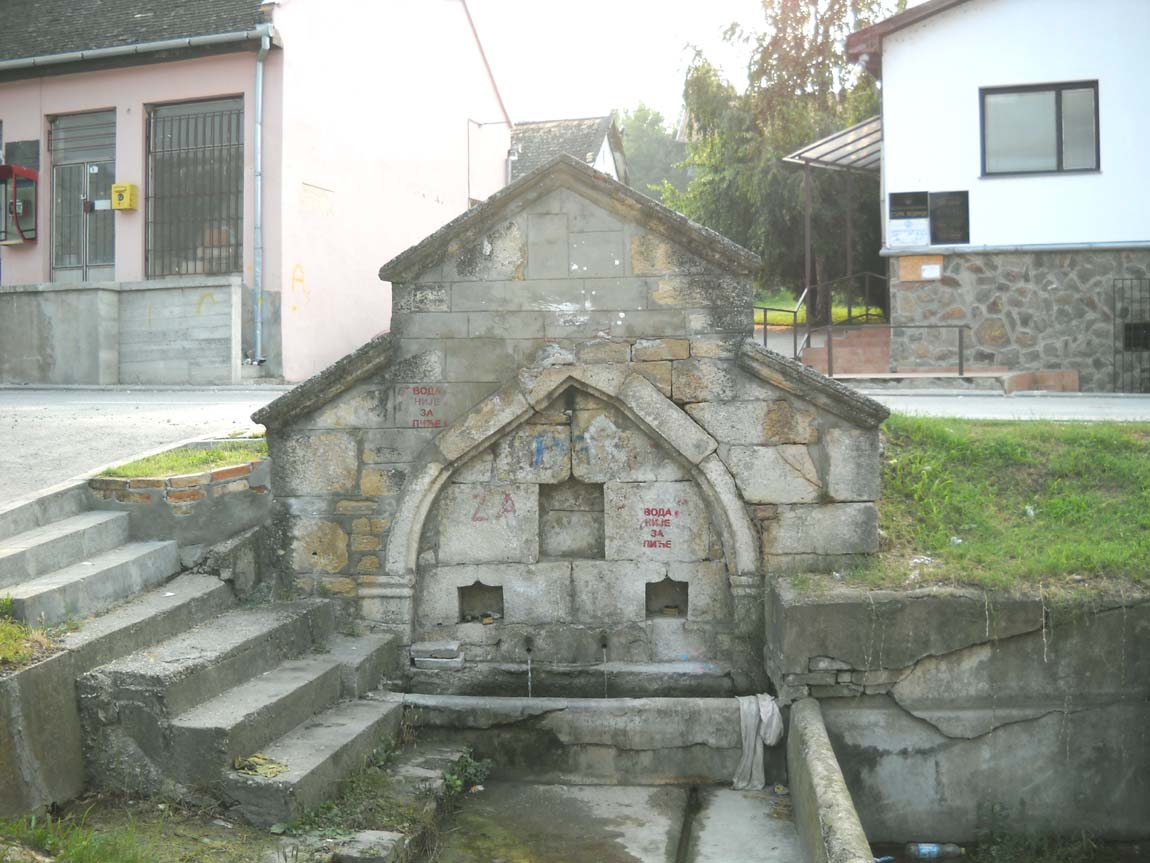
Une fontaine turque à Stari Ledinci

#### Municipalité de Bačka Palanka
Neštin conserve plusieurs monuments classés, dont une maison rurale caractéristique des maisons villageoises (en serbe : seoska kuća) de la Syrmie au XVIIIe siècle ; ses murs sont constitués de colombages en acacia et le toit, particulièrement pentu, forme de grands pignons et est recouvert de chaume ; la maison possède une grande galerie en bois, rythmée par des piliers, courant sur une des façades sur jardin et le long de la façade sur rue ; en raison de sa valeur patrimoniale, elle est inscrite sur la liste des monuments culturels exceptionnels du pays. Le village abrite aussi un moulin remontant à la première moitié du XIXe siècle et l'église Saint-Côme-et-Saint-Damien, construite en 1793.

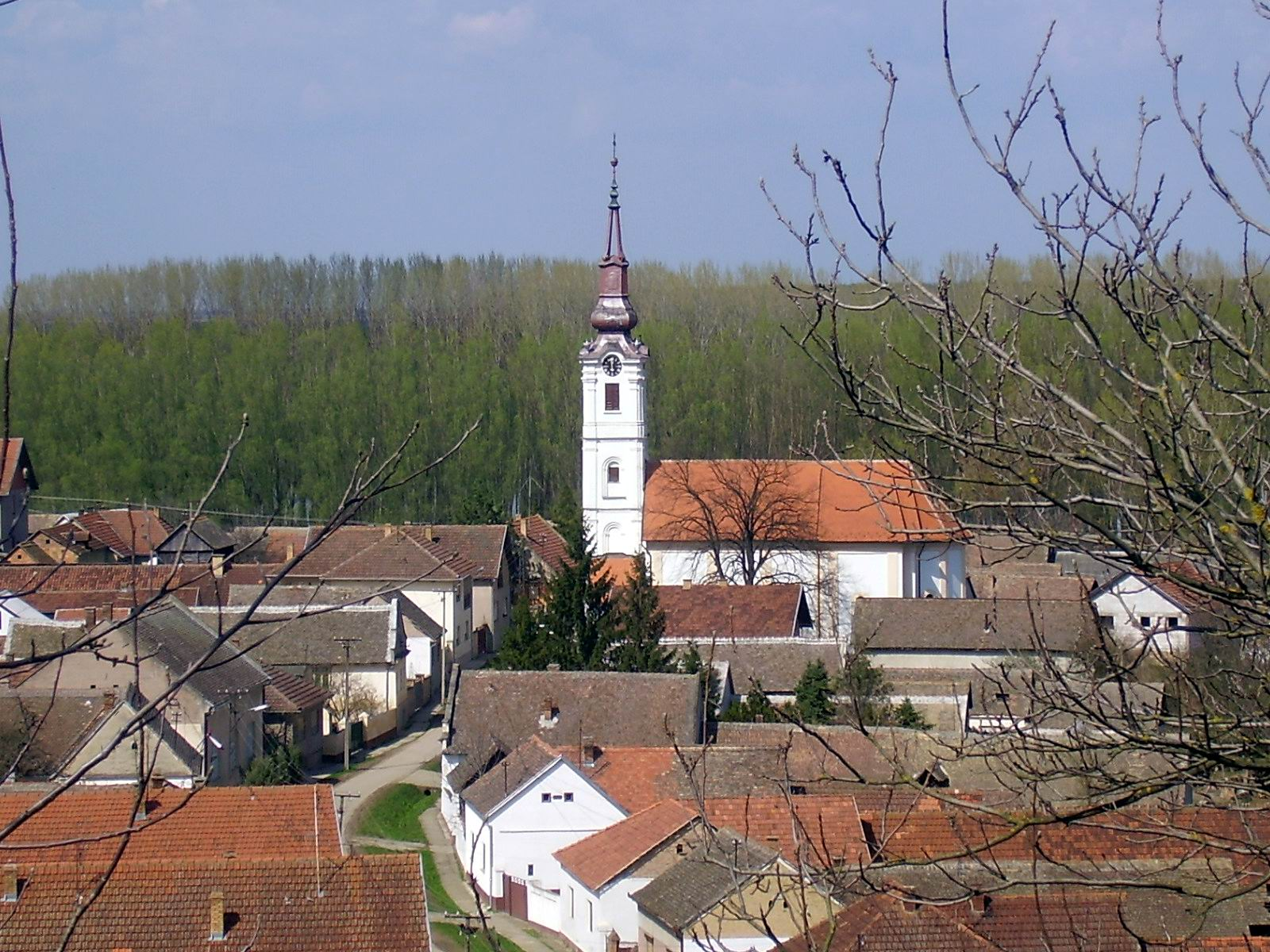
L'église Saint-Côme-et-Saint-Damien de Neštin

#### Municipalité de Beočin
L'église de la Transfiguration, à Beočin, a été bâtie dans la seconde moitié du XVIIIe siècle dans un style baroque caractéristique de la Frontière militaire autrichienne ; elle abrite une iconostase réalisée en 1791 par le sculpteur Aksentije Marković, originaire de Novi Sad, avec des icônes peintes par Stefan Gavrilović en 1802 ; Gavrilović est également l'auteur d'une partie des fresques. La ville conserve une maison rurale remontant à la première moitié du XVIIIe siècle.
À Čerević se trouve l'église Saint-Sava, construite au début du XVIIIe siècle ; dans ce même village, l'église catholique Saint-Joseph de Čerević date de 1776 ; elle abrite notamment une icône représentant une Crucifixion par Arsa Teodorović et une icône de la Sainte Trinité par Konstantin Pantelić, œuvres peintes respectivement en 1817 et 1835 ; ce programme iconographique témoigne de la tolérance religieuse prévalant dans la Syrmie du XIXe siècle, les Catholiques n'hésitant pas à recourir à des artistes orthodoxes serbes pour décorer leurs églises. L'église Saint-Georges de Banoštor a été construite dans la première moitié du XIXe siècle ; elle possède une iconostase sculptée par Maksim Lazarević en 1833 et peinte par Konstantin Pantelić en 1836. L'église Saint-Gabriel de Susek date 1770 ; elle abrite une iconostase réalisée par le peintre baroque Teodor Kračun en 1779. Le village de Sviloš conserve notamment un čardak datant de 1916.

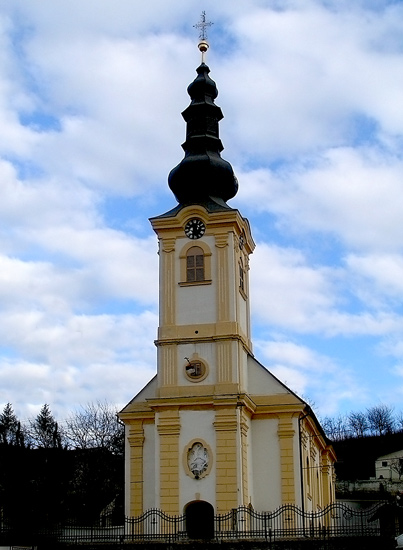
L'église de la Transfiguration à Beočin
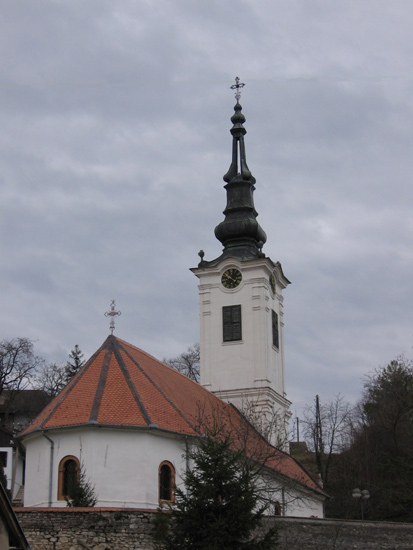
L'église Saint-Sava de Čerević
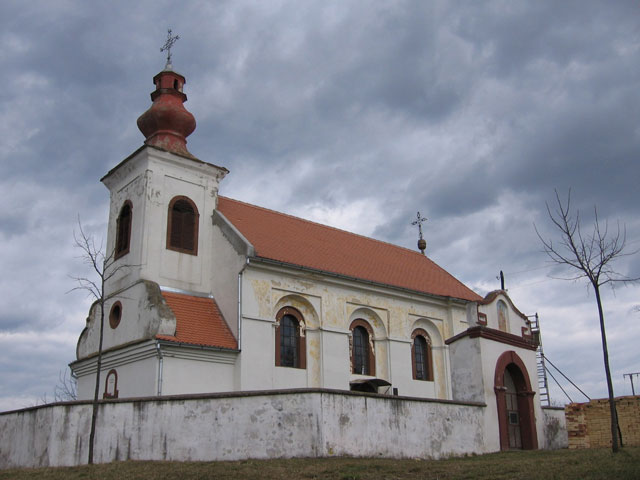
L'église Saint-Georges de Banoštor
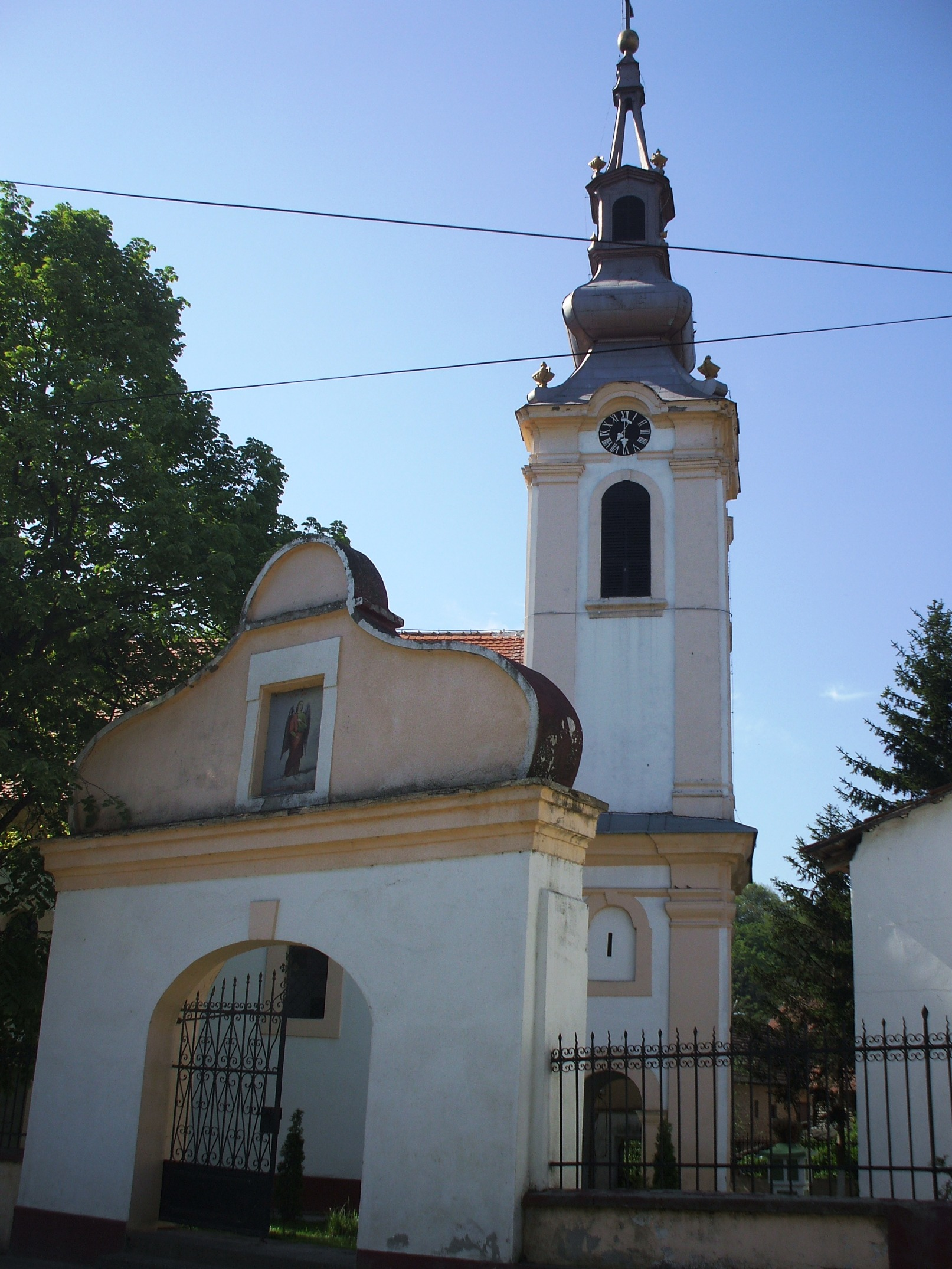
L'église Saint-Gabriel de Susek

#### Municipalité de Šid

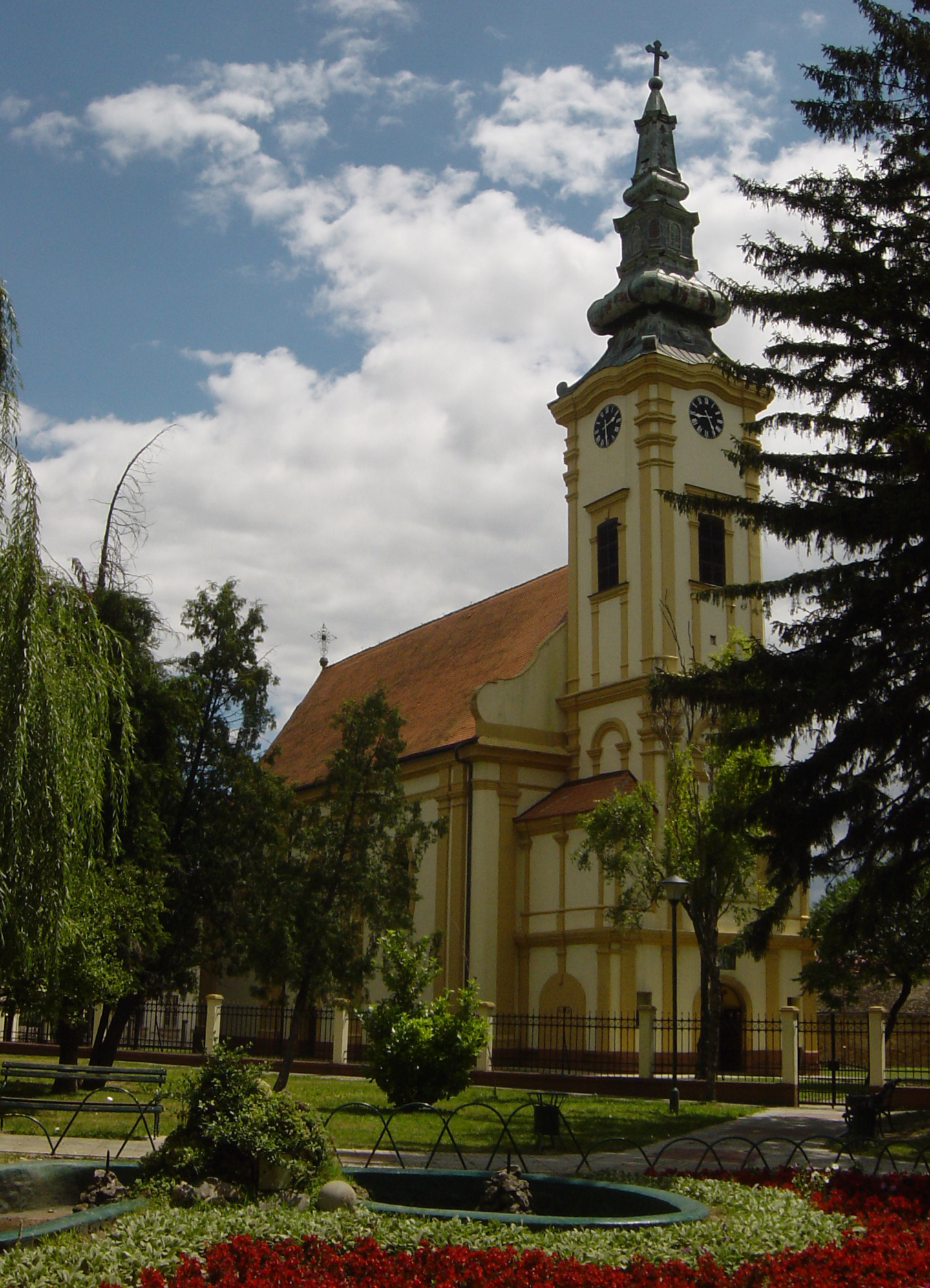
L'église Saint-Nicolas de Šid

La ville de Šid intra muros conserve plusieurs édifices classés, dont l'église Saint-Nicolas, qui remonte à la seconde moitié du XVIIIe siècle ; son iconostase, de style baroque avec des éléments rococo, date également de la seconde moitié du XVIIIe siècle ; elle a été peinte en 1787 par Grigorije Nikolić, un artiste originaire de Zemun. La ville abrite aussi le château russe, construit vers 1780, la maison de Sava Šumanović qui date de 1867, la galerie de peintures Sava Šumanović, construite à la fin du XIXe siècle, ainsi qu'un vajat remontant à la seconde moitié du XIXe siècle.
L'église catholique Sainte-Catherine de Sot a été construite en 1747. Berkasovo possède une forteresse du (XVe siècle. L'église Saint-Pierre-et-Saint-Paul du village a été construite entre 1766 et 1778. Erdevik conserve deux édifices religieux classés : l'église Saint-Nicolas (1804), qui abrite des peintures de Georgije Bakalović et Jovan Nedeljković, et l'église catholique Saint-Michel (1890). À Molovin se trouve l'église Saint-Gabriel qui date de 1801 ; en raison de sa valeur patrimoniale, elle figure sur la liste des monuments culturels « exceptionnels » de Serbie. L'église catholique Saint-Jean-Népomucène de Gibarac a été construite dans les années 1810-1820 ; le village conserve également un grenier situé 7 rue Maršala Tita et un autre grenier situé au no 42 de la même rue, tous les deux classés. L'église catholique de la Sainte-Trinité à Kukujevci a été construite en 1770.
Ljuba abrite une maison rurale qui remonte au milieu du XIXe siècle ; l'église Saint-Dimitri date de 1910.

#### Municipalité d'Irig

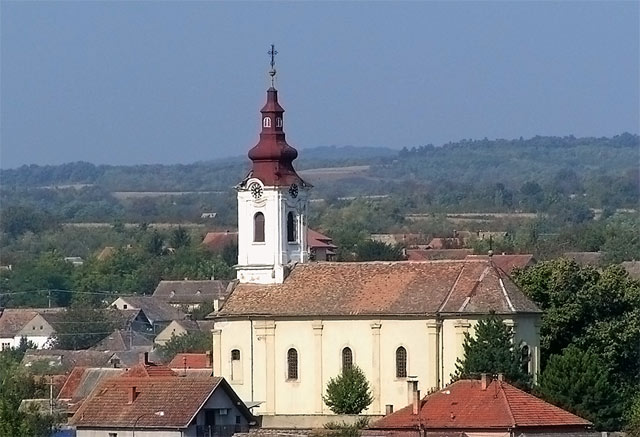
L'église de la Dormition-de-la-Mère-de-Dieu à Irig

Le centre ancien d'Irig, qui abrite des constructions allant du XVIIIe siècle au XXe siècle, est inscrit sur la liste des entités spatiales historico-culturelles de grande importance de la république de Serbie. En plus des monastères de Staro Hopovo et de Novo Hopovo, la ville abrite plusieurs monuments « de grande importance ». L'église Saint-Nicolas a été construite en 1732 ; son iconostase a été peinte par Georgije Bakalović en 1827 ; l'église de la Dormition-de-la-Mère-de-Dieu a été édifiée entre 1757 et 1760 et l'église Saint-Théodore-Tiron en 1780 ; cette dernière église conserve une iconostase due à Jakov Orfelin et la chapelle de saint Charalampe, située dans le chœur, abrite une iconostase peinte par Jovan Pantelić en 1811.
L'église Saint-Nicolas de Neradin a été édifiée en 1732 ; son iconostase a été peinte par Vasilije Ostojić. L'église Saint-Nicolas de Jazak date des années 1780 ; elle conserve une iconostase sculptée en 1790 par Aksentije Marković et peinte en 1805 par Stefan Gavrilović, ainsi qu'une icône de 1785, attribuée au peintre baroque Janko Halkozović. L'église de la Transfiguration, à Šatrinci, date de 1857. Le village de Vrdnik abrite plusieurs monuments culturels, dont une tour du XIIIe siècle ; l'église Saint-Jean-Baptiste, construite en 1777, abrite une iconostase baroque sculptée en 1814 par Marko Vujatović et peinte en 1825 par Georgije Bakalović ; elle abrite aussi une bibliothèque qui possède des ouvrages russes imprimés datant du XVIIIe siècle, et une centrale thermique au charbon construite en 1911 ; dans le village se trouve également une maison où vécut la poétesse Milica Stojadinović-Srpkinja, elle aussi classée. Le village de Rivica conserve un moulin qui date de 1800 et qui est considéré comme un monument culturel « de grande importance ».

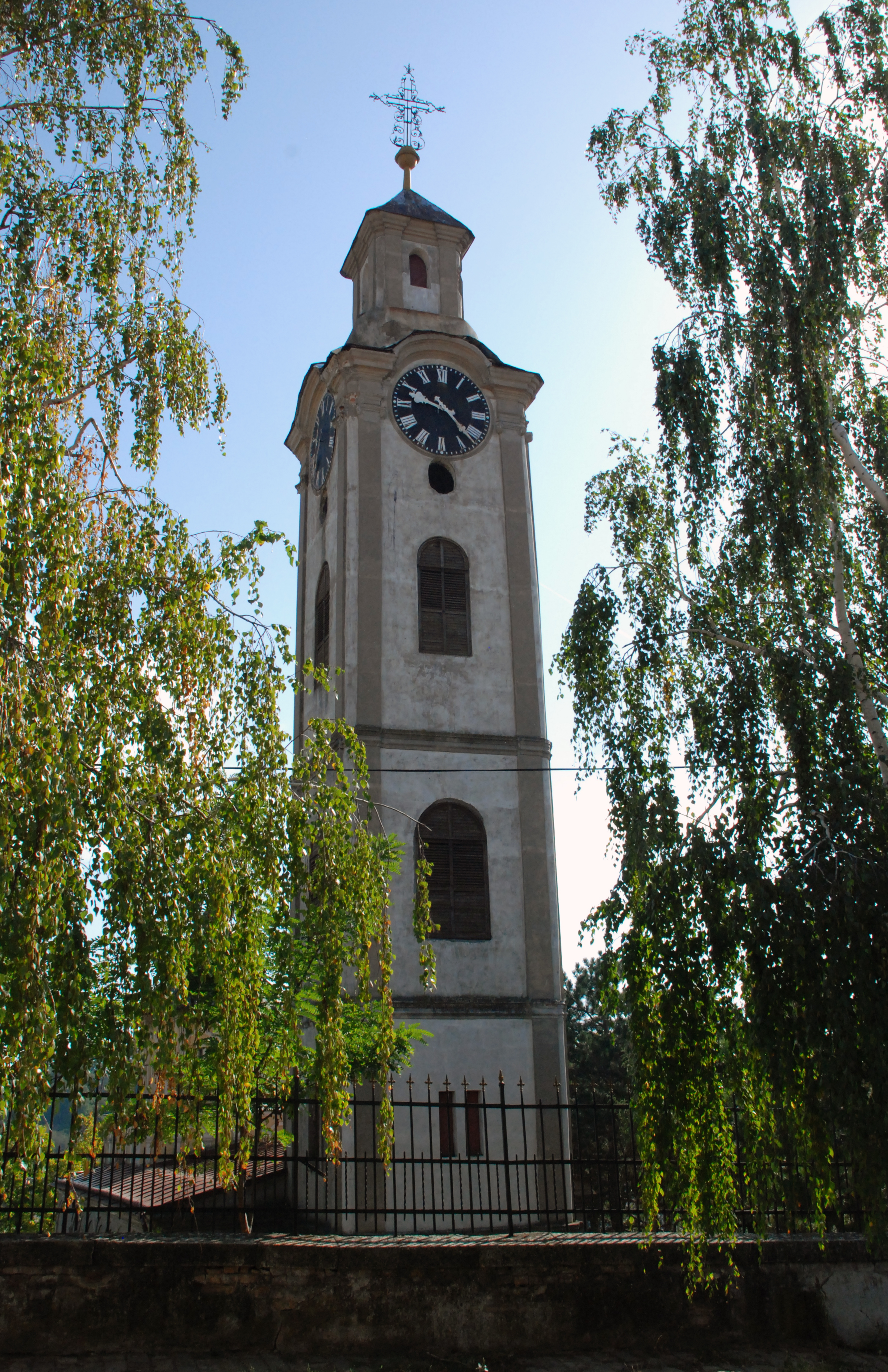
L'église Saint-Nicolas d'Irig
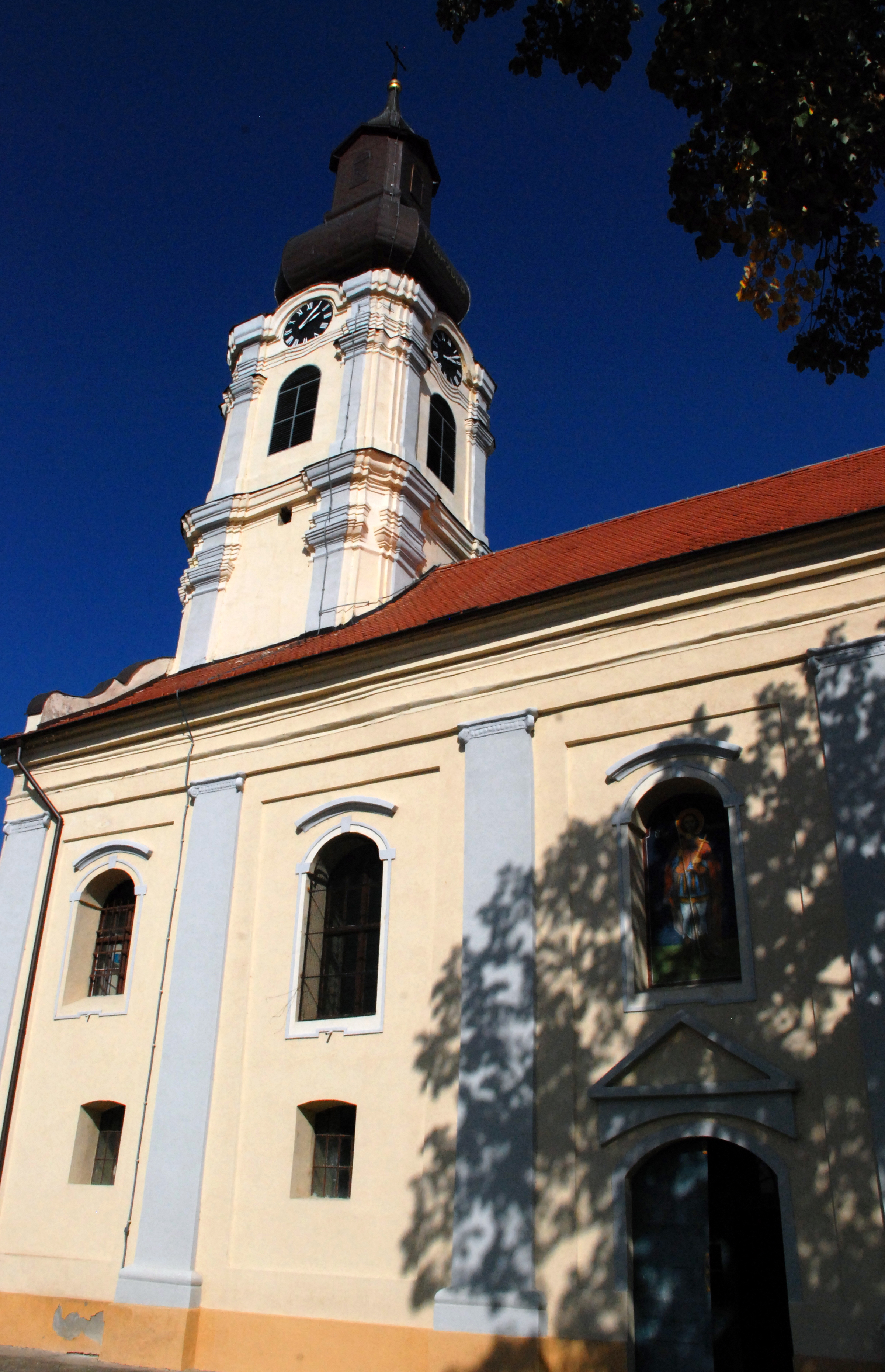
L'église Saint-Théodore-Tiron à Irig
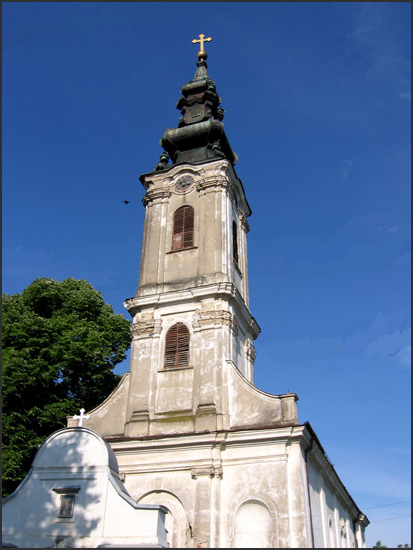
L'église Saint-Nicolas de Jazak
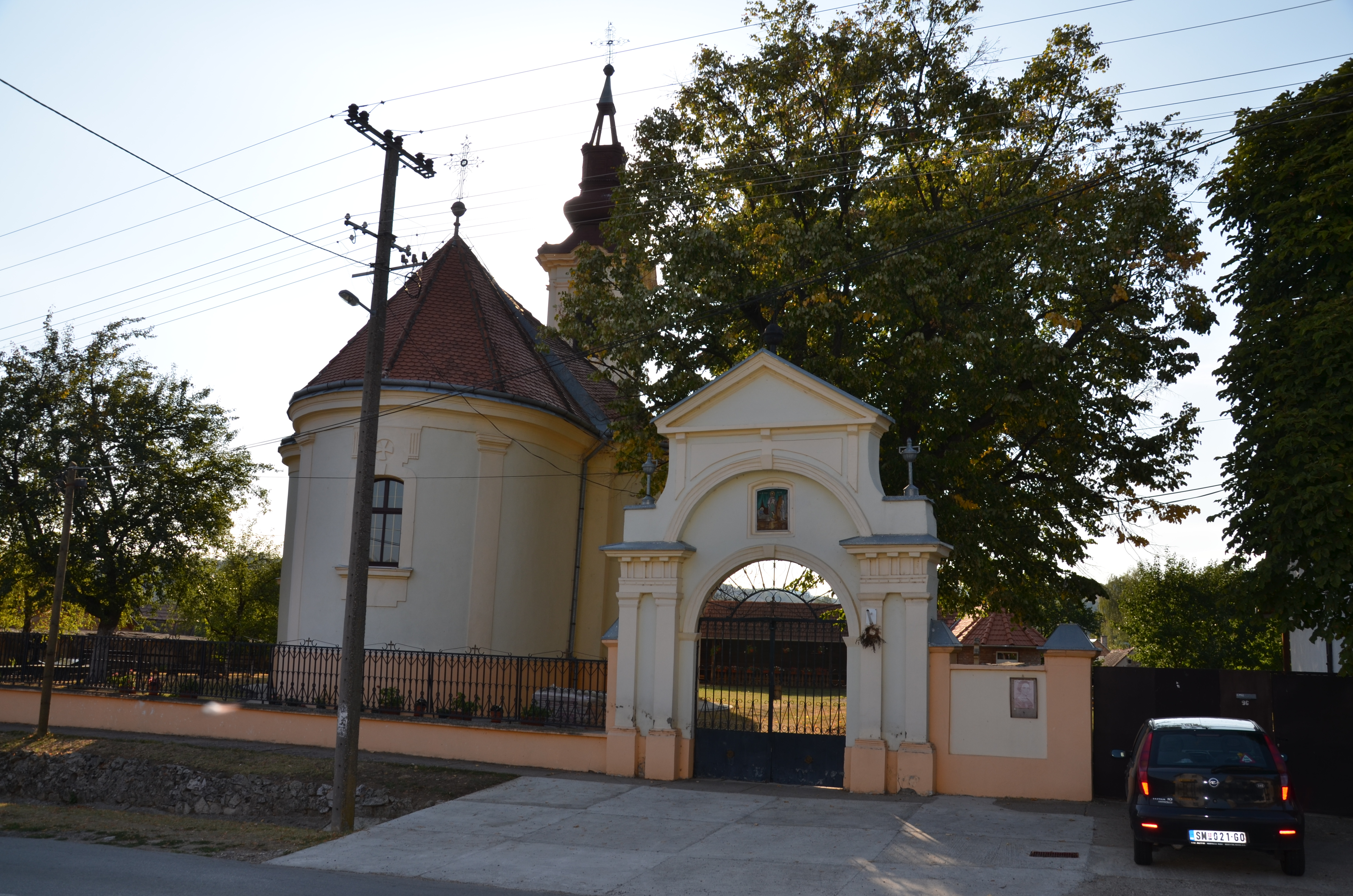
L'église Saint-Jean-Baptiste de Vrdnik

#### Ville de Sremska Mitrovica
L'église Saint-Michel de Grgurevci a été construite en 1754 ; son iconostase, qui mêle des motifs floraux et géométriques, a été sculptée entre 1803 et 1807 par Teodor Vitković et peinte par Dimitrije Dimšić en 1808. L'église Saint-Georges de Divoš a été édifiée en 1769 ; les peintures de l'iconostase ont été réalisées par Vasilije Ostojić et Grigorije Davidović-Opšić, un peintre originaire de Čalma qui était au service du patriarche Arsenije IV Jovanović-Šakabenta. Le village de Ležimir conserve deux édifices classés : l'église Saint-Georges, qui remonte à la seconde moitié du XVIIIe siècle et une maison rurale remontant à la fin du même siècle. L'église Saint-Gabriel de Veliki Radinci a été construite en 1780 ; elle abrite une iconostase peinte en 1792 par Jakov Orfelin. L'église Saint-Nicolas de Šuljam a été bâtie dans la seconde moitié du XVIIIe siècle, probablement en 1769.
L'église Saint-Georges de Manđelos a été bâtie en 1802 ; Les peintures et les dorures de l'iconostase sont dues à Georgije Bakalović et datent de 1825 ; l'église conserve aussi des iônes peintes par Grigorije Davidović-Opšić.

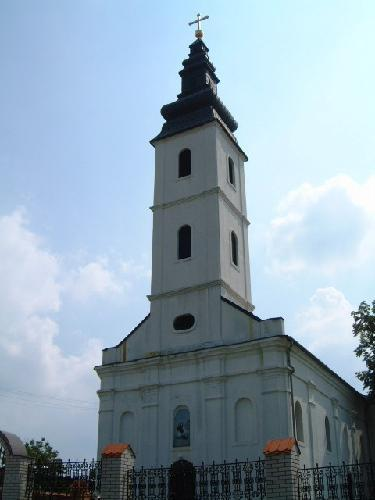
L'église Saint-Georges de Divoš
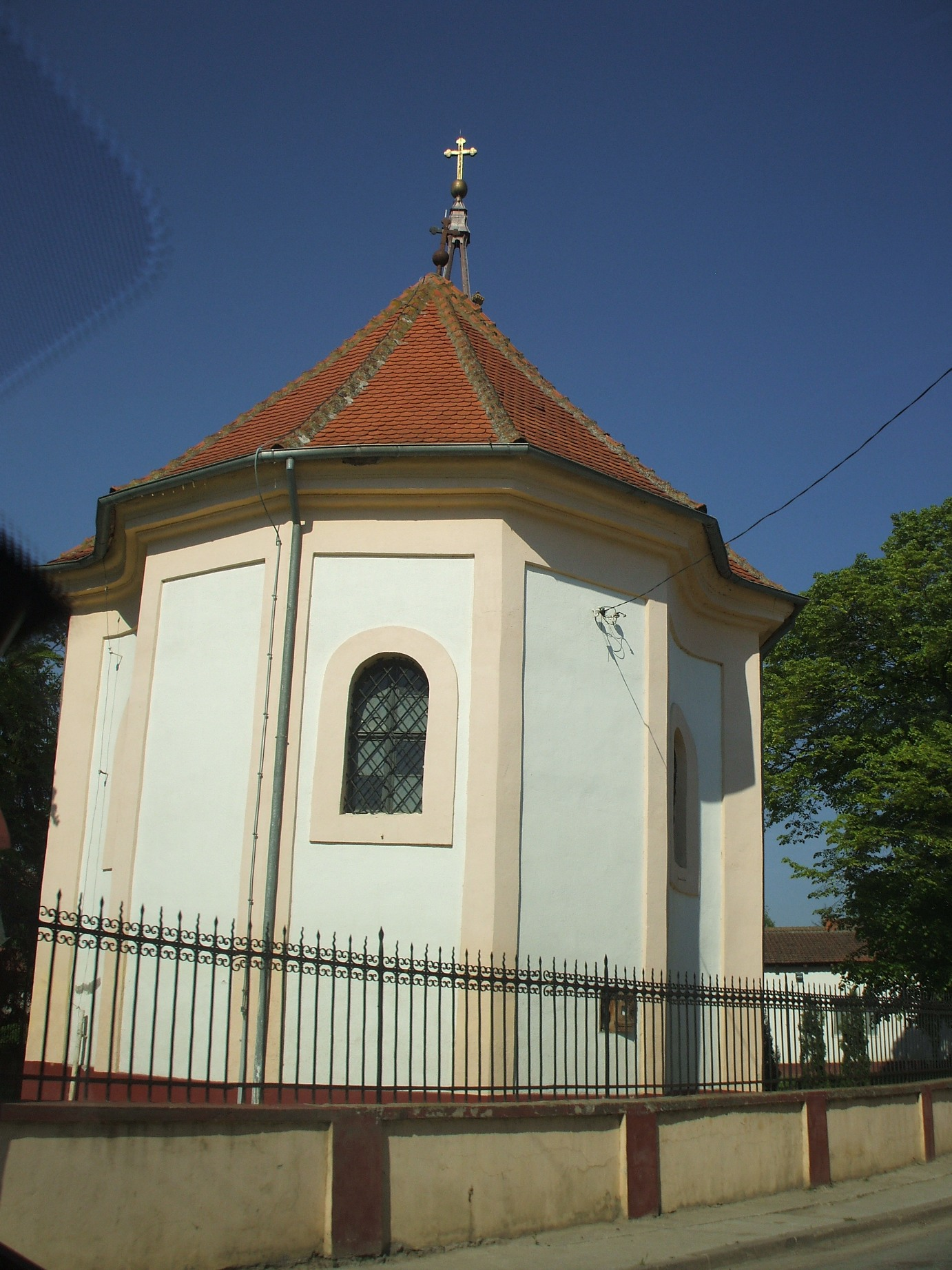
L'église Saint-Georges de Ležimir
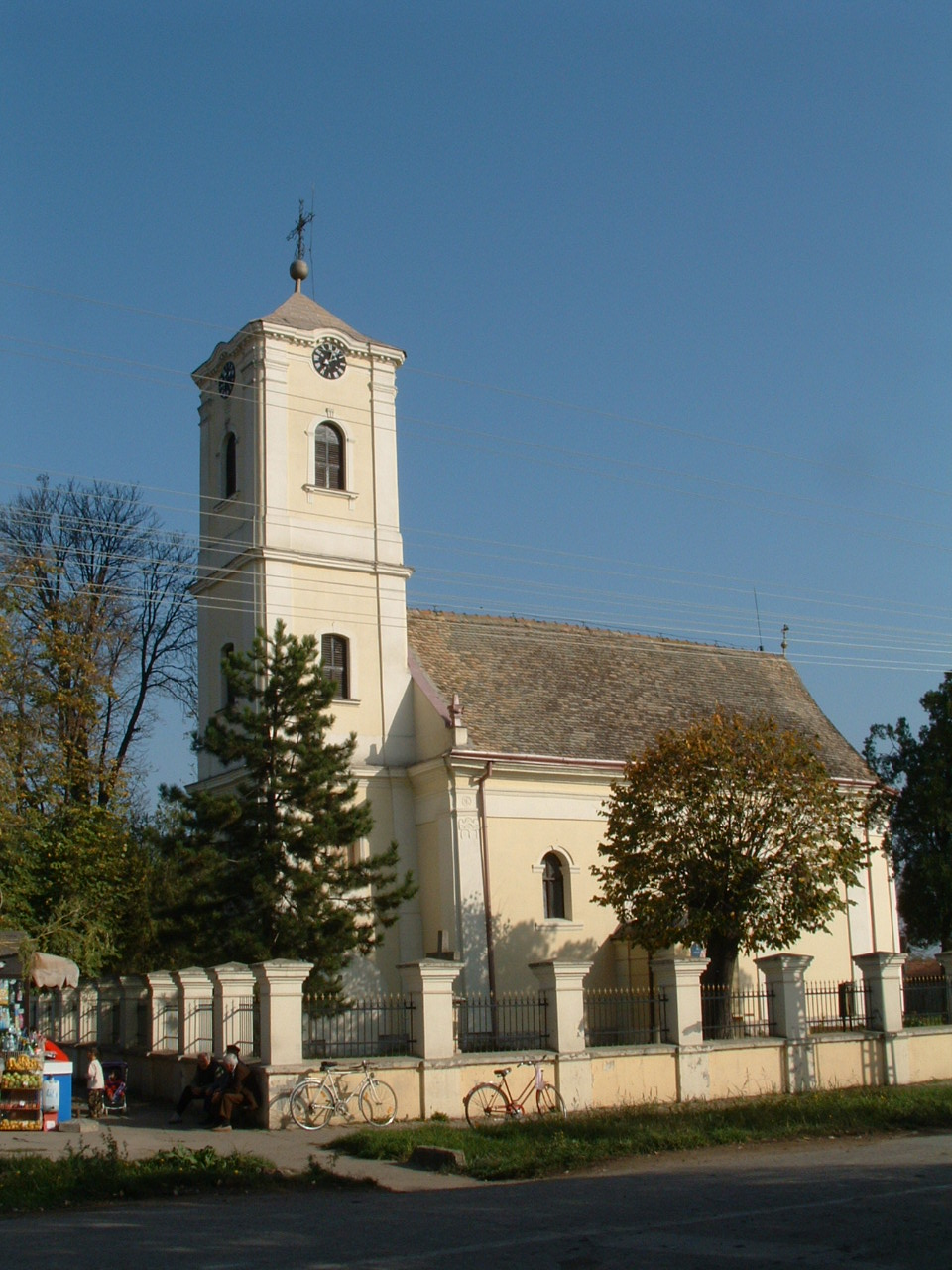
L'église Saint-Gabriel de Veliki Radinci
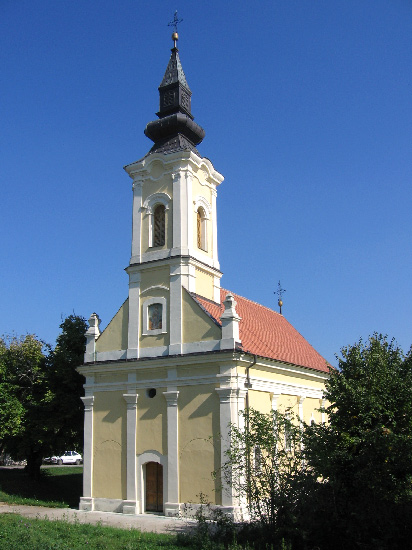
L'église Saint-Nicolas de Šuljam

#### Municipalité de Ruma

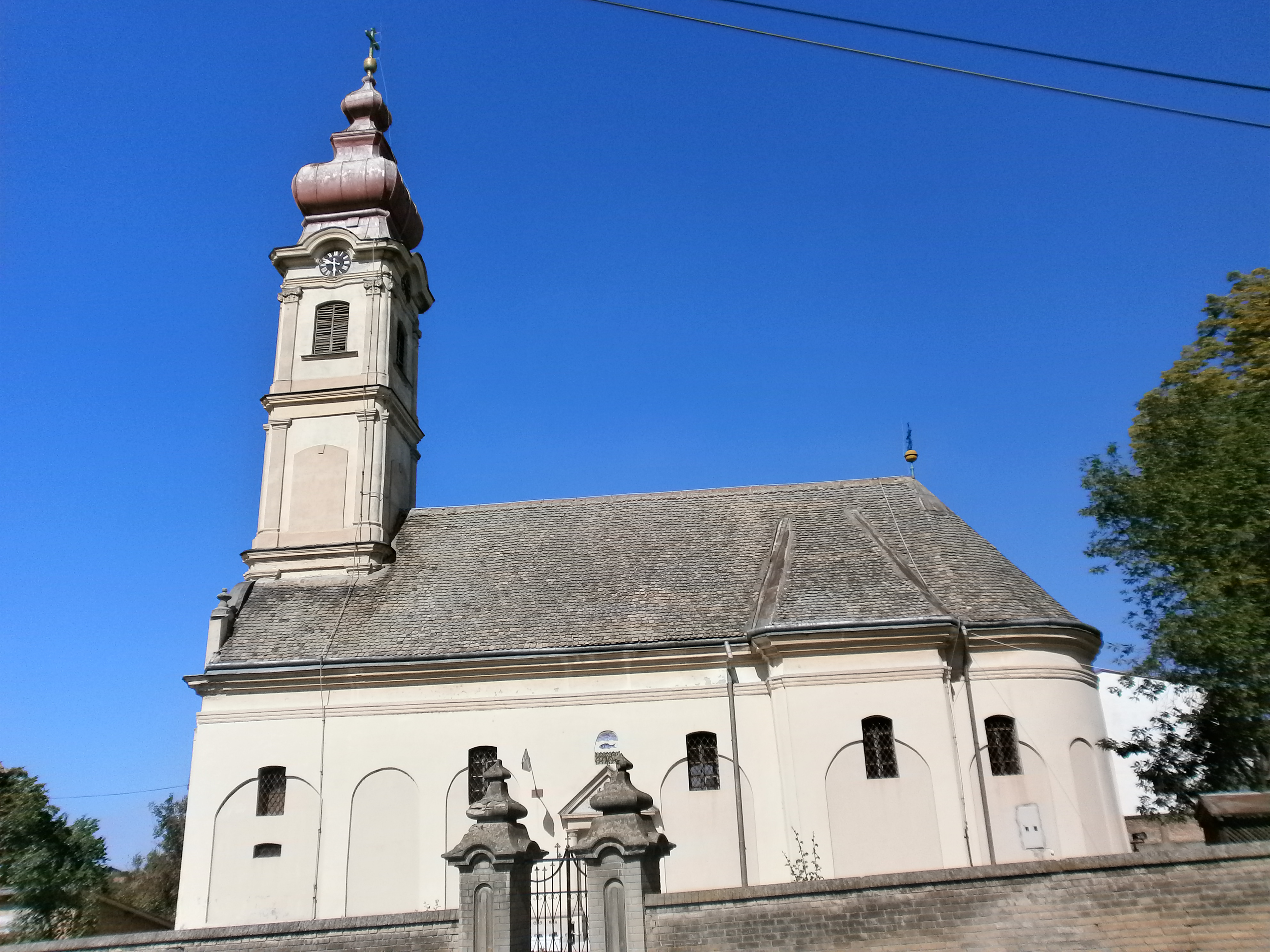
L'église Saint-Nicolas de Ruma

Ruma intra muros abrite plusieurs édifices classés. L'église Saint-Nicolas remonte peut-être à une ancienne église en bois mais l'édifice actuel a été construit en 1758 dans un style baroque ; elle conserve une iconostase peinte en 1847 par Georgije Dević et des fresques dues à Pavle Čortanović ; une icône représentant une Vierge à l'Enfant a été réalisée en 1850 par Pavle Simić. L'église de l'Ascension a été construite en 1761 ; elle possède une iconostase peinte en 1772 par Stefan Tenecki. L'église de la Descente-du-Saint-Esprit, encore appelée l'« église grecque », a été édifiée à partir de 1836 et achevée en 1903 par l'architecte viennois Hermann Bollé ; elle possède une iconostase conçue par le sculpteur Georgije Dević et décorée par le peintre serbe Uroš Predić. L'église catholique de l'Exaltation-de-la-Sainte-Croix été édifiée à l'emplacement d'une ancienne église bois et construite en 1813 ; elle est ornée de fresques peintes notamment par Konstantin Pantelić. La ville conserve également quelques bâtiments civils classés, comme le bâtiment du musée, construit en 1772 par le baron Marko Pejačević pour y accueillir le lycée franciscain de la ville.
L'église Saint-Nicolas de Voganj a été construite entre 1740 et 1760. L'église Saint-Nicolas de Kraljevci remonte à la seconde moitié du XVIIIe siècle ; son iconostase de style baroque a été sculptée par Arsenije Marković dans les années 1760 et peinte par Jakov Orfelin entre 1792 et 1794. L'église Saint-Nicolas de Stejanovci a été construite en 1774 ; son iconostase a été sculptée en 1801 par Marko Vujatović et peinte par Jakov Orfelin en 1803, peu avant sa mort ; les peintures ont été achevées par Arsa Teodorović. L'église Saint-Nicolas de Donji Petrovci remonte à la première moitié du XIXe siècle ; son iconostase est due à Marko Vujatović, un artiste originaire de Sremski Karlovci ; plus de cinquante icônes y sont enchâssées, peintes en 1803 par Jovan Pantelić ; le village conserve aussi un moulin qui date du début du XIXe siècle.

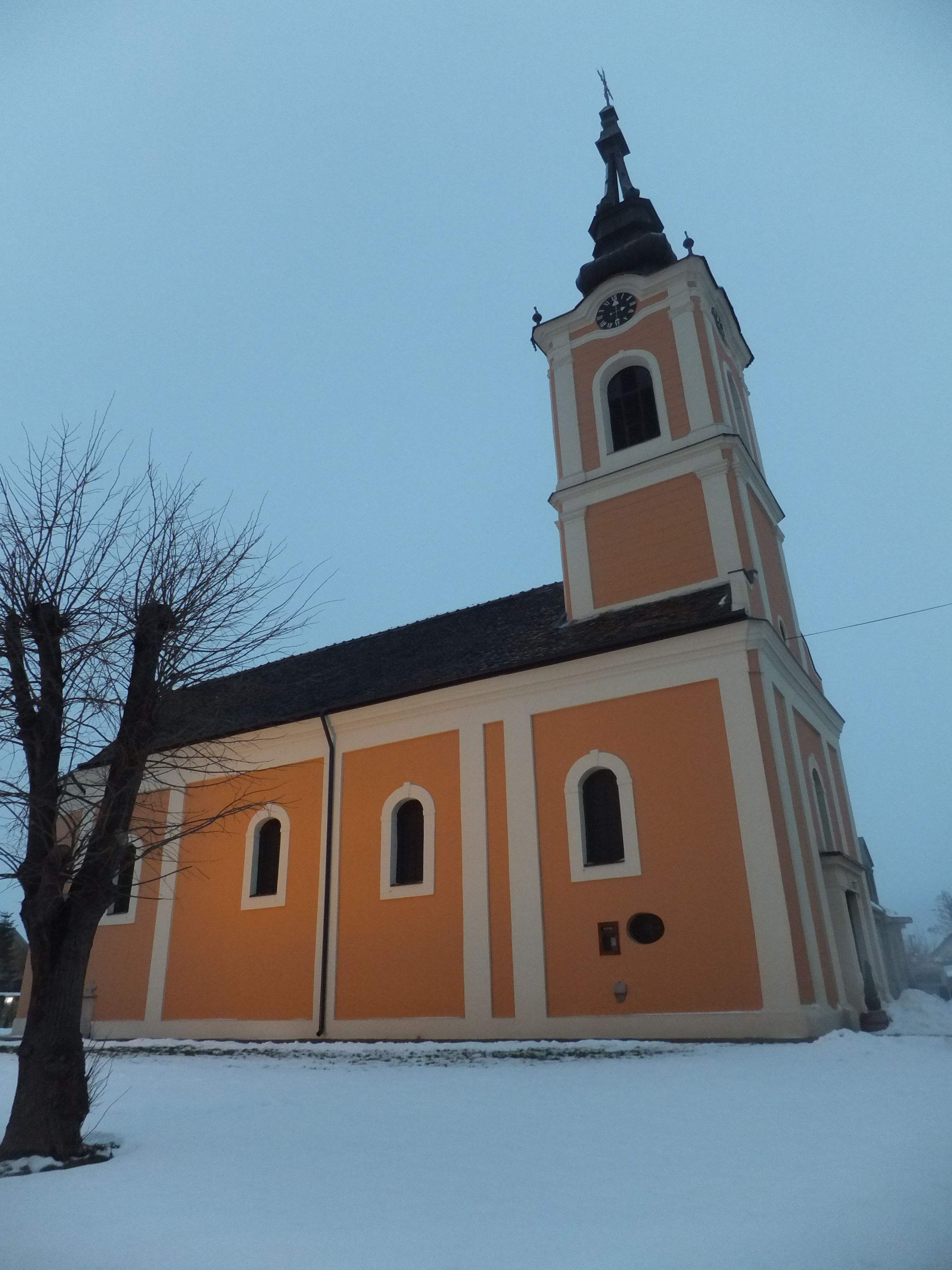
L'église de l'Ascension à Ruma
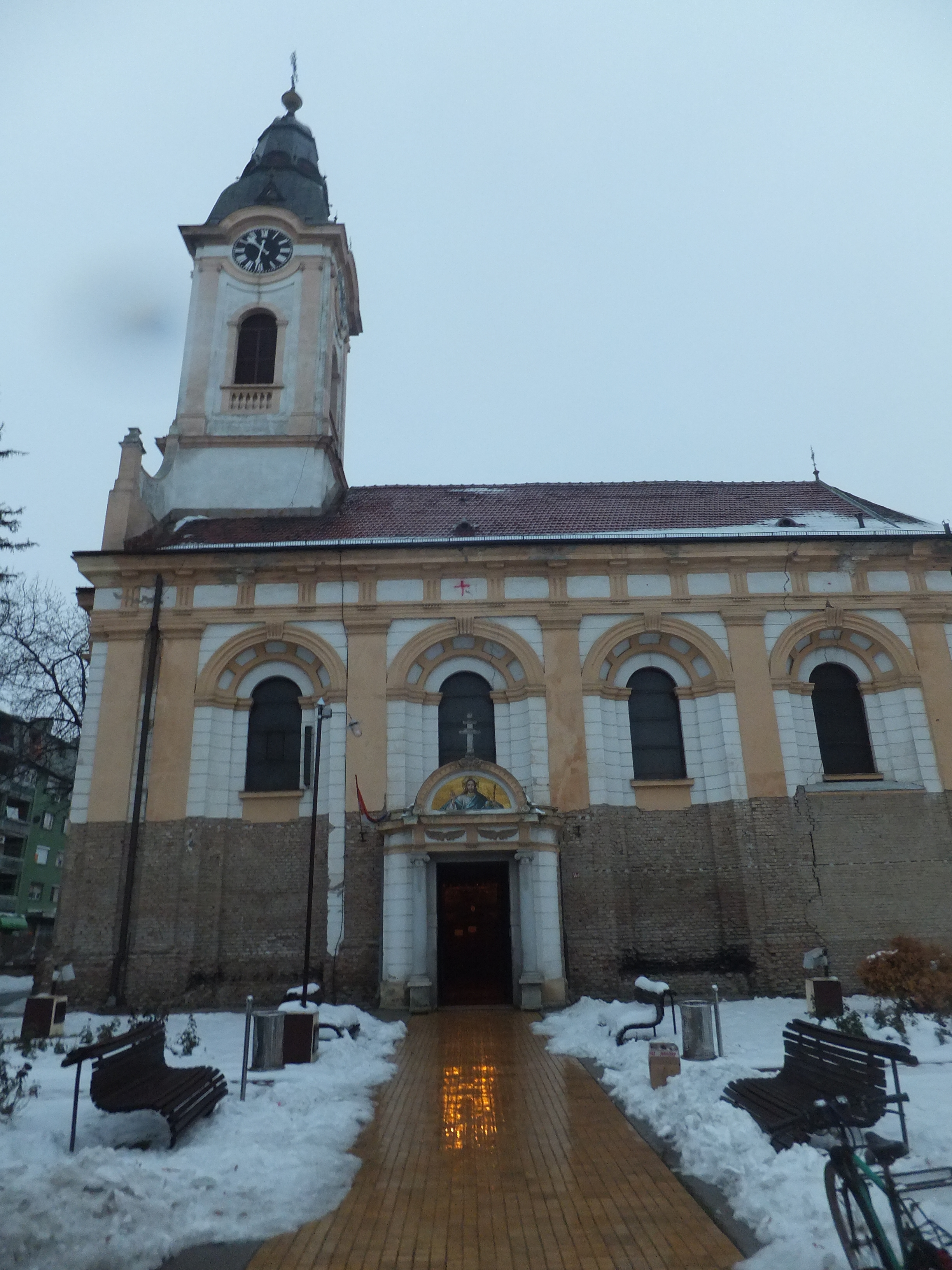
L'église de la Descente-du-Saint-Esprit à Ruma
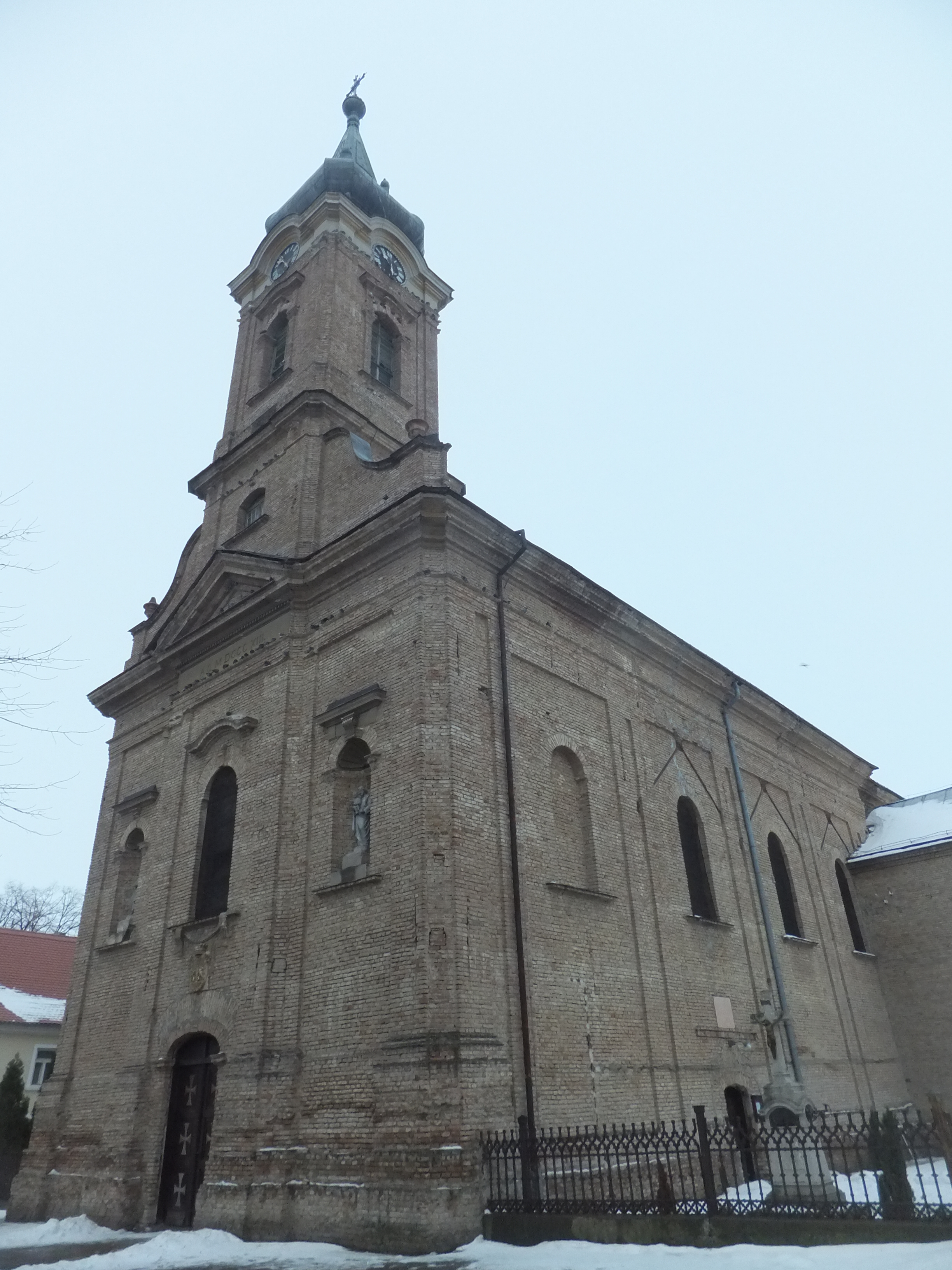
L'église catholique de l'Exaltation-de-la-Sainte-Croix à Ruma
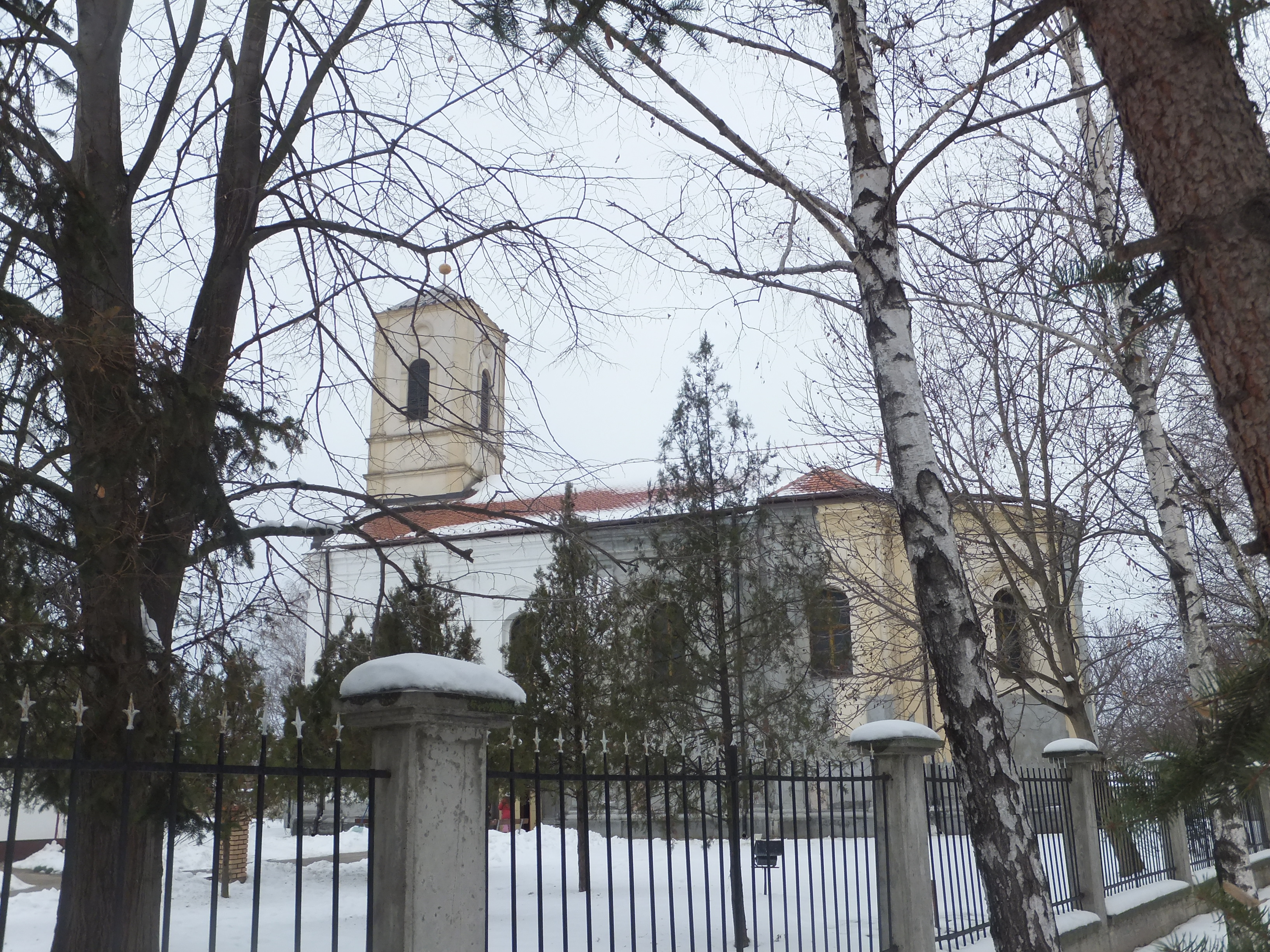
L'Église Saint-Nicolas de Kraljevci

#### Municipalité d'Inđija

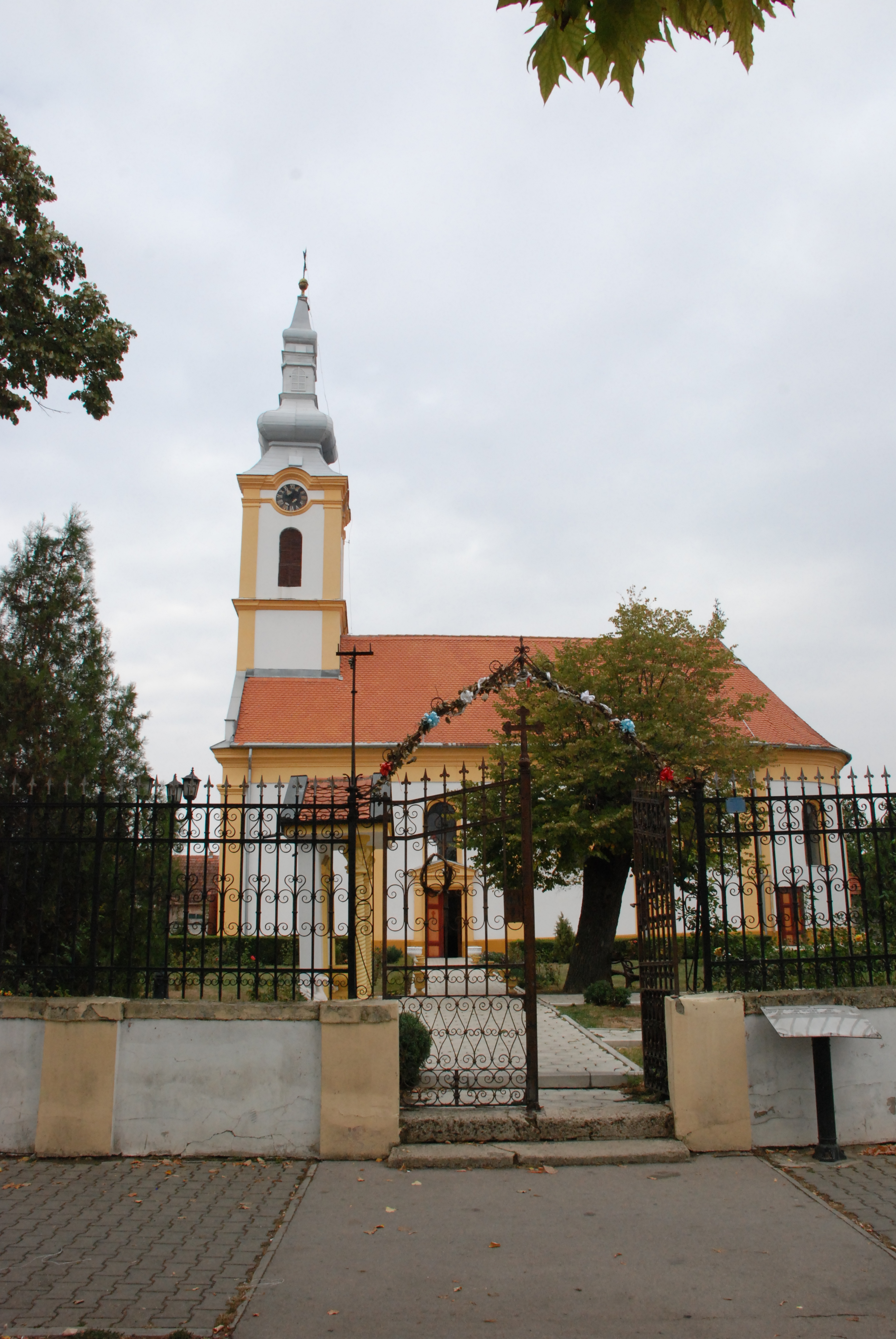
L'église de la Présentation-de-la-Mère-de-Dieu-au-Temple à Beška

La ville d'Inđija intra muros conserve deux églises « de grande importance » : l'église orthodoxe de la Présentation-de-la-Mère-de-Dieu-au-Temple, construite en 1754 et 1755, et l'église catholique Saint-Pierre, qui date de 1872.
En plus de son église « exceptionnelle », le village de Stari Slankamen abrite les ruines d'une forteresse du XVIIIe siècle, la maison natale de Đorđe Natošević. À Maradik se trouve une église classée, l'église Saint-Sava, qui date de la seconde moitié du XVIIIe siècle ; elle abrite une iconostase, peinte en 1776 par Jakov Orfelin, ainsi que des icônes et des peintures attribuées à Teodor Kračun. Krčedin abrite plusieurs monuments culturels classés, dont l'église Saint-Nicolas, qui remonte à la fin du XVIIIe siècle, et un bâtiment de la Frontière militaire qui date des années 1860. L'église Saint-Nicolas de Čortanovci a été construite dans la première moitié du XIXe siècle. À Beška se trouve l'église de la Présentation-de-la-Mère-de-Dieu-au-Temple, qui date de la seconde moitié du XVIIIe siècle.

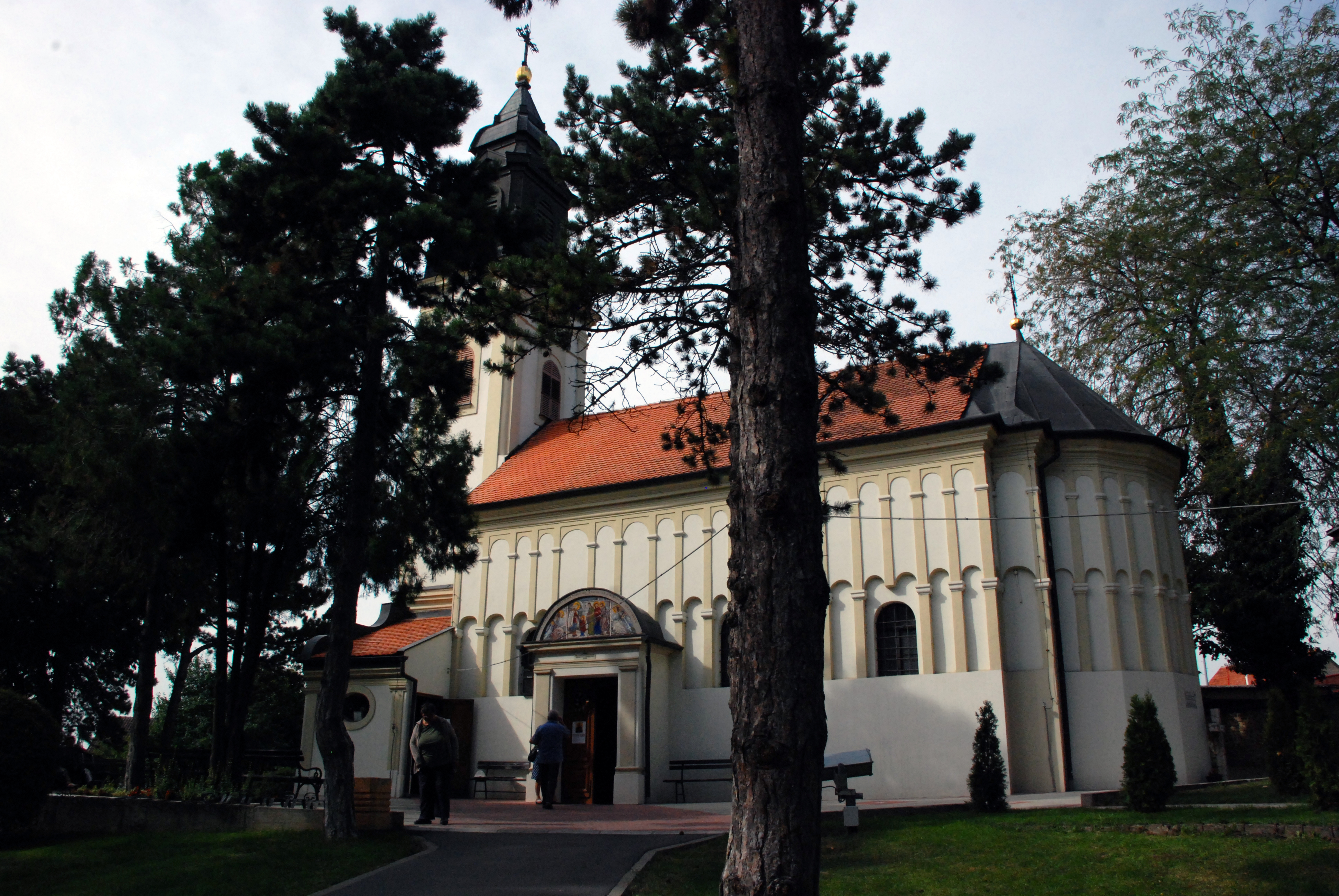
L'église orthodoxe de la Présentation-de-la-Mère-de-Dieu-au-Temple d'Inđija
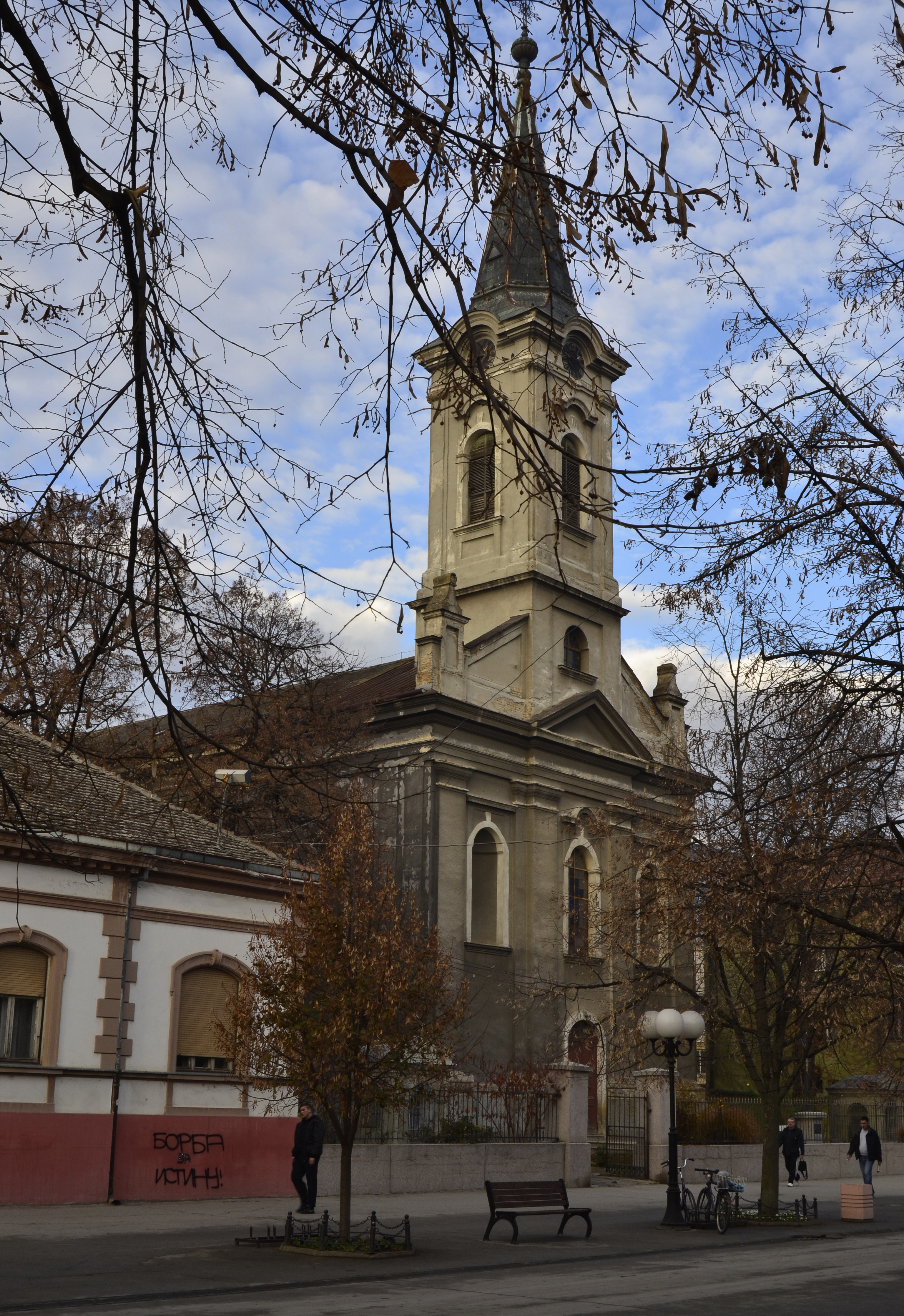
L'église catholique Saint-Pierre d'Inđija
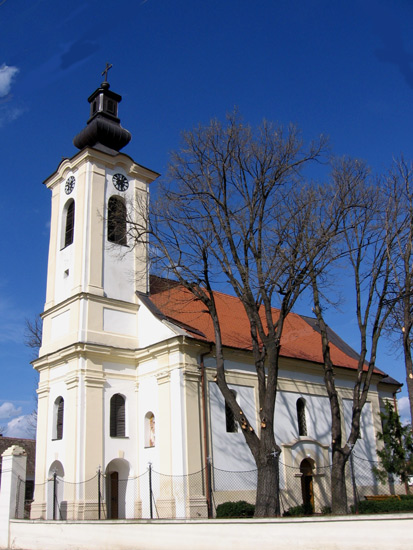
L'église Saint-Sava de Maradik
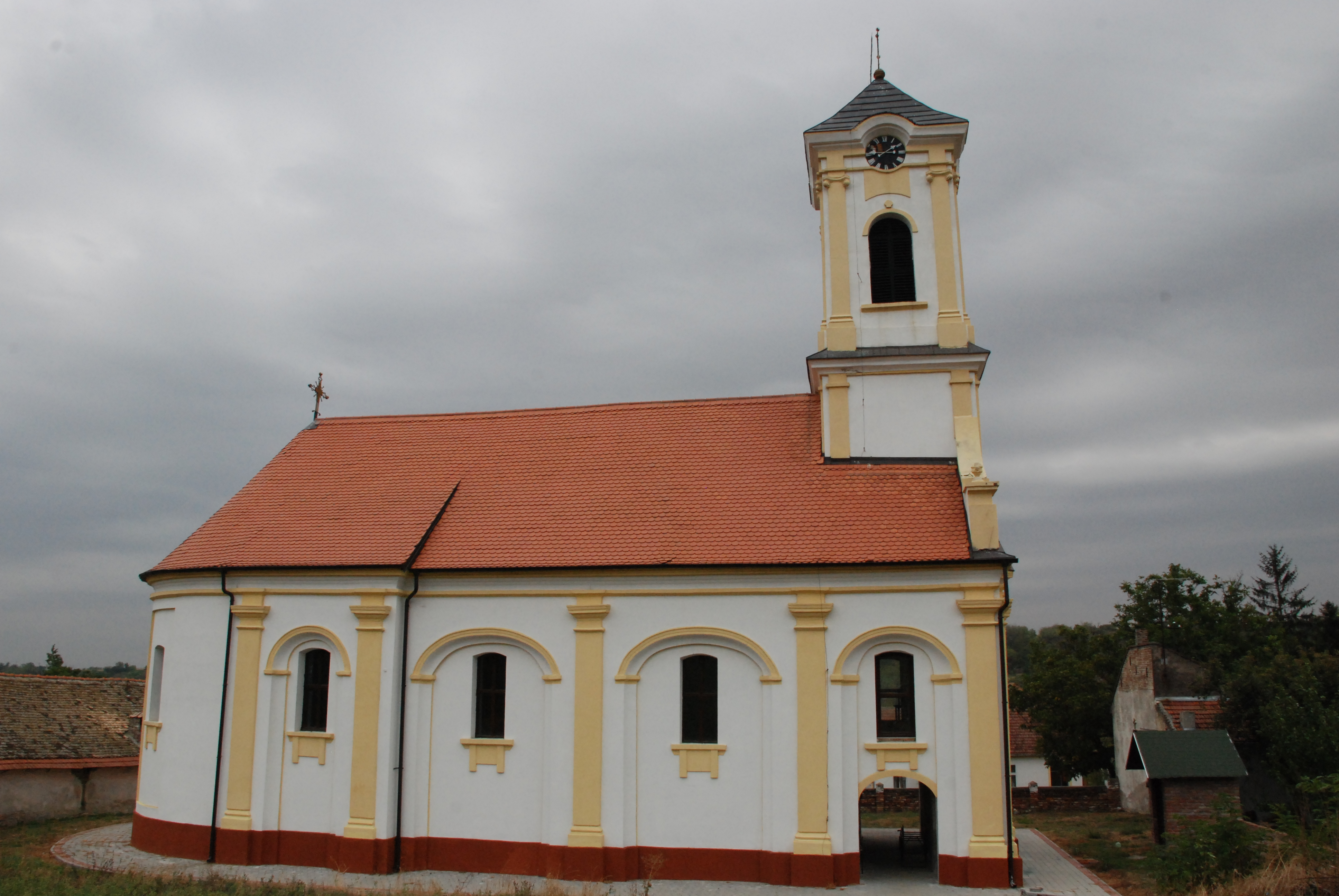
L'église Saint-Nicolas de Čortanovci

## Activités

### Protection environnementale
En 1960, une grande partie du massif (255,25 km2 sur 348 km2) a été transformée en parc national,. Un secteur de 42 000 hectares a été reconnu comme une Zone importante pour la conservation des oiseaux (ZICO). Le parc constitue également un site potentiel du réseau Emerald (en anglais : Emerald network), qui, à l'initiative du Conseil de l'Europe et dans la lignée de la convention de Berne, regroupe des zones de conservation de la vie sauvage, et un candidat potentiel pour devenir une zone importante pour les plantes (en abrégé : ZIP ; en anglais : Important Plants Areas, IPA).
La Fruška gora constitue également un site pilote pour le centre de recherches pluridisciplinaire BioSense de l'université de Novi Sad, qui y dispose d'une installation permanente enregistrant des données, notamment climatiques. Depuis 2010, le parc fait ainsi officiellement partie du réseau Long-Term Ecosystem Research Network Europe (en abrégé : LTER Europe), une section du réseau International Long Term Ecological Research (ILTER), qui opère à travers le réseau national LTER Serbia, ; la Fruška gora est également engagée dans le projet européen ExpeER (Experimentation in Ecosystem Research), qui met la haute technologie au service de la recherche sur les écosystèmes. Le réseau et le projet sont pilotés par le centre.

### Viticulture
Les pentes de la Fruška gora sont propices à la culture de la vigne, qui y a été plantée massivement dès le règne de l'empereur romain Probus (276-282) ; cette tradition viticole antique a perduré pendant le Moyen Âge et, à partir du XVe siècle, les vins du massif furent exportés jusque dans l'actuelle République tchèque et l'actuelle Pologne. On y cultive notamment des cépages comme le traminer et le riesling, qui produisent des vins réputés.
Un vin doux, le bermet, est une spécialité de la Fruška gora ; il est obtenu par macération de plantes dans des vins produits à partir de cépages župljanka pour sa variété blanche ou merlot pour sa variété rouge ; autrefois fabriqué à des fins médicinales comme tous les « digestifs », il est devenu au cours du temps un vin d'apéritif et de dessert, notamment apprécié par l'aristocratie austro-hongroise ; quelques bermets figuraient sur la carte des vins du Titanic ; il est aujourd'hui élaboré par un tout petit nombre de producteurs.
Parmi les domaines implantés sur les pentes de la Fruška gora, on peut citer le domaine Dulka à Sremski Karlovci, qui produit des vins, notamment du bermet, et des alcools depuis 1920. Le domaine Bononia, à Banoštor, dispose de 7 ha de vignes et produit 40 000 litres de vin par an à partir de cépages comme le riesling italien (en serbe : graševina), la župljanka, le chardonnay, le merlot, la blaufränkisch (frankovka), le cabernet sauvignon et le muscat de Hambourg. Le domaine Kiš, à Sremski Karlovci, remonte à 1830 ; il produit du riesling du Rhin, du riesling italien, du chardonnay, du merlot et de la blaufränkisch ; on y élabore et y vend du bermet. Sur les pentes méridionales du massif, à Irig, se trouve le domaine Kovačević, qui possède 10 ha de vignes et qui, en 2009, a produit environ 10 000 bouteilles de vin ; on y élabore notamment du bermet ainsi qu'un vin blanc effervescent. À l'est du massif, à Krčedin, le domaine Živković, créé en 2006, s'étend sur 41,7 ha et cultive des cépages comme le cabernet sauvignon, le merlot, le syrah, le sauvignon blanc et le chardonnay.
Le tourisme viticole (ou œnotourisme) constitue également une des activités du massif.

### Agriculture et élevage
L'économie du massif repose essentiellement sur l'agriculture et l'élevage. On y cultive du maïs, du blé, comme à Bikić Do ou à Bingula, du tournesol, du soja et des betteraves sucrières (Bingula, Erdevik, Krčedin). On y produit des légumes comme les pommes de terre, les choux, les tomates, les petits pois et les oignons (Krčedin). La région est une zone de production fruitière (Bikić Do, Ljuba), où l'on récolte notamment des pommes, des poires (Krčedin), des prunes (Banoštor, Krčedin), des cerises et des pêches (Šatrinci, Krčedin) ou encore des abricots (Krčedin), des pastèques et des melons (Neradin) ; on y cultive aussi du houblon (Banoštor, Erdevik), et du tabac (Kukujevci).
Malgré une régression, la Fruška gora reste une zone d'élevage, notamment pour les bovins, les ovins, les chevaux et les volailles (Krčedin). L'apiculture est également présente dans le secteur, par exemple à Maradik.

### Industrie
Les ressources du massif, notamment l'agriculture et l'élevage, ont donné naissance à de nombreuses petites entreprises. L'industrie est d'abord représentée par le secteur agroalimentaire. En 2009, la laiterie Fruška gora a ouvert ses portes à Grabovo, qui élabore ses produits à partir de laits provenant du village mais aussi de villages voisins comme Ležimir, Sviloš, Susek ou Banoštor ; on y embouteille du lait d'une qualité quasiment biologique et on y fabrique des yaourts, de la crème, du beurre, du kajmak et toutes sortes de fromages. Neštin produit et embouteille une eau de source naturelle vendue sous le nom Vila Voda. La société Big Bull, créée en 1993 et qui a son siège à Bačinci, dispose de grands abattoirs où l'on procède également à la transformation de la viande ; elle emploie aujourd'hui environ 750 personnes ; on y fabrique des produits sous vide, dont des saucissons, des saucisses et des jambons, du lard et du bacon, ainsi que des pâtés en boîte. Le village de Grgurevci héberge plusieurs petites sociétés, comme la laiterie Mini mlekara, le moulin Klas, la société Probus, qui commercialise des machines agricoles, et la société Maki, qui produit et commercialise de l'humus. Au sud du massif, à Inđija, se trouve la société Žitosrem, créée en 1956, qui dispose de silos et produit environ 20 000 miches de pain par jour ; elle fabrique et commercialise aussi de la farine et des biscuits.

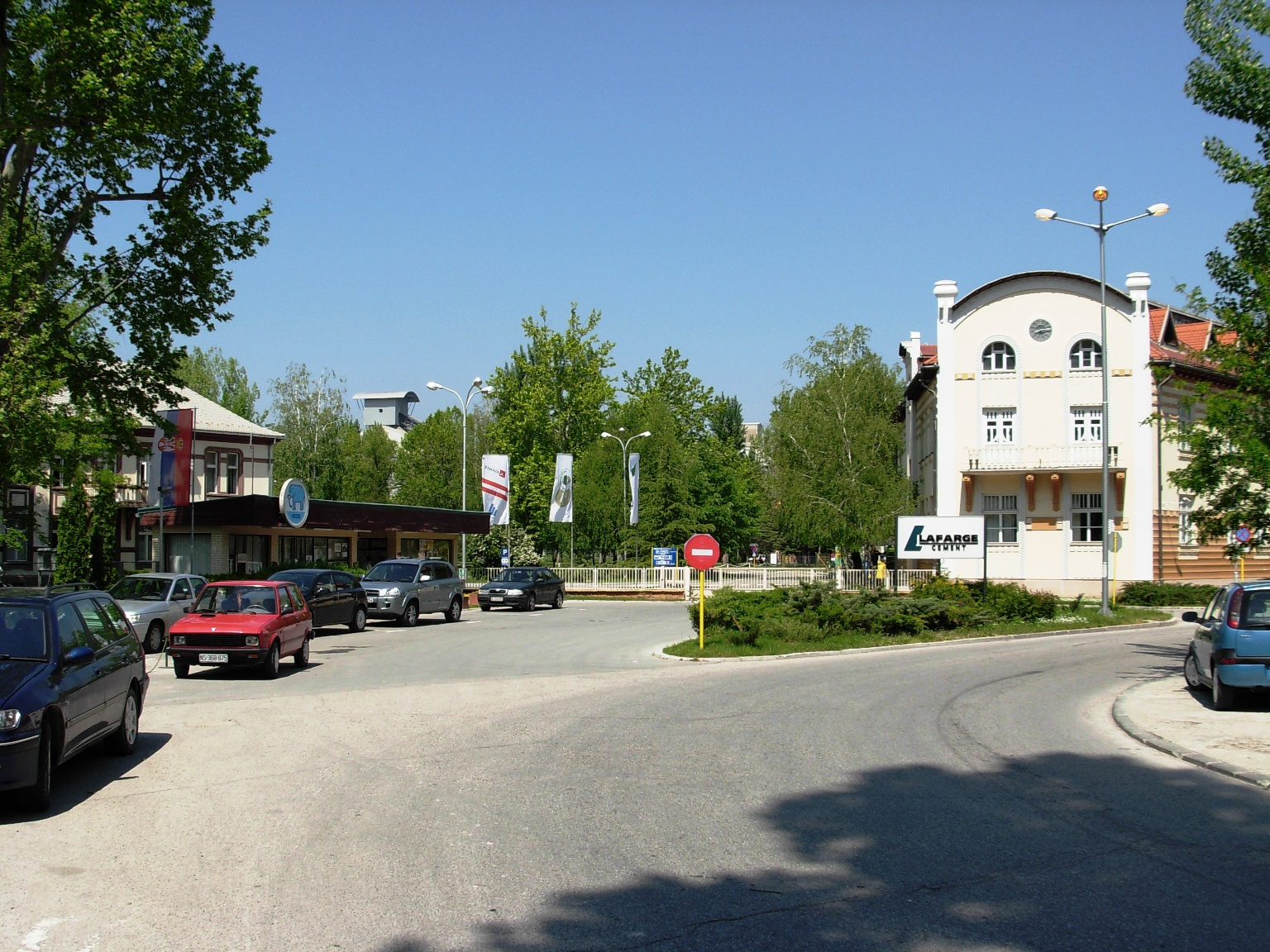
Lafarge Beočin

L'industrie du bois est également présente dans la montagne, comme à Banoštor, un village qui dispose de deux scieries, à Kukujevci ou à Divoš.
Une cimenterie du groupe français Lafarge est installée à Beočin, sous le nom de Lafarge Beočinska fabrika cementa (Lafarge BFC) ; elle considérée comme un chef de file dans ce secteur en Serbie et un fournisseur de premier plan pour l'industrie de la construction ; en 2010, elle employait 393 personnes et figurait au 7e rang des entreprises les plus rentables de Serbie, avec un résultat net de 2 354 millions de dinars. Le village de Vrdnik a une tradition industrielle qui remonte à 1804, quand y fut ouverte une mine de charbon ; les mines ont été fermées en 1968 mais, en 2007, la société Lafarge de Beočin a entrepris une campagne d'exploration dans le secteur, peut-être destinée à l'ouverture d'une nouvelle carrière pour ses cimenteries.

### Culture et manifestations
Chaque année depuis 2002, au début du mois de septembre, une manifestation est organisée par la communauté locale de Neradin et l'association Irižana ; elle porte de nom de Patlidžanijada et est centrée sur la tradition légumière du secteur,. Chaque année depuis 2002, à la fin du mois de janvier, à Rivica, ont lieu les « Jours du vin » (Dani vina), une manifestation organisée par la communauté locale d'Irig et l'office du tourisme de la ville ; centrée autour du vin et des travaux de la vigne, elle propose aussi des spectacles folkloriques ; une autre manifestation a lieu dans le village appelée les « Jours du melon » (Dani bostana).
De nombreuses associations animent la vie culturelle de la Fruška gora, comme l'association culturelle Dositej Obradović de Grgurevci, qui possède un ensemble folklorique serbe ; elle a été créée en 1979 mais son origine remonte à 1937 ; elle organise chaque année une manifestation appelée Kolo Srema.

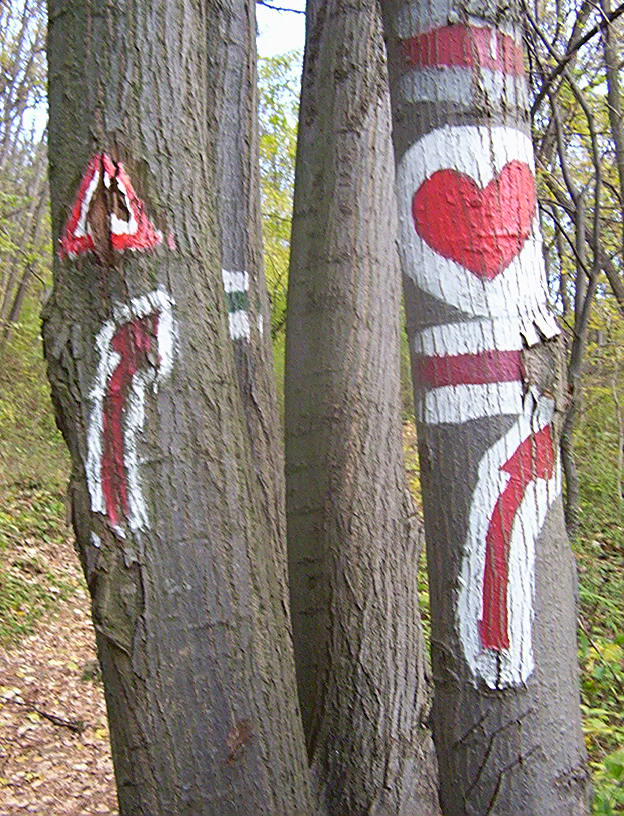
Marquage pour le marathon de la Fruška gora

La minorité slovaque de la région est particulièrement active. Le village de Lug, près de Beočin, est le siège de l'association culturelle et artistique Mladost, créée en 1984 ; on y propose notamment des activités autour de la musique, de la danse, du chant et du théâtre, dans le but de maintenir les traditions et les danses des Slovaques de Voïvodine ; en 1990 et 2001, le village a accueilli le festival de danse slovaque Tancuj, tancuj. Le village d'Erdevik possède deux associations culturelles : une association culturelle slovaque créée en 1907 et une association culturelle serbe créée en 1947 ; le village a accueilli le festival Tancuj, tancuj en 1978. Slankamenački Vinogradi abrite l'association culturelle et artistique Vinogradi, qui joue un rôle majeur dans la préservation des traditions folkloriques de la région, notamment les costumes, les chants et les danses. L'association culturelle et éducative croate Stjepan Radić a son siège à Novi Slankamen ; elle a été créée en 1902, ce qui en fait la plus ancienne association culturelle croate de Voïvodine.
Depuis 1978, une épreuve de course de fond, le marathon de la Fruška gora (en serbe : Fruškogorski maraton), est organisée tous les ans dans le parc ; elle dure deux jours et a lieu vers le 1er mai. Depuis 2011, 17 parcours sont proposés, variant de 4 373 m pour les plus jeunes participants jusqu'à plus de 111 km pour les plus chevronnés. Les parcours sont balisés par un symbole représentant un cœur rouge inscrit dans un cercle blanc. En 2012, le marathon s'est déroulé les 28 et 29 avril ; il a rassemblé un peu plus de 14 000 participants ; en 2013, il aura lieu les 27 et 28 avril.

### Tourisme et loisirs

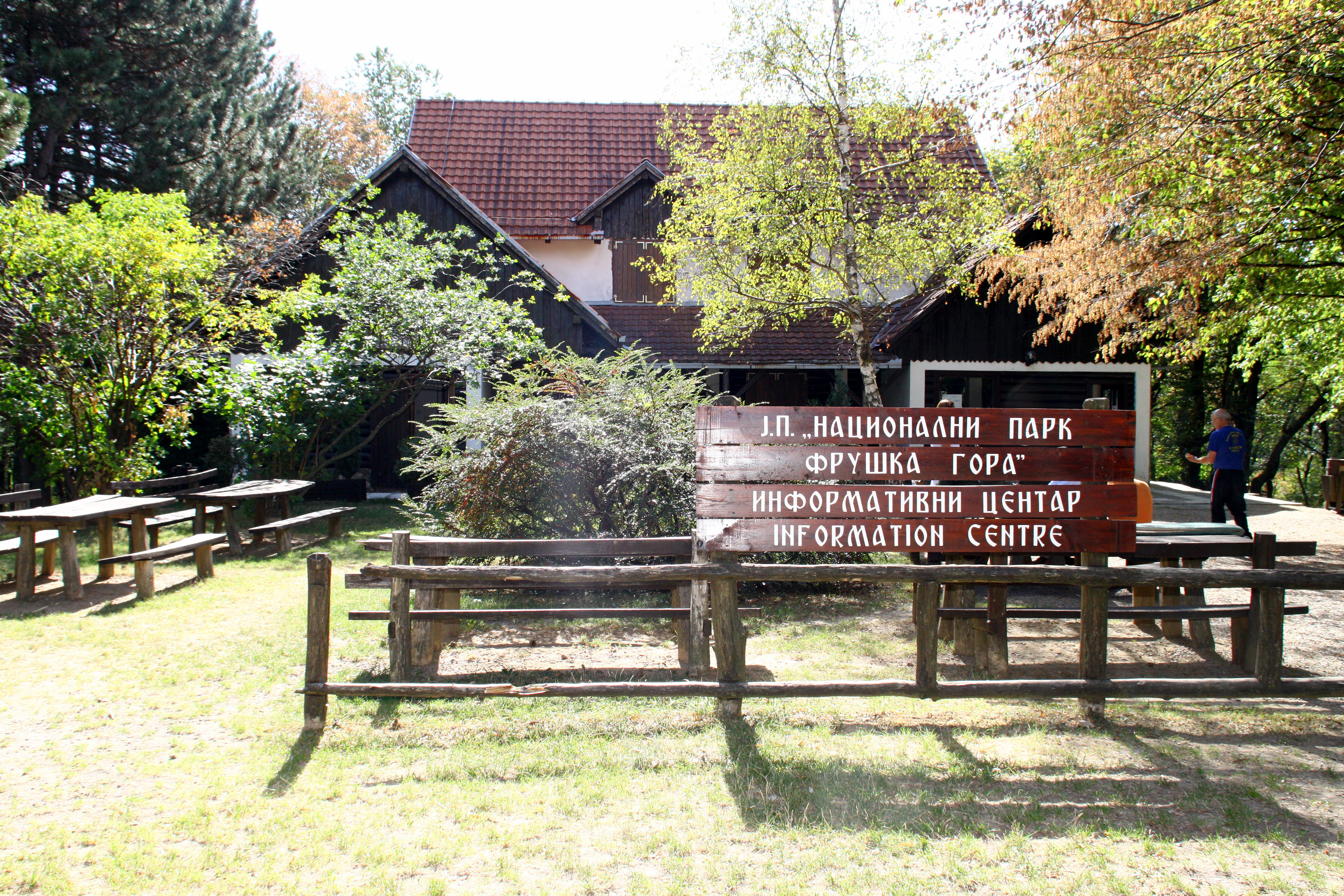
Le centre d'information du parc national

En raison de la richesse de son patrimoine naturel et culturel, la Fruška gora attire de nombreux visiteurs. Le parc national est géré par l'entreprise publique (javno preduzeće ; en abrégé : JP) Nacionalni park Fruška gora, dont le siège est à Sremska Kamenica. Le centre d'information du parc se trouve sur le mont Iriški venac. Plusieurs hameaux accueillent les touristes et les vacanciers, comme ceux de Testera et d'Andrevlje (près de Čerević) ou, au sud du massif, celui de Letenka (près de Grgurevci).

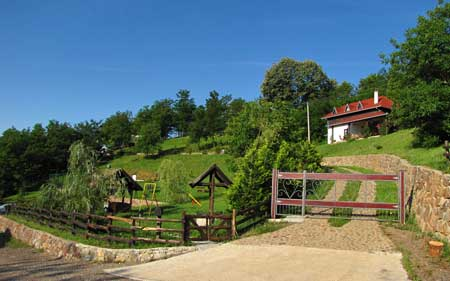
Le complexe touristique de Ranč Platan

Le complexe touristique privé de Ranč Platan, qui propose notamment des hébergements et des installations sportives, est situé sur le territoire de Vrdnik. Le Zekin salaš, situé au centre de Krčedin, au pied du versant oriental du massif, a ouvert ses portes en 2009 et constitue l'une des attractions du secteur ; construit dans le style typique des maisons rurales de Syrmie, ce salaš abrite un ethno-restaurant doté d'un grand jardin d'été, un bar à vins, une salle de réunion, une galerie d'art où l'on organise toutes sortes de concerts et de spectacles et un mini zoo pour les enfants,. Une maison ancienne située à Maradik a été restaurée et propose aux touristes la reconstitution de la vie des habitants de la région, avec toutes les installations de l'époque, chambre à coucher, cuisine, cave, cellier, écurie et autres ; on peut aussi y découvrir les plats traditionnels de la région. Le centre de vacances de Maradik a été créé en 2008 ; il englobe notamment le lac de Šelovrenac, où l'on peut pratiquer la pêche sportive ; il dispose aussi d'un petit restaurant avec vue sur le lac ; on peut y pratiquer le volley-ball, le beach-volley et le football.

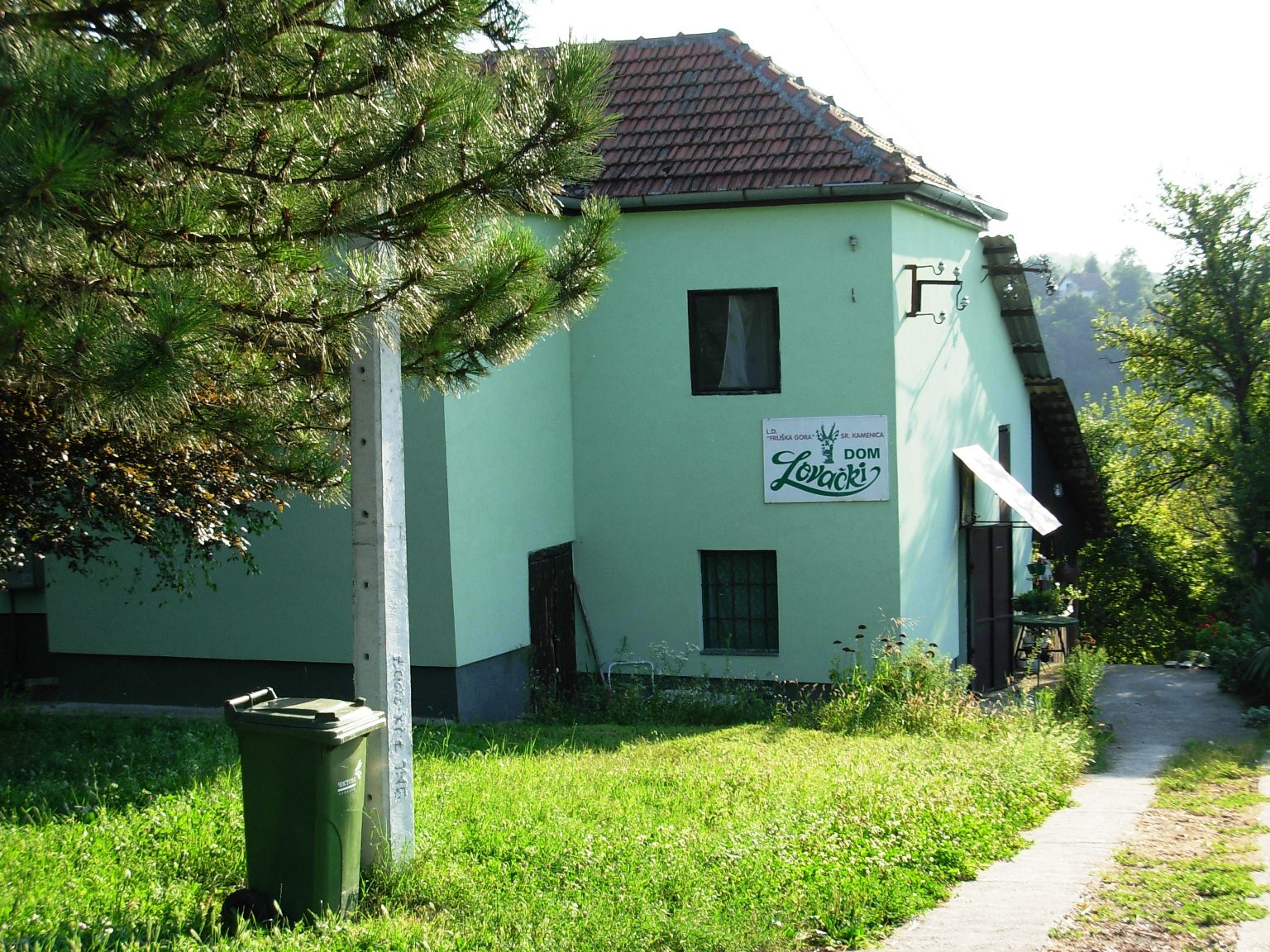
Le pavillon de chasse Fruška gora près de Popovica

La chasse est pratiquée dans le parc national sur une zone de 22 420 ha comportant des espaces publics et des réserves privées comme celle de Vorovo ; on y trouve des sangliers, des cerfs, des chevreuils et des lapins, ainsi que des espèces spécialement élevées dans les réserves comme le mouflon et le daim. La JP Nacionalni park Fruška gora gère la zone de chasse et délivre les permis. Des sociétés de chasse, affiliées à l'Association des chasseurs de Serbie, œuvrent également aux abords du parc, comme l'association Fruška gora, dont le siège est à Inđija et qui gère le domaine de Kalakač ; ce domaine couvre une superficie de 38 203 ha, dont 35 023 ha dévolus à la chasse elle-même ; on y trouve notamment des certs, des lapins, des faisans, des perdrix et des perdrix grises. L'association Srndać, à Beočin, gère le domaine de Čot (14 240 ha) ; l'association Sremska Mitrovica, à Sremska Mitrovica, gère le domaine de Srem-Mačva (58 602 ha de zone de chasse) ; l'association Srndać d'Irig gère le domaine de Gornje polje (16 420 ha de zone de chasse). La pêche sportive est autorisée dans le parc, dans les trois lacs artificiels de Sot (près de Sot), de Bruje et de Moharač (près d'Erdevik) ; on peut notamment y pêcher des carpes, des brèmes, des rotengles (ou « gardons rouges »), des carassins, des silures glanes, des brochets, des gardons ou des tanches.
Le massif permet de pratiquer la randonnée et des sports comme le VTT.

### Thermalisme
Vrdnik possède des sources d'eaux minérales, dont l'une a été formée lors de l'inondation d'une de ses mines de charbon ; riche en sodium, en magnésium et en sulfure de sodium, elle jaillit à une température constante de 32,5 °C ; elle est notamment utilisée pour soigner les rhumatismes, les états post-opératoires et post-rhumatismaux de l'appareil locomoteur et de la moelle épinière, les états de convalescence et certaines douleurs, les maladies respiratoires et gynécologiques, les états migraineux ou encore les traumatismes liés au sport. Les soins sont organisés par l'institut Termal. La station thermale du village, appelée Banja Vrdnik, accueille les patients et leurs invités ainsi que les touristes. On y trouve deux piscines, l'une couverte et l'autre en plein air, un sauna, des terrains de sport pour le football, le basket-ball et le volley-ball. L'hôtel propose 260 lits, un restaurant et une salle de réunion ou de congrès pouvant accueillir 500 personnes.
Stari Slankamen possède une eau minérale jaillissant à 18,4 °C ; elle est susceptible de soigner les maladies du système nerveux central et périphérique, les troubles locomoteurs liés aux traumatismes et à la chirurgie ainsi que les maladies rhumatismales et gynécologiques. Les traitements sont assurés par l'hôpital spécial Borivoje Gnjatić. L'hôpital dispose de services de consultation en orthopédie, urologie, médecine interne, neuropsychiatrie et neurochirurgie.

## Transport

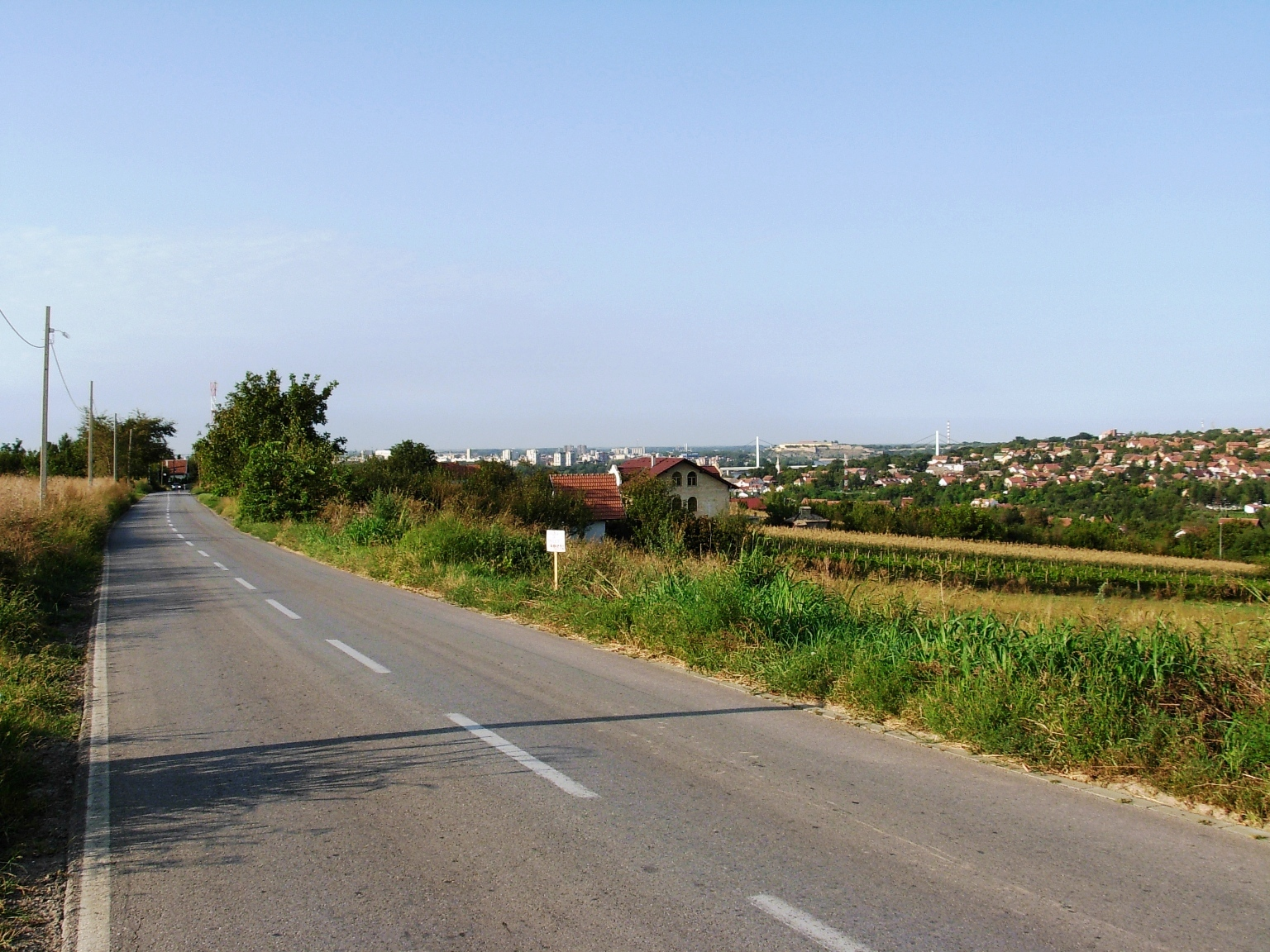
La route de la Fruška gora à Popovica

Plusieurs routes traversent le massif du nord au sud, comme, à l'ouest, la route nationale M-18 qui conduit de Sombor à Bijeljina en Bosnie-Herzégovine en passant par Ilok, en Croatie ; plus à l'est, la route régionale R-116 mène de Sviloš à Bogatić en passant par Sremska Mitrovica ; la route régionale R-130 part de Rakovac et passe à Vrdnik et Bešenovo puis s'orientant vers l'est elle passe à Rivica avant d'arriver à Irig où elle rejoint la route nationale M-21 ; la M-21, la plus à l'est du massif, conduit de Novi Sad jusqu'à Šabac en passant par Irig et Ruma. La route régionale R-107 longe les pentes septentrionales de la Fruška gora, parallèlement au Danube ; elle prolonge une route venue d'Ilok ; d'ouest en est, elle passe à Neštin, Susek, Potporanj, Čerević, Beočin, Rakovac, Ledinci, Sremska Kamenica et aboutit à Petrovaradin.

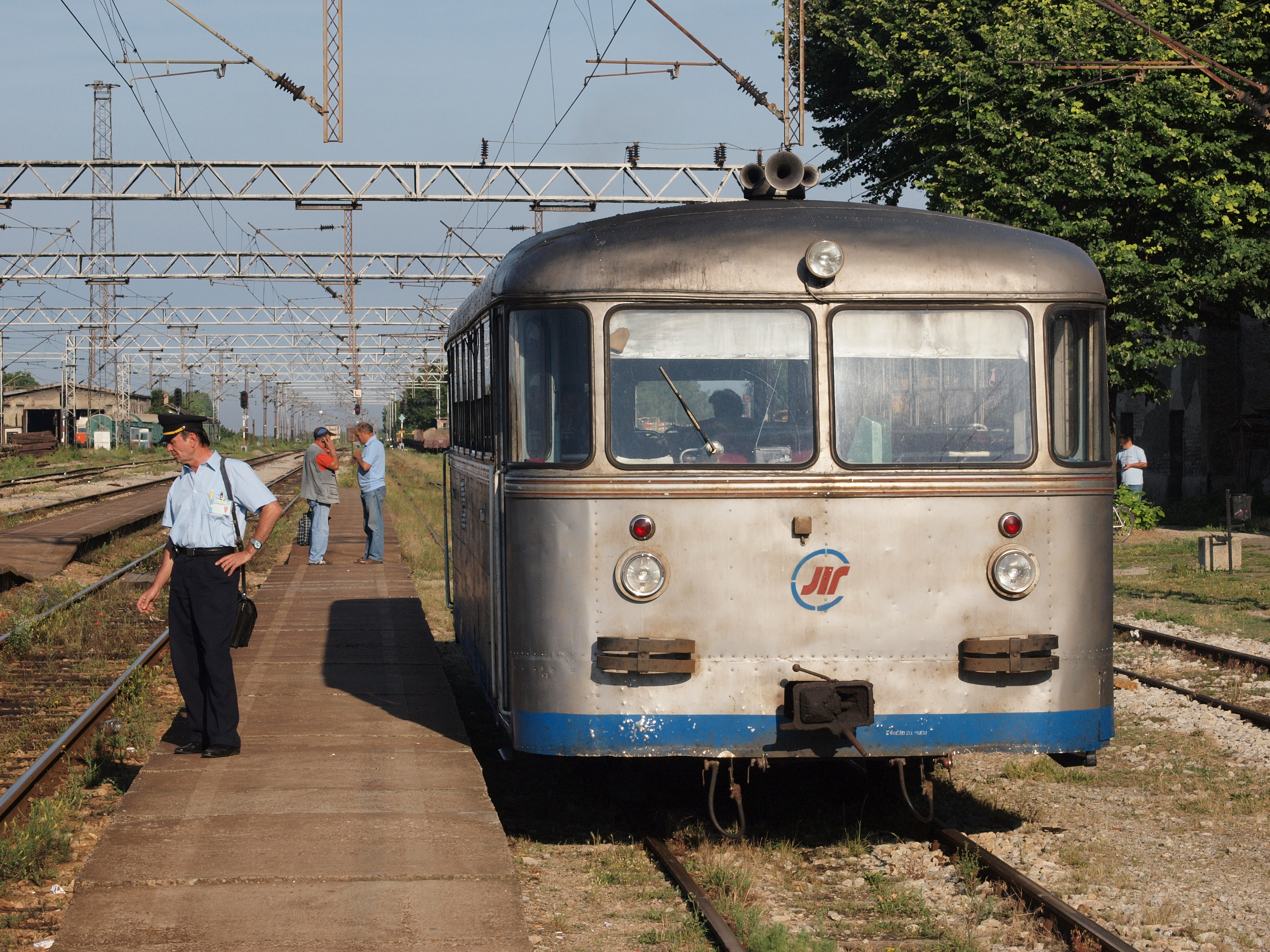
Un train régional pour Šabac en gare de Ruma

Deux routes secondaires traversent le cœur du massif dans sa longueur ; l'une part de Beočin, se dirige d'abord vers le sud et atteint le centre de la montagne puis elle s'oriente vers l'ouest, croise la R-116 et bifurque vers le nord-ouest avant de rejoindre la R-107 ; l'autre part du centre du massif au niveau de la R-130 et se dirige vers l'est puis elle croise la M-21 avant d'atteindre le village de Čortanovci. Au sud de la Fruška gora, la route régionale R-106 conduit de Veliki Radinci à Stari Banovci en passant par Ruma et Stara Pazova ; elle dessert Mali Radinci, Žarkovac, Putinci et Golubinci. Deux autoroutes passent aux abords de la Fruška gora : l'autoroute Belgrade-Zagreb (route européenne E70) longe les pentes méridionales du massif et l'autoroute Belgrade-Novi Sad (E75) passe à l'est.
La ligne de chemin de fer Belgrade-Šid longe le sud de la Fruška gora ; une autre ligne, régionale, relie Ruma à Šabac. L'aéroport le plus proche est l'aéroport Nikola-Tesla de Belgrade.

## Quelques personnalités

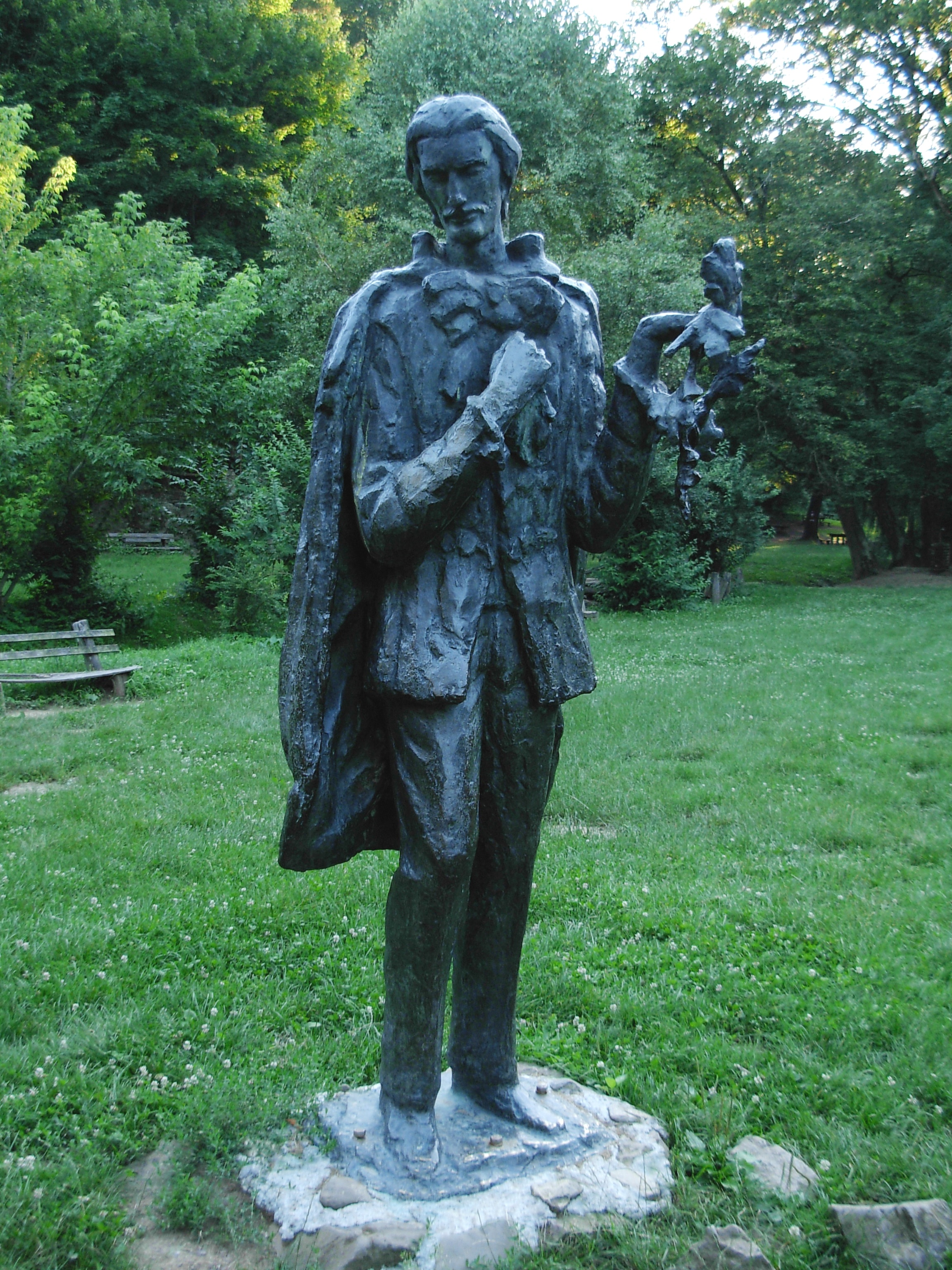
La statue de Branko Radičević au mont Stražilovo

Le successeur de saint Sava à la tête de l'Église orthodoxe serbe, Arsenije Ier Sremac, qui fut patriarche de 1233 à 1263, est né à Dabar près de Slankamen.
Jazak est le village natal de Teodor Avramović Tican (1764-1807), le chef de la révolte des paysans de Syrmie connue sous le nom de révolte de Tican.

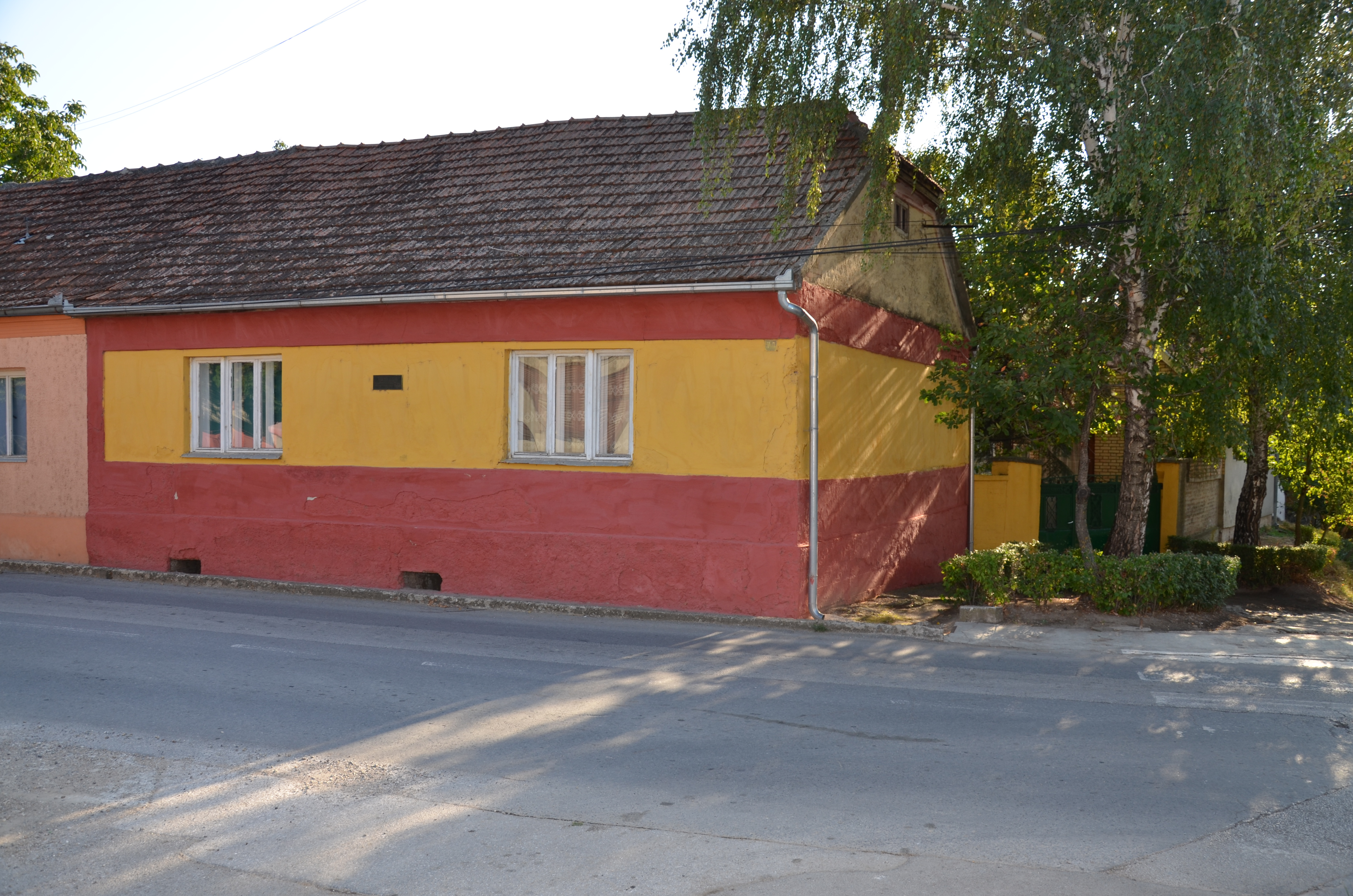
La maison de Milica Stojadinović Srpkinja à Vrdnik

Gligorije Vozarović (1790-1848), qui fut le premier libraire et le premier éditeur serbe, est né à Ležimir. Le poète Branko Radičević (1824-1853), l'un des plus importants et des plus populaires poètes romantiques de Serbie, est enterré au mont Stražilovo, qu'il parcourait quand il était étudiant à Sremski Karlovci. La poétesse Milica Stojadinović-Srpkinja (1830-1878), née à Bukovac, a vécu à Vrdnik ; sa maison de Vrdnik est aujourd'hui classée. Le médecin Đorđe Natošević (1821-1887) est né à Stari Slankamen ; sa maison natale, construite au début du XIXe siècle, est considérée comme un monument culturel « de grande importance ».
Plusieurs personnalités sont nées à Čerević : l'écrivain et poète Jovan Grčić Milenko (1846-1875), le peintre Milenko Šerban (1907-1979) et le sculpteur Jovan Soldatović (1920-2005). Le héros national Dimitrije Lazarov Raša (1925-1948) est également originaire du village ; on peut y voir sa maison natale. Plusieurs autres héros nationaux de la Yougoslavie sont nés dans le massif. Marko Peričin Kamenjar (1912-1982) est originaire de Grgurevci. Anka Matić Grozda (1918-1944) est née à Irig, où l'on peut voir sa maison natale. Boško Palkovljević Pinki (1820-1942) est né à Manđelos, où l'on peut voir sa maison natale. Le Héros national Stevan Petrović Brile (1921-1943) est né à Stejanovci, où l'on peut aussi voir sa maison natale.